# 1×8いこうよ!
『1×8いこうよ!』（いっぱちいこうよ）は、札幌テレビ放送の制作でNNS加盟局を中心として、関東地方のJAITS加盟局の一部とビデオ・オン・デマンドほかで放送・配信している、大泉洋、木村洋二（元STVアナウンサー）らが出演するバラエティ番組。主に社会問題から着想を得た企画を主題とするドキュメントバラエティ企画や、北海道内を中心とした旅番組企画を展開している。

## 概要
STVでの番組放送開始は2000年1月9日。また事前番組として1999年12月30日15:55-16:25には「1×8ってナニ!?今明かされる新番組の謎」を放送。同放送時間は日本標準時（JST）日曜16時55分 - 17時25分（番組放送スタート当初からの1年間は日曜日の13時 - 13時30分）である。2007年7月8日からハイビジョン放送、2017年4月2日から字幕放送（後述）。『釣〜りんぐ北海道』が放送されていた2008年3月までは「STV日曜日夕方の2大バラエティ」と称されていたこともある。
番組開始当初は「YOYO'Sのピカピカスピカバラエティ・1×8いこうよ!」というタイトルだった。1×8とは、番組を製作している札幌テレビ放送本社とイベントホール「札幌メディアパークSpica」（2008年廃止）の所在地が北海道札幌市中央区北1条西8丁目であることに加え、「イチかバチかやってみよう」という意味合いも込められている。
当番組開始前、大泉は北海道テレビ制作の深夜番組『鈴井の巣』（1999年4月 - 2001年3月）の企画「視聴率10%突破記念!バカでHの大打ち上げパーティー・二次会」の中で、「俺の夢はW洋ちゃんなんだよ!」「やっぱり北海道の洋ちゃんといえばまだまだ木村洋二なんだよ!」と発言していた。大泉のこの発言は、およそ半年で叶えられたことになる。
各都道府県の日本テレビ系列局、独立UHF局での番組販売ネットも行われ、現在では、同じく大泉出演の『水曜どうでしょう』と並ぶ北海道の有名ローカル番組となっている。2005年10月15日には、STVと東北6県とのブロックネットで特別番組『大泉洋プレゼンツ 地タレ?大集合ふるさと大好き宣言!』が放送された。
2007年7月8日（1×8シニア野球団の途中）から、ハイビジョン制作とステレオ放送を実施、さらに2010年5月9日（1×8北海万博初回）からアナログ放送はレターボックス16:9化された。北海道外のネット局でも逐次放送されている。
番組内で、滑稽な場面で使われるリズミカルな曲は、テレビアニメ『うる星やつら』のBGMである。
ラジオで毒舌キャラクターとして知られている木村が大泉に対してぼやく時には、木村火山噴火とテロップが出る。また、様々な企画の中で大泉が器用にこなすのに対し、木村が不器用さを発揮しているため、木村の不器用さが出ると不器用レジェンドのテロップが出る。また木村の2度目の休養中に代役として出演したアナウンサーは軒並み不器用であり、まず大家彩香が不器用さを発揮し、不器用クイーンの称号を襲名し、また村雨美紀も不器用さを発揮し3代目不器用アナと認定。久保朱莉も不器用さを発揮して不器用アナウンサー確定とされた。さらに油野純帆は大泉から不器用界のダイヤの原石、木村の後継者と言われてしまった。
番組では毎年、オリジナルのカレンダーを製作・販売している。これは1年間のロケ写真から選ばれた画像を使用している（50 cm×36 cm、各月1枚+表紙1枚の計13枚）。また2007年7月には、番組の名場面を集めたDVDが発売され、これ以降も数作品発売されている（後述）。

## 出演者

### YOYO'S
番組ではYOYO'S（ヨーヨーズ）というコンビ名を付けて出演している。大泉は木村のことを「あぁた」と呼んでいる。2005年の木村の誕生日に木村が「（大泉と）対決」と言ったことから、YOYO'Sの2人の仲が悪くなり対決企画もたびたび行われているが、もちろんこれは演出である。
- 大泉洋（俳優、タレント／CREATIVE OFFICE CUE所属、TEAM NACSメンバー）[3] - 字幕の色は■赤色。文字放送のテロップの色は、■黄色
  - 2020年5月24日から9月20日まで、新型コロナウイルス感染拡大防止のため東京からのリモート出演としていた。
- 木村洋二（STVラジオ専務取締役エグゼクティブアナウンサー、元STVアナウンサー）[3] - 字幕の色は■青色。文字放送のテロップの色は、■水色。
  - 2009年3月から6月（1度目）まで、2016年1月から2018年2月（2度目）まで体調不良により休養。2度目の休養までは進行役も担当。

### 進行役
特記されてない場合はSTV女子アナウンサー。字幕の色は■橙色。文字放送のテロップの色は■緑色。
当初は2016年1月から休養した木村の代役であったが、2017年3月26日放送分からの番組リニューアルにより進行役となる。またそれに伴いオープニングにも顔写真が出された。
当初、進行役は木村復帰までの措置であったが、木村が復帰後初めて企画最初から出演した3月25日の放送で大泉より休養前は進行役を兼ねていた木村が進行役には復帰しないため今後も進行役は登場することが発表された。しかし、オープニングの映像はYOYO'Sのみとなり進行役の顔写真は無くなった。
木村代役時代は番組ナレーションを担当していた永井・大家と2015年入社の小笠原・大慈弥・林・村雨の6人が交代で担当していたが、番組リニューアルにより代役から進行役への役割変更をしたときに永井がナレーションのみとなり残りの5名が進行役に就任した。その後、2018年3月末で林が、2019年3月末で小笠原・大慈弥がSTVを退社したため、一時期に進行役が大家と村雨の2人だけになってしまったが、6月に久保朱莉、7月に西尾が加入、10月に久保朱莉がアナウンス部から総務部への異動に伴い進行役から外れたが、12月に佐々木が加入、さらに2021年に入り4月に兼子、6月に高山、7月に久保明日香、12月に油野が加入、2025年に入り6月に庭野が加入したが、7月に高山がアナウンス部から通販事業部へ異動したことにより進行役は現在は8人体制となっている。また、2024年9月末で大家がSTVを退社したが、フリーアナウンサーとして進行役を続けている。
2019年以降、企画の終盤になると進行役の女子アナウンサーが早退するケース発生しており、その際は木村が進行役を務めている。また、2021年12月に油野が企画に参加した際にも番組を途中で離れるケースが発生している。
- 大家彩香[注 9][注 10]（フリーアナウンサー[注 11]、かつてはナレーター兼任）
- 村雨美紀[注 12]（かつてはナレーター兼任）
- 西尾優希[注 13]（かつてはナレーター兼任）
- 佐々木美波[注 14]（2019年12月1日放送分より）
- 兼子真衣[注 15]（2021年4月25日放送分より）
- 久保明日香[注 16]（2021年7月18日放送分より）
- 油野純帆[注 17][注 18]（2021年12月19日放送分より）
- 庭野ほのか[注 19]（2025年6月22日放送分より）

### ナレーター
STVアナウンサーで、当初は男女1人ずつの2人で行っていたが、新型コロナウイルス感染症拡大後は永井1名で行っている。
- 永井公彦（番組開始当初は進行役、木村の2度目の休養の際に木村の代役を務めていた）

### 過去の出演者
進行役
- 林美玖[注 20]（出演企画2回。ナレーター兼任。2018年3月末でSTVを退社）
- 小笠原舞子[注 21]（出演企画6回。2019年3月末でSTVを退社）
- 大慈弥レイ[注 22]（出演企画5回。2019年3月末でSTVを退社）
- 久保朱莉[注 23]（出演企画1回。ナレーター兼任。2019年10月にアナウンス部から総務部へ異動、2021年7月にアナウンス部へ復帰するが、復帰後は出演の機会はなく2022年9月末でSTVを退社。）
- 高山幸代[注 24]（出演企画3回。2025年7月1日にアナウンス部から通販事業部専門部長への異動）

ナレーター
表記がない限りは現役STVアナウンサー
- 桐田咲智代（現在：フリー。番組初期）[3]
- 急式裕美（2009年3月まで）
- 山藤美智（当時STVアナウンサー。2010年3月まで）
- 松下祐貴子（当時STVアナウンサー。2015年まで）
- 森中慎也（当時STVアナウンサー。現在は日本大学藝術学部放送学科教授。永井の代わりを務めていた。）
- 林美玖（当時STVアナウンサー。大家の代わりを務めていた。）
- 大家彩香（当時STVアナウンサー。現在は進行役のみ）
- 久保朱莉（当時STVアナウンサー。進行役兼任だった）
- 萩原隆雄（当時STVアナウンサー。永井の代わりを務めていた）
- 宮永真幸（永井の代わりを務めていた）
- 吉川典雄（永井の代わりを務めていた）
- 西尾優希（現在は進行役のみ）
- 村雨美紀（現在は進行役のみ）

なお、番組初期には、番組の構成作家の鈴井貴之や、大泉と共にTEAM NACSに所属する安田顕らがゲスト出演していた。

### 木村洋二休養中の対応
1度目（2009年）
2009年2月に過労による体調不良に伴い1度目の休養。番組も3月22日の放送以降休養となり、その間は大泉洋が選ぶ傑作選を放送し6月13日の放送で復帰した。
2度目（2016年 - 2018年）
2016年1月24日放送以降体調不良に伴い2度目の休養となり、1月31日の放送以降は永井・大家のナレーター陣や2015年入社のSTVアナウンサー（小笠原・大慈弥・村雨・林）が木村の代役として交代で出演していたが、2017年3月19日放送分で番組のリニューアルが発表され、3月26日放送分よりSTVアナウンサー陣が正式に進行役とされた。なお木村は番組からは降板せず、あくまでも進行役は木村が復帰するまでの措置とされているが、3月26日放送分からリニューアルしたオープニングは木村が過去の番組場面写真に映し出されるのみとなり、代わりに進行役のSTVアナウンサー（大家・小笠原・大慈弥・村雨・林）の写真が映されて、タイトルコールも大泉の声のみとなっていた。ただし、CMで使用されるタイトルコールは木村・大泉の声のものを使用していた。
なお木村は2017年8月10日にラジオニュースで仕事復帰、10月26日のどさんこワイド179でテレビ出演に関しても復帰を果たし、2018年2月18日の予告で木村の復帰が発表され、2018年2月25日の放送で復帰した。なお木村は進行役には復帰せず今後はYOYO'Sと進行役の女性アナウンサー（大家・小笠原・大慈弥・村雨）の3人体制となることが3月25日の放送で発表された。さらに、この放送よりオープニングのタイトルコールは大泉・木村の2人のものに変更され、オープニング映像で登場するのはYOYO'Sのみで進行役の女性アナウンサーは登場しない物へと変更された。

## 企画

### 現在放送中の企画
1×8教育研究所
大泉が所長、木村がPTA会長になり、現代の教育とは何かを考える企画。交通安全教育、好き嫌い克服塾に始まり、他企画との連携をするようになる。「1×8街づくり推進室」では札幌ドームでの授業、旧・本安平小学校でのおいわけ林間学校を行う。
第1弾は2002年12月15日 - 2003年5月18日まで放送。「YOYO'Sファーム」では食育をテーマにし、夏休みおコメ教室を開いた。視聴者からの葉書を紹介するコーナーでは、木村への質問や目撃談が届き、オチがついた後にはラジオ風に曲紹介をしており、遂にはリクエストまで届くようになった。
第2弾は約10年ぶりの復活となる2012年3月4日から5月27日まで1×8教育研究所2012として放送。大泉もパパになり子どもの夢を応援するという触れ込みで復活した。
第3弾は約13年ぶりに復活となる2025年7月27日から1×8教育研究所2025として放送中。大泉が所長、木村がPTA会長という設定は変わらないが、進行役の油野純帆が研修生として加わる。

### 過去の主な企画

#### 複数回放送企画
木村聖誕祭
毎年10月末 - 11月頃に木村の誕生日（10月26日）を祝う企画。毎回オープニングでは大泉が「しがないねぇ〜」とお決まりのセリフを言いながら木村に花束を渡すのがお約束。2004年の「緊急検証!木村洋二熱唱疑惑」を皮切りに、大泉が毎年テーマに沿った祝福を木村に用意する。また、2008年の木村聖誕祭では木村がサンピアザ水族館でダイビングの最中に溺れてしまい、「1×8史上最悪の事件」とテロップが出た。
木村の2度目の長期休暇中は開催されず、復帰した2018年は過去2年分の聖誕祭も兼ねて行われた。
2019年の木村還暦の際は過去の振り返りを兼ねて初めて前夜祭を放送した。
木村が2度目の長期休暇から復帰した2018年以降は聖誕祭にも進行役が出演し、2018年から2024年の全7回共に大家彩香が担当している。また、2024年の聖誕祭は大家がフリーアナウンサー転身後初の進行役の企画でもある。
1×8大人の社会見学
YOYO'Sが様々な施設の知られざるディープな世界をのぞき見するつなぎ企画。
これまでに海上保安庁（小樽海上保安部 2012年11月25日・12月2日）、リサイクル工場（マテック 2012年12月23日・12月30日）、お菓子工場（もりもと 2013年1月6日・1月13日）、新千歳空港（2013年4月21日 - 5月5日）、札幌市交通局（2013年12月8日 - 22日）、製氷工場（橋商店 2015年8月16日 - 9月6日）が取り上げられた。
1×8Discovery
YOYO'Sが知らない北海道の未知なる世界を発掘していく企画。
2015年4月19日・4月26日、5月31日・6月7日、6月28日 - 7月12日に魚醤編、8月2日・8月9日に深海編、2016年1月10日 - 1月24日に缶詰編、2月21日からは北海道遺産編として2月21日 - 3月6日に北海道開拓の村ロケ、4月3日 - 4月19日に函館編、6月5日 - 6月26日に空知編を放送。缶詰編は木村が2度目の休養に入る前最後の出演。北海道遺産編では木村の代理として開拓の村編では大家彩香、函館編では小笠原舞子、空知編では大慈弥レイが出演した。
1×8教えて外国人
年々増え続ける北海道在住外国人とともに、外国人の視点から北海道の魅力を学び大泉洋の北海道愛を確かめる企画。この企画から木村が再び休養に入ったため、1月31日 - 2月14日・3月13日 - 3月20日は永井公彦・大家彩香が、11月13日 - 11月27日の秋のニセコ編では大家彩香が木村の代理として出演している。
1×8職業訓練所
YOYO'sの2人が本業のアナウンサー・タレントで食えなくなった場合を勝手に心配し何か手に職をつけるべく、様々な職業に挑戦し職適性を測る企画。
初回は2005年2月6日 - 3月20日にかけ7回放送（子供専門カメラマン・美容師・パティシエ）され、その後2010年（消防士）、2011年（探偵）、2014年（ブライダル業界）、2015年（看護師）、2016年（ホテリエ・水族館飼育員・バスガイド）、2017年（警察官）につなぎ企画として実施されている。
2016年以降の2度目の木村休養中の際には木村の代理として大家彩香が出演していたが、ホテリエ編では接客の実技テストの際に外国人観光客への接客がうまくいかず落ち込み、さらにその観光客が番組が用意した人間だと分かった際には号泣してしまい、水族館飼育員編では実演ショーがうまくいかず落ち込み、最後の合否判定でまさかの不適格判定を出してしまうなど散々な結果となっている。2017年に放送された警察官編では村雨美紀が進行役として出演した。
○○（都市名）はじめて物語
大泉が北海道内の都市の「はじめて」を探り歴史と魅力を再発見する企画。
2017年3月5日から3月19日にかけ大泉と木村の代理である小笠原舞子で札幌編を放送、3月26日より進行役を村雨美紀が務めて函館編を放送、途中野球中継放送に伴う放送休止と、緊急密着!大泉洋始球式を放送したため3週空いて4月23日より再開したが、再び野球中継放送に伴う放送休止があり、1週空いて5月7日の番組前半まで放送。6月7日から6月18日の番組前半まで進行役を村雨美紀が務め小樽編、9月17日後半から10月8日まで進行役を村雨美紀が務め旭川編を放送。2018年1月28日から2月18日の番組前半まで進行役を村雨美紀が務める帯広編を放送。
3月26日放送からの番組リニューアルに伴い、STVアナウンサーの立ち位置が木村の代理から進行役に代わった。そのため、札幌編の小笠原はリニューアル前のため木村の代理として、函館編の村雨はリニューアル後のため進行役として出演している。
1×8ノスタルジア
北海道命名から150年、目覚ましい発展を遂げてきたが、しかしその一方で時代の移り変わりと共に失われつつ文化や風習、そして技術もある。そんな古き良き北海道を、全身で体感する企画。
2018年12月2日から12月16日までの第1弾では小笠原舞子を進行役に札幌市東区の国岡製麺にて「ソフト麺」、東区の藍染坐忘にて「藍染」、新琴似歌舞伎伝承会と「新琴似歌舞伎」を紹介。また2019年3月末をもって小笠原がSTVを退社したためこの放送が最後の1×8出演企画となった。
2019年2月10日から2月24日までの第2弾では大家彩香を進行役に「札幌軟石」「札幌焼」「凧」を紹介。
全国特番放送関連企画
本番組スタッフが制作を担当して、全国放送となる特別番組が放送されるのを受け1×8で特別企画を展開。進行役は特別番組にも出演している大家彩香。
2017年は「大泉洋の驚きジャパン 知らなかった!!世界が変わる大研究!スペシャル」が8月5日に放送されることを受け、7月16日・23日は「先取りスペシャル!100倍楽しく見る方法」として、2012年放送「1×8宇宙開発局」に出演した岩谷圭介の研究でスペースバルーンの有人化への第一歩に密着したものが放送されるため、同企画でのスペースバルーンで宇宙の写真を撮る最終局面をダイジェストで放送した。またこのロケはこの特別番組のロケ終了後に行われたため岩谷圭介も番組に登場、さらに2012年当時の映像をそのまま使用したため企画当時ナレーターであった松下祐貴子も声のみではあるが出演した。
特別番組放送後の8月6日・8月13日は「大反省会スペシャル」として、特別番組ロケ終了後の沖縄の居酒屋にて上記のスペースバルーン以外の研究映像を含めた裏側密着や未公開シーンを紹介した。
2018年は「大泉洋の驚きジャパン2～未来が見える！未来が変わる！大研究スペシャル」が8月11日に放送されることを受け、8月5日に「先どりスペシャル」として内容の先行公開と特番には出演しない木村洋二が特別応援大使となりロケ現場へ潜入取材した模様を放送した。
特別番組放送後の8月12日・8月19日は「驚きジャパン2未公開SP」として、特別番組ロケ終了後の神戸の居酒屋にて全国放送では入りきらなかった未公開シーンを紹介した。
2020年は「大泉物産展～発掘！究極の北海道食材～」が2月22日に放送されることを受け、2月2日・2月9日に「1×8グルメ祭り」として過去に1×8で取り上げたグルメやその道中で巻き起こった名珍場面を総集編として放送。2月16日には「1×8グルメ祭り」に加えて100倍楽しく見る方法として番組の見どころを先行公開する。
特別番組放送後の2月23日・2月28日は「大泉物産展への道」未公開SPとして、全国放送では入りきらなかった未公開シーンを紹介した。
なお木村は、2月2日放送分では過去の映像のみで出演、2月9日の放送分以降は出演しているが、全国特番では出演しない。
目指せ179市町村制覇!全道縁結びテレフォン
番組20年の歴史の中で過去1度も番組で紹介されていない道内38市町村の方々にビデオ電話でインタビューし、全道各地と良いご縁を結ぶリモート収録企画。紹介する市町村の基本情報や名物グルメの実食の後、電話インタビューを行う。新型コロナウイルス感染症の影響により大泉は「Microsoft Teams」を用いて東京の自宅やSTV東京支社からリモート出演。
第2弾からはスピンオフ企画として木村が紹介された町へ行き、取材した場所を含めて再取材する縁結び旅が行われる。
第1弾は2020年6月14日から6月28日にかけて放送され、津別町、音更町、奈井江町を紹介。進行役は大家彩香。
第2弾は2020年8月2日から9月6日番組前半まで放送され、遠軽町、音威子府村を紹介。進行役は佐々木美波。
時空横断 1×8ウルトラクイズ
番組放送20周年を記念し、YOYO'Sがこれまでの番組秘蔵映像からカルトクイズ対決を行う。
第1弾は2020年5月24日から6月7日に放送。大泉は新型コロナウイルス感染症の影響により「Microsoft Teams」を用いて東京の自宅からリモート出演、スタジオには代理として全国放送特番「大泉洋の驚きジャパン2」で作られた大泉の等身大人形「大泉くん人形」が置かれ、その人形の前に大泉の映像を流すディスプレイを置いて収録が行われた。進行役は三密回避やソーシャルディスタンスを守るため女性アナウンサーではなく番組ディレクターが担当したが、普段は進行役の大家彩香・村雨美紀が出題者としてミステリーハンター風の服装でVTR出演した。優勝者への商品は「番組私物化権」で大泉が優勝した。
第2弾は9月6日番組後半から9月20日に放送。大泉は今回も「Microsoft Teams」を用いて東京からリモート出演。しかし前回のように「大泉くん人形」は置かれず、回答台に大泉の映像を流すディスプレイを置いて収録が行われた。進行役は大家彩香。優勝商品は北のハイグレード食品の詰め合わせとし、大泉が優勝した。
1×8観光組合
第1弾は、大型企画として2005年5月29日から2006年9月10日にかけて放送。大泉が組合長、木村が相談役となり、北海道の各地の地元の隠れた名産・隠れた観光スポットを、現地へ赴き紹介する。
YOYO'Sの行き切れない場所については、YOYO'Sジュニアの女性が各地を巡った。また、河野真也がYOYO'Sジュニアの中学生の兄弟と、オリジナル商品「洋グルト」を生産段階から吟味して作り上げた。この他、YOYO'Sや視聴者が全道各地の隠れた名所などの写真を撮り紹介するという企画「1×8百八景」もあったが、この企画で『木村のヌード』が番組内で大問題となった。
観光組合キャラクターとして、木村が考案した「いっぱち姫」が居り、いっぱち姫の着ぐるみの製作には160万円をかけている。
その後前述のブロックネットの特別番組「大泉洋プレゼンツ 地タレ?大集合ふるさと大好き宣言!」として発展するほか、企画の集大成として東北各県をキャンペーンボーイになった河野がトラックを運転しながら行商をしていくキャンペーンを展開。青森ではりんご娘、山形ではドンキー佐藤など、東北のローカルタレントが参加し、最後は首都圏・横浜でフィナーレを迎えた後、河野は大泉に解雇された。
第2弾は、帰ってきた1×8観光組合として2020年11月15日番組後半（番組前半は木村洋二61st聖誕祭を放送）から12月6日番組前半（番組後半は帰ってきた1×8水産業応援プロジェクトを放送）まで放送。大泉が組合長・木村が相談役という設定は変わらないが、新型コロナウイルスの影響で大きな打撃を受けている小樽市の観光業を応援する企画を展開した。進行役は大家彩香。
1×8水産業応援プロジェクト
第1弾は「YOYO'Sの演歌の花道〜1×8水産業応援プロジェクト〜」として2008年9月21日から2009年11月1日まで放送された大型企画。漁獲量不振や原油高高騰などで落ち込む水産業を、歌謡界の大御所・船泉洋三（大泉）が全面プロデュースし、木村を遅咲きの新人歌手として演歌デビューさせる企画。当初は釧路市・苫小牧市・石狩市・余市町などで実際に水産業を視察し、そこで即興ソングを大泉が披露する内容だった。その後本格的に作詞活動を行い「大漁豊漁ぼやき船」が完成。2008年12月30日放送のスペシャルで大泉が単身東京へ渡り宇崎竜童に作曲をお願いしに行き2009年3月18日に全国発売された。また、弟子木村と2008年のSTV新人アナウンサー「花の二三トリオ」（山藤美智、西森千芳、松下祐貴子）でカラオケ対決を行い、得点の高かった方をデビューさせるという対決を行った。結果は花の二三トリオが一点差で勝利を収めたが、花の二三トリオが辞退したため、弟子木村のデビューが決まった。
木村洋二が体調不良で休養中、過去のVTRをダイジェストで放送したり大泉1人で東京ロケへ行く模様などを放送して対応している。3月29日からは大泉洋厳選の傑作選を放送。なお、木村は6月14日の放送で復帰を果たしたが、大泉が「もうちょっとあなた（木村）リハビリしていただいて」と発言しているため引き続き傑作選を放送。7月12日の放送の前半で傑作選が終了。そして、番組後半から「YOYO'Sの演歌の花道」が再開。そして、9月20日には公開収録イベント「大漁豊漁ぼやき船歌合戦」を開催、北海道の水産業関係者限定で大漁豊漁ぼやき船のカラオケを競い、その歌合戦には鳥羽一郎がゲスト審査員として登場してYOYO'Sも驚きを隠せなかった。YOYO'Sが港町を巡りイベントのPRを行ったが、YOYO'Sが都合により訪問できない場合はスタッフが弟弟子として代理で宣伝を行った。
第2弾は帰ってきた1×8水産業応援プロジェクトとして2020年11月15日番組後半（番組前半は帰ってきた1×8観光組合を放送）から12月27日まで放送。大泉が船泉洋三・木村が船泉の弟子という設定は変わらないが、函館市で新型コロナウイルスで大打撃を受けている北海道の水産業を食べて応援する企画を展開した。進行役は佐々木美波。
1×8奉行シリーズ
2017年1月22日 - 2月12日の放送では、厳しい冬を過ごす北海道民にとって欠かせない「鍋」にスポットを当て、鍋を楽しみ新たな発見を探す1×8鍋奉行を放送。石狩鍋・あんこう鍋・フォトジェニック鍋（写真映えする見た目重視の鍋）を紹介。木村の代理として大家彩香が出演した。また石狩鍋の紹介の際、以前YOYO'Sの演歌の花道〜1×8水産業応援プロジェクト〜で出演していたお店の店主が登場し、市で行われている「石狩鍋復活プロジェクト」の一環として「ニッポン全国鍋グランプリ」へ参戦することが伝えられ、大泉が店主を激励。2月12日の放送で村雨美紀よりグランプリの結果が発表された。
2018年1月14日からの1×8鍋奉行では、企画内容の一部をリニューアル、大泉が鍋奉行に扮し「奉行様の鍋裁き」として紹介される鍋を「喝」か「あっぱれ」で判定するシステムへ変更された。番組内ではムービージェニック鍋（フォトジェニック鍋の進化形で動画映えする鍋）・フルーツ鍋・ハワイ鍋・セレブ鍋を紹介。進行役は小笠原舞子。
2018年4月22日 - 5月13日は1×8肉奉行を放送。大泉奉行と商人木村が進行役の小笠原舞子と共に札幌市内の個性派な肉グルメを調査する店舗紹介の締めには鍋奉行企画同様「奉行様の肉裁き」として「喝」か「あっぱれ」で評価を行う。番組内ではビリビリ肉（ソースがビリビリくるステーキ）・エンタメ肉（鉄板でのド派手な演出）・珍肉（羊肉の珍しい部位）・ひとくち肉（肉寿司）を紹介。しかし、ビリビリ肉はスペシャル肉料理の由来が全て店主のウソだったため、エンタメ肉はシャトーブリアンをかけたゲームで木村の不器用さが発揮しシャトーブリアンを食べられなかったため「喝」判定となった。
2021年2月14日番組後半（番組前半は新春!!1×8紅白めぐりを放送） - 2月21日は「1×8豆奉行」を放送。進行役は村雨美紀。番組内では豆腐・豆乳、進化系あんこスイーツ、チョコレートを紹介。最後の裁きでは進化系スイーツの顔どら焼きのみ「喝」判定（これは味や商品に対しての喝ではなく、スタッフへの喝となっている）となった。
アダルトYOYO'Sへの道
番組15年目のテーマを「アダルト」と位置づけ、いい大人となったYOYO'Sを知識豊富なカッコいいアダルトにすべくアダルトなことを学ぶ企画。
2015年3月22日 - 4月29日・6月14日 - 6月21日に第1弾「パイロットになろう!」、5月3日 - 5月24日に第2弾「浅草でお座敷遊び」、7月19日・7月26日に第3弾「大人の盆栽入門」を実施。
約6年ぶりとなる第4弾は2021年9月19日から10月10日までの放送で「能楽」を実施。進行役は大家彩香。
シェフ大泉が切り開く! 北海道新定番食材探し
食材大国北海道。山の幸海の幸の定番は数々あるが、まだまだ知られていない注目素材を新定番素材として注目し、食通の大泉がシェフ大泉として自ら調理をする企画。
第1弾は2021年8月15日から9月12日に放送し、進行役は大家彩香。
第2弾は2022年2月6日番組後半から2月27日まで放送し、進行役は佐々木美波。
プロ野球開幕特別企画
プロ野球開幕を前に1×8も野球を始めとした様々なスポーツに取り組んでおり、その内容を振り返る企画。進行役は木村が務め、大泉はVTRのみ出演する。
2021年3月31日放送では2017年4月に放送された緊急密着!大泉洋始球式を再編集して放送。本来は3月19日放送予定だった「ウポポイいこうよ!大泉オドロキミュージアム」の未公開シーンを放送する予定だったが直前で放送が延期（その後半年遅れの11月19日に放送され、未公開シーンも11月21日に放送された。）したため予定変更で放送されたものだった。
2022年3月27日放送ではスポーツ傑作選として2001年旅の達人韓国編のテコンドー、2014年放送進め!メカ洋二の木村のハードル走り、2009年から2010年放送復権!ウィンタースポーツ〜洋二をスキーに連れてって〜の木村のスキーと大泉のリュージュ、2011年放送52nd木村聖誕祭でのヌンチャク、2015年放送高視聴率を取るぞツアーin沖縄でのプロレスを放送した。
1×8季節シリーズ
大泉またはYOYO'Sが季節ならではのアクティビティを楽しみつくすシリーズ企画。
- 1×8 SUMMER

大泉またはYOYO'Sが北海道の短い夏を遊びつくすロケ企画。
第1弾は2016年6月26日から7月17日に洞爺湖編を放送。木村の代理として大家彩香が出演した。
第2弾は2016年8月7日から9月18日は道南編を放送。木村の代理として村雨美紀が出演した。
第3弾は2018年7月1日から7月22日に「1×8 SUMMER 2018 in 小樽」を放送。進行役は村雨美紀。小樽市にてヨットクルージング、バーベキュー体験、ガラス風鈴作りを取り上げた。
第4弾は2019年8月18日から9月1日に千歳・恵庭編を放送。進行役は大家彩香。キャンピングカーに乗り手作りピザ体験、カート勝負カヤック体験を行い、最後は大泉がパスタを作り振る舞った。
第5弾は2020年7月5日から7月26日に「1×8 SUMMER リモート」を放送。新型コロナウイルス感染症の影響により外出自粛が求められる中で、スタジオにブルーバックを配置しクロマキー合成を駆使して全道各地の夏のレジャーをスタジオの木村が楽しんだ。進行役は大家彩香で、大泉はSTVの東京支社から「Microsoft Teams」を使用してリモート出演した。
第6弾は2022年8月14日番組後半から7月26日に「1×8 SUMMER 2022」を放送。流行のキャンプをラクして楽しむ1×8流のデイキャンプとして紹介。進行役は久保明日香。
第7弾は2024年8月4日から8月22日前半に「1×8サマーin定山渓」を放送。定山渓ファームにてイチゴ狩り・ツリートレッキング・釣り対決・バーベキュー・バノック作りを展開。進行役は大家彩香。
- 1×8オータム

実りの秋を迎えている北海道で旬の味覚を大泉またはYOYO'Sが食べつくす企画。
第1弾は2017年10月15日・10月29日から11月5日放送分で、札幌市東区にて畑の旬である札幌黄玉ねぎ、石狩市にて海の旬である秋鮭、札幌市内の森にて山の旬としてきのこ狩りを取り上げた。またキノコ狩りの際には「1×8林業振興課」で登場した藻岩山きのこ観察会の理事長が約4年ぶりに再登場した。進行役は大家彩香。
第2弾は2018年10月21日から11月2日放送分で、札幌太人参、恵庭のカボチャ、リンゴ、根室のサンマを取り上げた。進行役は村雨美紀。10月21日放送分で村雨よりこの企画は当初9月8日にロケを行う予定だったが、9月6日に北海道胆振東部地震が発生したことによりロケ日を延期したことが発表された。
第3弾は2020年9月27日から9月11日に放送で、仁木町でぶどう、赤井川村でカボチャ、余市町でグランピングを取り上げた。進行役は大家彩香。大家は自身がメインキャスターを務める「どさんこワイド朝」の出演があるため企画を途中で離脱したため、離脱後は木村が進行役を務めた。またこの企画より新型コロナウィルス感染症拡大防止のため東京よりリモート出演となっていた大泉が約7か月ぶりに北海道でのロケに参加した。
北のハイグレード食品
2011年から行われている北海道庁主催の食品PR事業で、食のプロたちが認めた加工品をYOYO'Sに紹介する企画。
第1～2弾までは北海道の「食」最前線の企画内の1つのテーマとして行われていて、第1弾は北海道の「食」最前線第2弾として2019年12月1日 - 12月15日に放送。漬物ミルサーモン、道産野菜で作られた離乳食「ベビポタ」、かつて1×8林業振興課で紹介された食肉加工品を紹介。 第2弾は北海道の「食」最前線第3弾として2020年4月5日 - 4月19日に放送された。
第3弾より北のハイグレード食品として企画され、2021年4月4日 - 4月18日に放送。進行役は大家彩香。
1×8×ファイターズ ボールパークへの道
放送前の2021年11月に、新庄剛志が監督に就任し、話題を集めている北海道日本ハムファイターズ。さらに注目されている2023年3月開業の日本ハムの新本拠地エスコンフィールドHOKKAIDOを中心とするテーマパーク「北海道ボールパーク Fビレッジ」の全貌を解明する企画。エスコンフィールドの内部にテレビカメラが入るのは初めて。
第1弾は2021年11月28日から12月12日までの放送で進行役は大家彩香。
第2弾は2022年3月6日から3月20日までの放送で進行役は村雨美紀。第2弾では大型企画の内容が明らかになり、視聴者参加型のイベント「1×8パーク」の開催(本家の開業イベントとは別物)が決定し大型モニュメントを作成する、そしてこの企画に対して北広島市が全面協力をすることが発表された。その関係により2018年9月から10月にかけて放送された1×8フカボリ探検隊北広島市編以来約3年5か月ぶりに上野正三市長を訪れた。
村雨の進行役は2021年2月に放送された1×8豆奉行以来約1年ぶり（その間放送1000回記念SPには出演している。）で、今回のロケは平日に行われた。村雨はどさんこワイド179の総合司会を務めているため本来なら土日のロケしか参加できないところだが、現在のどさんこワイドのプロデューサーが過去に1×8のプロデューサーだったため理解を示し今回はどさんこワイドを休んでロケに参加することになったと大泉が発言している。
第3弾は2022年7月10日番組後半から8月14日番組前半までの放送。進行役は大家彩香。
第4弾は2022年12月11日番組から12月25日番組までの放送。進行役は大家彩香。
その後2023年5月4 - 5日の「FビレッジへGO!GO!祭り」の一環としてエスコンフィールド1階三塁側出入口付近にて「1×8パーク」を実施、様々な表情の木村の顔をあしらった的を狙うストラックアウト「洋二的あてゲーム」や木村の番組歴代企画での様々な顔をあしらったビニールヨーヨー釣り「洋二すくい」といった縁日ゲーム、北広島市内の金属加工メーカー・ワールド山内制作によるエスコンフィールドを象った神輿や高級パター体験会、スタッフの申込み失念により1塁側出入口前広場「FIGHTERS LEGENDS SQUARE」に設置し損ねたYOYO'S名前入りレンガ展示、北広島市内のグルメ販売を展開。5日にはフィールド内でのエスコンフィールド型神輿渡御や三塁側1×8パークエリアに移動式ボウリングレーンを設置し「1×8エンジョイ!ボウリング」の公開収録となるボウリング対決を展開。その模様は2023年5月14日から6月25日番組前半まで放送された。
1×8旅の達人
外国に行ったつもりで、北海道内で海外旅行気分を味わう企画。もいわ山展望台からの夜景を香港、中島公園をニューヨークのセントラルパーク、さっぽろ雪祭り会場にあったトレビの泉の雪像（他局であるHBCイタリア広場の雪像）をローマ、札幌テレビ塔をエッフェル塔だと言い張る等各国の名所や風景に似た場所を訪れ無理にこじつけたり、また各国に因んだアクティビティ体験を展開する。
2001年1月7日 - 1月14日は香港編、1月21日 - 2月4日はニューヨーク編、2月18日 - 3月4日はイタリア編、3月11日 - 3月25日の番組前半はパリ編、3月25日の番組後半・4月1日・4月15日は中国&東南アジア編を放送。
2001年10月28日 - 11月11日は韓国編を放送したが、その後12月9日・12月16日放送分で「行ったつもりじゃない韓国」と銘打って実際に訪問し、YOYO'Sの作ったキムチを食べてもらったり、テコンドー道場を訪問したり、北海道で勉強した韓国語を使って食堂で注文して思った通りの料理が来るかどうか対決をした。
2012年2月にはロンドンオリンピックに合わせロンドン編を放送した。
2014年5月にはFIFAワールドカップブラジル大会に合わせブラジル編を放送した。
2017年2月には木村の代役を大家彩香が務めドナルド・トランプ新大統領就任に合わせたアメリカ編を放送した。
2018年3月25日よりFIFAワールドカップロシア大会に合わせロシア編を放送。進行役は大家彩香。なおこのロシア編は木村が2度目の休養から復帰後初めて企画開始から登場する企画である。
2018年9月2日よりインド編を放送。進行役は大家彩香。
2021年2月28日より3大大陸編（アフリカ大陸・オーストラリア大陸・南極大陸）を放送。進行役は大家彩香。
2023年8月20日よりW杯開催国編（バスケットボールW杯を沖縄県と共同開催するインドネシア・フィリピン、ラグビーW杯を開催するフランス）を放送。進行役は油野純帆。インドネシア・フィリピン編ではゲストとして折茂武彦（レバンガ北海道代表取締役社長）が登場した。
今年はこれがくる! 1×8的ヒット予想!どハマリYOYO'S
毎年発表され、その年のブームの発端ともなるヒット予想。それにあやかり、オジサン世代に特化して番組独自目線で流行を大胆予想する企画。
第1弾は2023年2月19日から3月5日まで放送。進行役は佐々木美波。第2弾は2024年1月14日曜から2月4日番組前半まで放送。進行役は佐々木美波。
北海道の「食」最前線
食材王国・北海道の食の最前線を見学する企画。
第1弾は2016年10月23日から11月6日に放送。「最先端の環境で育まれる食材」をテーマに、江別市のKalm角山、札幌市清田区の永光農園、栗山町の北海道きのこ生産総合研究所が取り上げられた。木村の代理で大慈弥レイが出演した。
第2弾は2019年12月1日から12月15日に放送。進行役は佐々木美波。
第3弾は2020年4月5日から4月19日に放送。進行役は大家彩香。
第4弾は2024年3月10日から3月31日に放送。進行役は油野純帆。
佐々木はこの企画が番組初出演。西尾・久保は進行役前にナレーションを担当していたが、佐々木はナレーションとしての経験はなく初出演が進行役となった。
なお、この企画で扱ったテーマの1つである「北のハイグレード食品」が後に1つの企画として独立している。
1×8フカボリ探検隊
命名から150年が経とうとしている北海道のまだまだ知らないことを大泉が隊長、木村と進行役が隊員に扮して実態を調査する企画。衣装もこの企画では、YOYO'Sと進行役はサファリジャケットに身を包み、首元にはスカーフを巻いている。
巻いているスカーフは出演者それぞれ色が違う。大泉と木村はテロップの色と同じ赤色と青色、大家はピンク色、村雨は緑色、小笠原、佐々木は紫色、大慈弥は水色である。ちなみに、村雨と小笠原、大慈弥のスカーフの色は、すすめ!みらい戦隊!!の衣装と同じ色である。
第1弾は2017年5月7日の番組後半（番組前半は函館はじめて物語を放送）から5月21日までの放送で、進行役は大家彩香。札幌の地下をテーマに、札幌市の市街地再開発事業「札幌創世1.1.1区北1西1地区」にて当時建設中だった再開発ビル「さっぽろ創世スクエア」と地下鉄大通駅を結ぶ建設中の「西2丁目地下歩道」、札幌フコク生命越山ビル（シタッテサッポロ）の地下グルメ、札幌駅バス乗り場の地下、すすきの市場を紹介。
第2弾は6月18日の番組後半（番組前半は小樽はじめて物語を放送）から7月16日までの放送で、進行役は大家彩香。富良野の裏観光をテーマに放送。
第3弾は9月3日から9月17日までの放送で、進行役は村雨美紀。札幌の屋上をテーマに放送。
第4弾は11月12日から12月3日までの放送で、進行役は小笠原舞子。知られざるススキノをテーマに放送。
第5弾は2018年9月23日から10月14日までの放送で、進行役は大家彩香。北海道日本ハムファイターズの新球場移転候補地として注目された事から北広島市をテーマに放送。この放送では2013年5月から11月まで放送された1×8林業振興課でも登場した上野正三市長やこの企画でサポートをしていた市職員（5年間で主査から課長へ昇進）が登場した。
この北広島市編から木村が隊員として加わった。また9月23日の放送では9月6日に発生した北海道胆振東部地震で北広島市が震度5弱の揺れを観測したことから、冒頭で「北海道胆振東部地震以前の9月4日に撮影したものです」のテロップが入った。
その後、2018年12月23日放送の「記録と激動の2018! 1×8衝撃ニュース」にて、10月14日放送の視聴率が歴代最高の21.0％、瞬間最高視聴率が23.1％（共にビデオリサーチ札幌地区調べ）であった事が発表された。
第6弾は2019年1月20日から2月3日までの放送で、進行役は大慈弥レイ。後志自動車道が開通されて注目をされている余市町をテーマに放送。また2019年3月末をもって大慈弥がSTVを退社したためこの放送が最後の1×8出演企画となった。
第7弾は2019年9月15日から10月23日までの放送で、進行役は大家彩香。2020年4月に開業が予定されていた民族共生象徴空間ウポポイで注目されている白老町をテーマに放送。9月15日放送分でバラエティー番組としては初めてウポポイ内部の取材を行った。
第8弾は2023年4月7日から28日までの放送で、2027年からの量産を目指すRapidusの次世代半導体工場建設で注目されている千歳市をテーマに放送。進行役は千歳市が地元の佐々木美波。
大泉 都会で充電ツアー
多忙により北海道に帰れない大泉に活力を与えるべく東京で北海道出身の方とふれ合い北海道パワーを注入しようという企画。
第1弾は2023年7月30日から8月20日番組前半まで放送。進行役は佐々木美波。木村は欠席。
第2弾は2024年5月12日から6月28日まで放送。進行役は兼子真衣。
1×8エンジョイ!ボウリング
1970年代のボウリングブームによるピーク時に303あった北海道のボーリング場も老朽化などにより、37まで減少。そこでYOYO'Sがボウリング場を盛り上げ、ブーム再燃を目指す企画。進行役は大家彩香。さらに2021年12月に放送された年忘れ1×8ボウリング大会で独特のフォームを披露した油野純帆もロケに参加する。
2024年1月には、日本ボウリング場協会「ボウリング・マスメディア大賞」にて2023年度グランプリを受賞した。
- 1stシーズン

第1弾は2022年4月3日から5月22日に放送。
第2弾は2022年9月18日から10月16日まで放送。その中で大泉・木村・大家・油野の4人でチーム1×8を結成し、目標として実際にボウリング大会に出場し、入賞することが発表された。
第3弾は2023年1月8日から2月5日まで放送。今回は芸能界で屈指のボウラーのマギー審司をゲストに迎えスペシャルアドバイザー就任も発表された。この企画では大泉が第73回NHK紅白歌合戦での司会担当の裏側を語っている。ただし、紅白の裏側は今年はこれがくる! 1×8的ヒット予想!どハマリYOYO'Sの前に収録しているため聞き手は大家・油野ではなく佐々木美波となっている。
第4弾は2023年3月19日から4月9日まで放送。「ボールパークへの道」企画で計画されていた「1×8パーク」イベントの一環として番組チームとゲストチームによるボウリング対決を行うこととなり2023年5月5日の「FビレッジへGO!GO!祭り」内にて開催の予定とし、公開対決に向けての特訓を行った。
第5弾は2023年5月14日から6月25日番組前半まで放送。番組10年ぶりの公開収録として、マギー審司・ダンディ坂野・上野正三北広島市長の「有名人チーム」と杉谷拳士（元北海道日本ハムファイターズ）・大森健作（元北海道コンサドーレ札幌）・折茂武彦（元レバンガ北海道）の「元アスリートチーム」と対戦。有名人チーム戦では油野・大家が絶不調で大泉がカバーをするが、マギー・ダンディが持ち前の腕前を発揮して最終フレームまで勝負を持ち込んだが、最後9本以上倒せば勝利の場面で8本しか倒せずまさかの引き分けに終わった。元アスリートチーム戦では全員が不調、中でも大家は前戦からミスを引きずりピンを倒せず涙を流すなど絶不調だったが、それ以上にアスリートチームの折茂が全7投が全てガーターに終わる低レベルの試合となるも最終的にチーム1×8が勝利。終了後大泉が続けたい意向を発言し本イベントを持って1stシーズンを終了として続編の2ndシーズンを始動することとなった。
- 2ndシーズン

2023年9月24日より2ndシーズンが始動。再始動に伴い新たな目標が設定されボウリング大会「1×8杯」の開催とその大会での優勝が設定された。また、2ndシーズンよりミニコーナーとして木村と大家または油野の2人が全道各地のボウリング場を回り「1×8杯」の開催をPRと地元の熱血ボウラーを発掘する「1×8杯 全道PR行脚の旅」がスタートした。この回では再始動に伴い新エース決定戦が行われ、初代・2代目エースの大泉を倒し油野が3代目エースとなった。さらに、対外試合1勝4敗1分と全く強くならないチームにムチをいれるためSTVスポーツ実況アナチーム（岡田和樹、佐藤宏樹・工藤聖太）との対外試合を実施。実況アナチームのスコアと1×8チーム各メンバーの個人スコアで競い、個人スコアがSTVスポーツ実況アナチームのスコアより100点以上下回ったメンバーは補欠に降格し実況アナチームがメンバーに入る。ただし、木村はそれだと本当に負ける可能性が高いため点差を120点以上に変更、また1×8チームが全員の個人スコアが下回った場合は実況アナチームのほうが実力が上ということでチームアドバイザーに就任するルールとなった。結果は大家が139点で優勝したため実況アナチームのチームアドバイザー就任を阻止。また実況アナチームのスコアは138点で、1×8チームは大泉が120点、エース油野が107点、木村が82点と全員100点（120点）以上の差がつかなかったため補欠降格の阻止に成功した。
第2弾は2024年2月4日番組後半から3月3日まで放送。今回は大泉が「ボウリングマスメディア大賞」のグランプリを受賞、その表彰式がロケ日と丸被りしたため、表彰式の舞台裏密着と東京遠征としてロケを行った。なお、大家は欠席し（ミニコーナーの「1×8杯 全道PR行脚の旅」には登場している）、油野が進行役を務めた。ゲストとしてスペシャルアドバイザーのマギー審司も登場。ロケでは木田大輔プロを呼び、これまで進歩がなく楽しそうではない問題児的な木村を改造すべく両手投げをマスターする強化レッスンが行われ、最後に「ボウリングマスメディア大賞」グランプリの賞金100万円の使い道を決めるため大泉とチーム木村（木村・油野・マギー）で対決を行った。大泉が勝てば賞金は大泉が自由に使用できる、チーム木村が勝てば賞金を少しは企画に使用する（例として木村の強化費用、1×8杯の優勝賞品の費用など）といった設定とした。ハンデは、木村はマスター中の両手投げでの投球、マギーはアクロバティック投法のみ、油野はなし。また大泉には木田プロに投げてもらえる権利（3投分）が付与された。前半を終えてチーム木村は木村が両手投げが不発、ハンデの無い油野が不調で点差が開きマギーのハンデを解除、その結果点差が縮まり最後はチーム木村にも木田プロに投げてもらえる権利が付与されたが、大泉が逃げ切って勝利した。
なお、2024年11月24日放送分で1×8杯の決勝大会が2025年2月24日に行われることが発表され、札幌、旭川、帯広、室蘭の4か所でそれぞれ予選大会が行われるとが決まっている。
第3弾は2025年1月26日から2月9日まで放送。今回は1×8杯に向けて最後の全体練習ということで、何をやっても上手く行かず、特に助走がぎこちなくてリズム感が皆無の木村に助走なし投法をマスター、なかなかストライクが獲れず伸び悩む大泉にフォームに溜めを作る強化レッスンを行い、験担ぎ料理で必勝祈願、最後に新エース決定戦が行われた。今回の新エースは1×8杯での投球順を決める全権を与えられるもので油野が勝利して4代目エース（エース防衛）となった。
また、企画内では1×8杯決勝大会の詳細が発表され、1×8チームははじめに練習相手と練習試合としてから決勝大会に挑むこととなり、決勝大会は1×8チームVS予選大会勝利チームVS打倒大泉連合軍（スゴ技披露で大泉に邪魔ばかりされた上、成功した際はこんなスゴ技出来るのに誰もがわかる手品しかしないと言われたマギー審司、前回の公開収録で全7投全てガーターで大恥をさらした折茂武彦、他2名はまだ未定。）となることが発表された。
2025年2月16日から3月2日までは特別編として1×8チームの軌跡を放送。企画誕生のきっかけとなった2021年12月放送の「年忘れ1×8ボウリング大会」をはじめこれまでの放送を振り返る総集編と、予選大会の模様を放送した。
第4弾は2025年3月9日から4月13日まで放送。今回は1×8杯決勝大会の模様を放送。1×8チームは練習試合として同じ日曜日に放送しているバラエティ番組道産人間オズブラウン（オズワルド）]]とトム・ブラウン）と対戦。序盤から1×8チームリードして、9フレーム目でオズブラウンチームが1×8チームを逆転することが不可能なスコアとなり1×8チームがコールド勝ちをした。その後行われた決勝大会は打倒大泉連合軍（事前発表されたマギー審司、折茂の他に「緊急密着!大泉洋始球式」と1stシーズンに出演したものの、始球式では伝授された筋弛緩法を行った結果大暴投、1stシーズンでは伝授されたアンカリングを行った結果試合に負けたため、大泉から何も成果も出さないと言われたメンタルトレーナーと「北海道の町工場応援プロジェクト 進め!メカ洋二」に出演した際に木村扮するメカ洋二の兄弟ロボットになった上茶番劇にも付き合わされた金属造形作家が参戦。）と予選大会を突破した札幌のチームと対戦。打倒大泉連合軍は前回1本も倒せなかった折茂は1回目で7本、2回目ではストライクを出すなど前回の汚名を払拭する働きを見せ、マギー審司、メンタルトレーナー、金属造形作家も善戦、1×8チームも大泉、油野が絶好調、木村、大家も大きなミスもなく善戦していたが、予選突破チームが絶好調。予選2試合を210点以上で突破した実力を発揮したため途中で1×8チームに+60点、予選突破チームに+80点のハンデが導入した上で、予選突破チームは途中で大泉の指示により木村が1投投げるハンデが追加された。ハンデのお陰で試合は大接戦、予選突破チームは203点、打倒大泉連合軍は最終フレーム1投目で折茂が痛恨のガーター、2投目をマギー審司がスペアにして予選突破チームと同点。3投目を折茂が1投目のミスを帳消しにするストライクを決めてハンデ込みで213、1×8チームはターキー（3連続ストライク）、またはダブル（連続ストライク）で3投目を9本倒しで優勝という条件だったが、大泉が1投目を7本しか倒せず優勝が消滅。2投目でスベアを獲ったものの、9本以上倒せば2位となる3投目で2本しか倒せず1×8チームはハンデ込みで197となり最下位、打倒大泉連合軍が優勝した。
大会の最後で大泉が勝つまでやると宣言したため2ndシーズンは終了となるがいずれ3rdシーズンを行い、また1×8杯が行われる可能性がある。
おもしろ発見!札幌10区めぐり
時には全国・海外にも進出し、番組放送開始から21年、放送回数も1000回目前の今こそ原点回帰をして始まりの地札幌を見つめ直す企画。札幌市を区単位で改めて再注目して1×8目線で新発見していく。
第1弾は白石区編として2021年4月25日から5月16日放送。進行役は兼子真衣。
第2弾は手稲区編として2021年7月18日から8月8日放送。進行役は久保明日香。
第3弾は東区編として2022年1月16日から2月6日番組前半まで放送。進行役は東区に40年在住している高山幸代。また、企画の中で東区に移住している千堂あきほがトレンディドラマの達人としてゲスト出演している。この企画では昨年末にNHK紅白歌合戦で白組司会を務めた大泉が紅白歌合戦の裏側を告白している。ただし、紅白の裏側はシェフ大泉が切り開く! 北海道新定番食材探しの前に収録しているため聞き手は高山ではなく佐々木美波となっている。
第4弾は豊平区編として2022年6月5日から7月10日番組前半まで放送。進行役は兼子真衣。
第5弾は北区編として2022年11月20日から12月4日まで放送。進行役は西尾優希。なお西尾は、2021年6月放送の祝！放送1000回 感謝還元スペシャル以来約1年ぶりの出演だが、進行役となると2019年7月放送の1×8趣味のススメ以来約3年ぶりの進行役となる。
第6・7弾は厚別区&清田区編として2023年6月25日番組後半から7月23日まで放送。進行役は油野純帆。なお、油野は年忘れ1×8ボウリング大会、1×8エンジョイ!ボウリングに出演していたが、どちらとも進行役ではないため進行役としては初めてとなる。
第8弾は大泉が小学校から大学まで過ごした南区編として2023年12月3日から12月24日まで放送。進行役は自称南区に愛されている女高山幸代。ここでは大泉の母校である札幌市立真駒内中学校を訪問したり、大泉が他系列のテレビ番組に出演の際にVTR出演をしたファミリーの下を訪れた。
第9弾は西区編として2024年7月7日から28日まで放送。進行役は西尾優希。
第10弾は最終回となる中央区編として2025年6月22日から7月13日まで放送。進行役は庭野ほのか。
なお、兼子・久保明・庭野はこの企画が番組初出演。ともに番組ナレーションとしての出演経験はなく、佐々木以来となる初出演が進行役となった。

#### 単発企画
1×8無差別オーディション（2000年1月9日 - 11月5日）
開始初期の名物企画。STVホールにて自慢の一芸などノンジャンルで無差別オーディションを行い、観覧客の審査により毎週チャンピオンを決める。YOYO'Sの「ホールドアップ!」の掛け声とともに、観覧客は最も良かったと思う出場者に割り振られた色のカードを掲げ、投票する。出場者には、1票につき番組名にちなんだ「108円」の賞金が与えられた（この「ホールドアップ!」の掛け声は、番組初期の決め台詞にもなっていた）。大泉にヤジられて進行役だった永井アナがナレーターになったきっかけを作り、対決に敗れ大泉がストレートパーマになった事も。2013年2月には、「1×8スター誕生〜無差別オーディション2013〜」として再び開催された。なお、過去の参加者では、かつて北海道コンサドーレ札幌に在籍していた西大伍（出演当時、小学生）のように、現在、プロとして活躍している者もいる。
YOYO'Sオリンピックへの道（2001年4月22日 - 7月15日）
オリンピック出場を目指して競技人口の少ないカバディやペタンクを体験する企画。ペタンクは実際に北海道大会に出場。準決勝で前年度優勝チームに敗れた。
1×8理想の宿（2001年4月29日 - 9月9日）
YOYO'Sが理想の宿泊施設のアイデアを出し合い、それを元に北海道小樽市のホテルの敷地にログハウスの宿泊施設を建設し、夏休み期間中のみの限定営業を行った企画。テーマは「とまどい」で、客がとまどうような仕掛けがあり、虎の皮のカーペットに（実際は豹の皮）、縦方向のツインベッド（シングルベッドを2個縦に並べた）、大泉と木村が互いを描いた肖像画が飾られていたりなどである。
YOYO'Sファーム（2002年5月12日 - 2004年11月28日）
北海道雨竜町で大泉がオーナー、木村が事務長になり、米や野菜を育てていくという企画。この企画を柱として、YOYO'Sカレー、大収穫祭などの派生企画が登場。2002年は栽培、収穫など基本的な部分が中心。2003年は外国人の農業体験などの新規事業。2004年には国連が制定した国際コメ年の国際コメ大使に任命され、当時の農林水産大臣亀井善之にも会う。2002年 - 2004年の3年間に渡る番組史上最長期間の企画。
1×8町づくり推進室（2003年5月4日 - 10月12日）
北海道追分町（現在：安平町追分地区）で大泉が推進室長、木村が瓜科主査となり、様々な方法で街づくりを進めた企画。実際の町議会議員を集めた模擬議会を開くなど追分町の全面協力で行われた。番組初のテレビドラマ（コント）「エリート」が放送された。この企画内で行われた2003年6月1日放送の木村VS追分町の小学生の剣道対決で、当時の歴代最高視聴率19.4%（ビデオリサーチ札幌地区調べ）を記録した。
YOYO'SのOK牧場（2003年11月23日 - 2004年7月11日）
北海道門別町（現在：日高町門別地区）で大泉が保安官、木村が獣医師となり、空き店舗活用や競走馬デビューなどで町おこしに参画した企画。拳銃を指の代わりに使うゲーム「保安官あっち向いてホイ」が開発された。大泉は予告をし、その通りに勝つ奇跡を演じている。2手（じゃんけんに2度勝つという意味）で下を向かせて勝つと宣言してその通りに勝ったこともある。ただし、予告が外れると途端に負けるという欠点も持つ。相手の顔をカメラの方向に向け勝つ「ONカメ」も得意。その後、「もんべつ」つながりで紋別市でもロケ・イベント（特番で生放送）が行われている。
同企画内で、2002年4月23日生まれの競走馬がYOYO'Sにより「ゼントヨーヨーズ」と名付けられ、その後2004年のホッカイドウ競馬でのデビューまでの様子がたびたび取り上げられた。馬名は四字熟語「前途洋々」とYOYO'Sを掛け合わせたもの。その後各地の地方競馬に転戦して83戦2勝、2007年に引退した。
YOYO'Sジュニアオーディション（2005年3月27日 - 2005年5月15日）
番組出演者を募集する方式は「無差別オーディション」に近いが、お笑いタレントになりたい中学生の兄弟と、20代の女性（当時）が「YOYO'S」の弟分・妹分に選ばれた。
1×8映画祭（2006年11月19日 - 2007年3月18日）
木村が巨匠・木村ヨウジ監督、大泉が銀幕スター役となり、財政難のため映画祭が休止となった夕張市から映画の灯を消さないために立ち上がる企画。史上初の木村がメインの長期企画。木村の監督と大泉の主演で夕張をロケ地に用いて、家族をテーマとした短編映画「キャッツ」を制作。2007年2月12日にはゆうばり文化スポーツセンターと夕張市老人福祉会館にて「1×8映画祭」イベントが開催された。
1×8シニア野球団（2007年4月8日 - 2008年3月2日）
木村が球団の監督、大泉がキャプテンとなり団塊の世代に夢と希望を与えるべく全道のシニア野球チーム選手を集めてシニア野球チーム「1×8シニア野球団」を結成。2007年12月24日には札幌ドームでのプロ野球マスターズリーグ・札幌アンビシャス対福岡ドンタクス戦のエキシビションマッチとしてマスターズリーグ選抜チームとの試合が行われた。また、元プロ野球選手の西崎幸広が球団のスーパーアドバイザーを務めた。
祝!放送400回 木村の故郷・下関に凱旋!（2008年4月6日 - 4月27日）
放送400回を記念し、木村洋二の出身地である山口県下関市を訪れるロケ企画。観光名所を周ったり、木村の幼馴染を訪ねて学生時代の木村のエピソードを伺ったり、木村と大泉が佐々木小次郎と宮本武蔵に扮して巌流島で「対決」を行ったりした。
1×8サミット〜北海道再生プロジェクト〜（2008年5月4日 - 9月14日）
北海道洞爺湖サミットに対抗して、大泉が総理大臣、木村が大統領に扮してさまざまな再生をテーマに北海道を考える企画。2008年7月5日には赤平市にて1×8サミットイベントが行われた。
復権!ウィンタースポーツ〜洋二をスキーに連れてって〜（2009年11月29日 - 2010年4月18日）
ゲレンデを人気スポットにし、活気を取り戻す、北海道の活性化につながる「スキーブームをふたたび」と、2010年に行われるバンクーバーオリンピックに出場予定のどさんこ選手を中心に、マイナースポーツにも注目し冬のスポーツを盛り上げ、実際にYOYO'Sがバンクーバーでオリンピック日本代表の選手の応援をしに行く「GO TO バンクーバー!」の二つをテーマにウィンタースポーツの復権を目指す。また、助っ人として西森千芳、照井あや、山下まみの「1×8ガールズ」が登場する。ただし、照井は諸事情により1月31日をもって卒業している。そして、2010年3月28日の放送でバンクーバー五輪中継にて大泉が世界中にテレビ映像配信されたことが紹介され、思わぬ形で世界デビューを飾る事になった。
1×8北海万博（2010年6月6日 - 2011年1月23日）
2010年は番組スタートから10年、大阪万博から40周年であり、さらに2010年には上海万博が開催されていることから、「1×8と北海道 これまでの10年 これからの10年」をテーマに、大泉扮する、イタリア帰りの敏腕プロデューサー「マルコ大泉」と木村扮する万博準備室の「庶務木村」が番組開始10周年にふさわしいイベントを開催する企画。8月の放送では田中要次が「庶務見習い」として出演し、テロップが「YOYOYO'S」と表記された。2010年9月の放送では実際に上海万博を訪れ視察し、10月24日放送分で12月に札幌ドームで「1×8北海万博」が開催されることを発表。
北海万博イベントは12月18・19日に「ウィンターアスレチックフィールド2010」の同時開催企画として開催。専門学校札幌デザイナー学院との共作による大泉と木村の卍固め像をシンボルに、YOYO'Sファームを振り返る「農業館」、水産業応援プロジェクトYOYO'Sの演歌の花道を振り返る「水産館」、1×8観光組合を振り返る「観光館」、木村の女装写真や番組で描いた絵画類などその他の名場面を振り返る「YOYO'S館」、撮り下ろしの立体映像を上映する「未来館（YOYO'Sの3Dシアター）」といったブースを展開。また、テーマ曲として「YOYO'Sの演歌の花道」企画に登場した宇崎竜童の作曲・YOYO'Sの作詞で「テンテン・ブギ」が制作された。
お祭りYOYO'S（2011年2月20日 - 11月6日）
『「祭」で北海道を元気に』をテーマに大泉扮する、さすらいのお祭り野郎「大泉馬七（通称：ばなな）」と木村扮する新しい祭りの実行委員長の「『祭屋木村』二代目店主木村」が北海道に新しい名物となる祭りをつくり、北海道を「祭」で町おこしをさせようという企画。企画の集大成イベントとして、2011年10月16日にさっぽろばんけいスキー場にて「1×8嬉寿楽禿慶（うすらはげ）まつり」が開催された。
1×8宇宙開発局（2012年6月10日 - 10月28日）
「北海道から宇宙へ!」を合言葉にスタートし、YOYO'Sが日本の宇宙開発を全力で応援する企画。また、1×8独自の宇宙の目指し方も研究している。
この企画で登場した岩谷圭介の風船バルーンで宇宙に行く研究は2017年8月5日に全国放送される特別番組「大泉洋の驚きジャパン 知らなかった!!世界が変わる大研究!スペシャル」で再び紹介され、この企画の最終場面は2017年7月16日・23日に「大泉洋の驚きジャパン」先取りスペシャル!100倍楽しく見る方法でダイジェストとして再放送された。
1×8林業振興課（2013年5月19日 - 11月10日）
森林面積・丸太の生産量は日本一、樹木の種類も豊富な北海道の『林業』をYOYO'Sが応援する企画。最終的には林業の技術を結集した理想のツリーハウス建設を目指し、北広島市内に建設され2013年11月に一般公開された。
1×8ソチ応援団（2014年2月9日 - 2月23日）
2010年の「復権!ウィンタースポーツ」企画でのバンクーバーオリンピック関連取材に引き続いて、ソチオリンピック日本代表選手を応援する特別企画。女子アイスホッケーやバイアスロンを取り上げた後、YOYO'Sとスキージャンプ・葛西紀明との対談が行われた。
洋二のトラウマ払拭ツアーinパラオ（2014年3月2日 - 4月27日）
番組15年目の取り組みとして2008年の木村聖誕祭企画にて木村がサンピアザ水族館でのダイビング体験で溺れたトラウマを払拭すべく、ダイビングの聖地パラオでのロケを行う企画。
北海道の町工場応援プロジェクト 進め!メカ洋二（2014年6月1日 - 9月7日、11月23日 - 2015年1月18日）
大泉が天才科学者「大泉博士」、木村が交通事故で亡くなった大泉博士の息子・洋二そっくりにかたどった大泉博士開発の少年ロボット「メカ洋二」に扮し、北海道の町工場のモノ作り技術でまだまだ未完成のメカ洋二をバージョンアップさせるという触れ込みで、北海道の工業を支える町工場を徹底応援する企画。
「大泉洋 厄祓いツアーin熊野」と「木村聖誕祭2014」を放送するため2014年9月7日放送で「シーズン1」終了として一度休止し、11月23日放送から「シーズン2」として企画を再開した。
大泉洋 厄祓いツアーin熊野（2014年9月14日 - 10月19日）
番組放送700回を記念し、数え年で42歳の大厄を迎えた大泉洋の厄祓いのため、和歌山県熊野三山を制覇するロケ企画。
目指せ15%!高視聴率を獲るぞツアーin沖縄（2015年1月25日 - 3月15日）
番組15周年を記念して、沖縄各地で番組の歴代高視聴率企画を再現し高視聴率を狙うロケ企画。当初はYOYO'Sをねぎらい英気を養ってもらう「1×8慰安旅行 in 沖縄」として開始。2015年4月12日の放送で全8回放送での視聴率結果が発表され、平均最高視聴率は最高で2月22日の第5回で13.2%と目標の最高視聴率15%には届かなかったが、瞬間最高視聴率では最高16.8%と目標を達成した。また、シュノーケリングのガイド役には2007年「1×8シニア野球団」での「プロ野球OBいじり」に因み読谷村でダイビングショップを経営する元北海道日本ハムファイターズの糸数敬作も出演した。
洋二が洋の休日をコーディネートin福岡（2015年9月12日 - 10月4日）
ドラマや映画に舞台でいつも大忙しの大泉を癒すべく、チームナックス「悪童」福岡公演翌日の休日に木村が最高の休日をコーディネートしプレゼントするロケ企画。
めざせ!ベストファーザー（2016年5月8日 - 5月29日）
1児の父である大泉を理想の父親にすべく「尊敬・コミュニケーション・知性」を理想の父親像のキーワードとし、各キーワードにちなんだ挑戦を行う特別企画。木村の代理として大家彩香が出演。
祝!放送800回記念祝賀パーティー（2016年12月4日 - 12月25日）
放送800回を記念し、番組の歴代スタッフや過去出演したアマチュアといった功労者に感謝を伝えるべく、大泉が自ら調達した食材で調理する特製カレーライスでもてなす企画。進行役は永井公彦・林美玖。
1×8イヤーに幸運を!縁起物ツアー（2017年1月8日 - 1月15日）
番組18周年の1×8イヤーと2017年の1回目放送日が1月8日で1×8デーになることを記念し、大泉と木村の代理である大慈弥レイが1×8イヤーを幸福にすべくあらゆる縁起物に触れて縁起を担ぐ企画。
緊急密着!大泉洋始球式（2017年4月9日 - 4月16日）
2017年3月31日に開催されたプロ野球パ・リーグ開幕戦北海道日本ハムファイターズ対埼玉西武ライオンズ戦でオープニングセレモニー及び始球式を行った大泉に密着。さらに始球式でノーバウンドでストライクを投げるために心と体に磨きをかけるため「大泉洋始球式プロジェクト」と題し、技術指導とメンタルトレーニングを行った。技術指導ではかつて新庄剛志の専属広報も務めたファイターズOBの荒井修光が指導した。進行役は大家彩香。
この企画は2021年3月31日にプロ野球開幕直前スペシャルとして再編集をして再放送された。
情報発信プログラム 1×8ウォッチャー（2017年5月28日）
話題の人気スポット、最新グルメ等の知って得する情報を紹介する直球企画。大泉と進行役の村雨美紀が調査員に扮し、2017年4月25日にリニューアルオープンした道央自動車道の輪厚パーキングエリアを紹介した。
大泉の休日をでら豪華にプロデュース どえりゃ～派手派手ツアーin名古屋（2018年2月18日 - 3月18日）
チームナックス「PARAMUSHIR」愛知公演前日で休日の大泉に名古屋のド派手なものを味わってもらい、最高の休日にするロケ企画。2018年2月18日の番組後半から企画スタート。進行役は林美玖。
林は木村の代役時に永井とともに「祝!放送800回記念祝賀パーティー」の進行をして以来約1年ぶりの登場で、進行役としては初めての登場。また、木村の代役時を含めて1人での登場も初めて。また2018年3月末をもって林がSTVを退社したため林は最後の1×8出演企画となった。
2月25日放送分で木村が約2年ぶりに番組に復帰、3月18日の放送では企画終了後にYOYO'Sと林の3人で木村復帰までについてのトークを放送した。
大殺界なんて吹き飛ばせ!本気で開運ツアー（2018年5月13日 - 6月3日）
2018年は放送開始から18年目と1×8イヤーで、木村も2度目の休養から復帰してきたが、2月 - 3月にかけて放送された「大泉の休日をでら豪華にプロデュース どえりゃ～派手派手ツアーin名古屋」で大泉が今年から大殺界に入ると占いで出た。そこで自らの運を切り開き笑顔に満ちたハッピーな年にするために様々な開運術を行う企画。進行役は大慈弥レイ。
目指せNo.1 大泉洋好感度倍増プロジェクト（2018年6月10日 - 6月24日）
男性タレント人気度ランキングで第7位の大泉であるが、番組内では子供にビンタ、年上の木村を罵倒など好感度が急降下してもおかしくない振る舞い。芸能人は好感度が命ということで、もっと好かれるよう、もっと愛されるようになり、好感度No.1芸能人になるために様々な好感度倍増プロジェクトを行う企画。進行役は大家彩香。
1×8流　七福神めぐり（2019年1月6日 - 1月13日）
2019年、1×8いこうよ!は放送20年目に突入する。この番組がさらなる長寿番組になるために、YOYO'Sが「七福神」のお力を借りて2019年最高のスタートダッシュを切るという企画。進行役は大家彩香。
祝！放送20年目で900回目を迎えちゃいましたSP!（2019年3月3日 - 3月10日）
3月3日の放送で1×8いこうよ!は放送900回を迎えた。そこでYOYOYO'Sの喜怒哀楽で900回を振り返るスペシャル企画。進行役は大家彩香。
また、10日の放送の中で重大発表としてハワイロケを敢行すると発表された。
1×8慰安旅行inハワイ（2019年3月10日 - 5月5日）
かつて1×8いこうよ!の初代プロデューサーが「視聴率20%越えたらハワイに連れてってやる」と明言。そして2018年10月14日放送の1×8フカボリ探検隊北広島市編で視聴率21.0％（ビデオリサーチ札幌地区調べ）を獲得したため、放送20周年及び900回の慰安旅行も兼ねてハワイ旅行をする企画。
3月10日から24日までの放送では直前企画としてハワイの事を予習する企画としてビーチ・フラダンス・ハワイ料理を勉強し、フラダンスでは現地のフラダンス界の重鎮にダンスを披露することが告げられた。
3月24日から5月5日までの放送では3泊4日の慰安旅行の模様が放送され、前述したフラダンス界の重鎮へのダンス披露やパラセイル、デザートを堪能、ハワイの朝市、フルーツ狩り、現地の北海道人会とのグルメパーティー、潜水艦クルーズを堪能し、最後はハワイのビーチで凧揚げを行った。
進行役は直前企画を含め大家彩香だが、大家は慰安旅行の途中で自身がメインキャスターを務めるどさんこワイド!!朝!の出演があるため日本へ帰国したため、慰安旅行最終日は2016年1月24日放送の「1×8Discovery 北海道の缶詰編」以来約3年ぶりに木村が進行役を務めた。
全国に誇れ!北海道の新ジョーシキ（2019年5月5日 - 6月2日）
ジンギスカンやスープカレー、お花見でバーベキューなど北海道では常識の文化があるなかで新元号令和の時代にも素晴らしい常識があるはず。そこで、これから常識になるであろう時代の最先端を調査する企画。進行役は大家彩香。大家は自身がメインキャスターを務めるどさんこワイド!!朝!の出演があるため企画を途中で離脱したため、離脱後は木村が進行役を務めた。
1×8開拓スピリッツ（2019年6月9日 - 7月7日）
北海道で流行したもののルーツに迫る企画。世界に誇る北海道ブランドは時代を切り拓く熱き開拓スピリッツがあったとしてその開拓スピリッツを感じる企画。進行役は久保朱莉。スープカレー、スポーツカイト、北海道米、サンドアートのパイオニアを紹介した。
久保朱はこれまでナレーターとしてのみの出演だったが、この企画より進行役として登場した。
1×8的趣味のススメ（2019年7月7日 - 7月28日）
働き方改革が叫ばれる昨今、プライベートをおろそかにして仕事だけに生きるのはもはや時代遅れ。そこで忙しくて趣味を見つける暇のない2人に番組から新たな趣味を提案し充実したオフを過ごしてもらいたいという企画。進行役は西尾優希。
西尾はこれまでナレーターとしてのみの出演だったが、この企画より進行役として登場した。西尾はどさんこワイド!!朝!への出演があるため企画を途中で離脱したため、離脱後は木村が進行役を務めた。また、7月14日の放送では提案したアーチェリータグの対戦相手として、大泉の所属する事務所の後輩NORDが出演した。
でっかくいこうよ!2020（2020年1月12日 - 1月26日）
2020年、1×8いこうよ!放送20周年を受け、20周年の幕開けを壮大に迎えようということで、北海道内の様々なでっかいものを回る企画。進行役は大家彩香。
1×8北の匠列伝（2020年3月8日 - 3月29日）
己の技術を磨き抜き、その分野で唯一無二の存在感を放つプロフェッショナル、それが匠。北海道を拠点に我が道を極める「北の匠」を訪ね、YOYOYO'Sがその技と極意を実体験する企画。進行役は大家彩香。
東京ベイゾーン 超先取り観光（2020年4月26日 - 5月17日）
東京オリンピックの主要会場となっている東京ベイゾーン。東京オリンピック関連の再開発に伴い驚きの新スポットが誕生しており、最新&最先端の未体験ゾーンをYOYO'Sに紹介する企画。進行役は大家彩香。
この企画の収録は2020年2月4日に行われており、その後の3月24日に新型コロナウイルスの感染拡大に伴い東京オリンピックの1年延期が発表されたため、番組冒頭でもロケが延期発表前に行われたこと、新型コロナが収束した際の参考にしていただきたい観光情報として放送された。
聞いて!聞いて!YOYO'S（2020年6月28日 - 7月5日）
新型コロナウイルスの影響で話す機会が減る中で、視聴者からYOYO'Sに聞いてほしい事のメッセージを事前募集し紹介したうえでYOYO'Sがコメントを述べる。
20周年メモリアル企画『あの日あの時YOYO’S』（2020年4月5日 - 8月30日）
2020年、1×8いこうよ!は放送20周年を迎えた。そこで二度と見られない!かもしれない、若かりしYOYO’Sの激レア映像を交えながら過去の企画を振り返るミニ企画。
1×8ニューイヤー2021（2021年1月10日 - 1月24日）
新型コロナウイルス感染症で暗くなっている世の中だからこそ新年は楽しくハッピーに過ごしたいということで、最新のお正月事情や今年食べたい北海道グルメを食べて大満喫してもらう企画。進行役は大家彩香。
新春!!1×8紅白めぐり（2021年1月31日 - 2月14日）
札幌で「紅」「白」にまつわるスポットや人物をめぐる企画。進行役は村雨美紀。
この企画では昨年末にNHK紅白歌合戦で白組司会を務めた大泉が紅白歌合戦の裏側を告白している。
なお、村雨は2020年5月から6月にかけて放送された時空横断 1×8ウルトラクイズに問題の出題者として出演して以来約半年ぶりの出演だが、進行役としての出演は2018年10月から11月にかけて放送された1×8オータム以来約2年2か月ぶりとなる。
番組1000回記念特別企画
2000年1月9日に番組がスタートして21年目で放送回数が1000回を迎えた番組。その1000回を迎えるにあたって過去を振り返ったり1000回をお祝いする企画。
放送998・999回目の2021年5月23日・6月8日は放送1000回直前名珍場面総集編を放送。節目の放送を中心に振り返って、放送では600回放送記念企画の旭岳登山、700回放送記念企画の本厄大泉洋・世界遺産熊野古道厄払いツアー、800回放送記念企画の祝!放送800回記念祝賀パーティー、900回記念企画の1×8慰安旅行inハワイを放送。なおこの放送はYOYO'S2人のみの登場のため進行役は木村洋二が担当。
放送1000回目の2021年6月13日から7月11日まで、1000回放送記念ロケとして祝!放送1000回感謝還元スペシャルを放送。記念行事として本社玄関前に桜の記念植樹を行い、その後はSTV社内を表敬訪問して次期社長（木村と系列局の同期でもある井上健）へのあいさつを行うなどの企画を行った。進行役は1×8いこうよ!にゆかりのあるアナウンサーが担当。ナレーションの永井や進行役の大家・村雨・西尾・佐々木・兼子の他に21年前に新番組記者会見の司会や事前番組に出演していた高山幸代が出演した。また、VTR出演として大泉の所属事務所の会長で番組の企画・構成を担当する鈴井貴之、1×8水産業応援プロジェクトで『大量豊漁ぼやき船』の作曲を担当し、度々番組にゲスト出演していた宇崎竜童、1×8北海万博で庶務として登場した1×8ファンの田中要次、さらに、大泉と親交があり、木村を憧れとしている、帯広市出身のTBSアナウンサー安住紳一郎が出演した。
また、特別企画として視聴者リクエストを放送。2012年の53rd木村聖誕祭を放送した。
1×8いこうよ!ウポポイいこうよ!大泉オドロキミュージアム（本編：2021年11月19日、未公開シーン：11月21日）
民族共生象徴空間ウポポイで番組名にかけて、18個のオドロキポイントを体験しながらアイヌ文化と最新のミュージアムをフカボリしていく企画。なお、これが『1×8いこうよ!』初のゴールデン放送であり、ゴールデンでは放送時間を通常放送より30分長い1時間番組（19:00 - 19:56）として放送された。また、本編には入りきらなかった未公開シーンを本来の放送枠で放送をした。
なおこの放送は当初2021年3月19日にゴールデンスペシャルを、3月31日に未公開シーンを放送予定だった。ところが、3月16日に都合によりこの放送の予定変更が発表された。その時間は『クイズ!あなたは小学5年生より賢いの? 助っ人小学生SP』を放送することとなった。それに伴い3月31日放送予定だった未公開シーン放送も予定変更となり、プロ野球開幕直前スペシャルとして2017年4月に放送された「緊急密着!大泉洋始球式」を再放送した。その後、約半年遅れて放送されることになった。
また、日本テレビ系のBSデジタル放送局であるBS日テレでも遅れネットではあるが、同年12月4日22:00 - 22:54に全国放送をした。
年忘れ1×8ボウリング大会（2021年12月19日 - 12月26日）
2021年も年の瀬を迎え、スカッと年の瀬を締めくくるためボウリングで対決する企画。大泉・大家彩香チームと、木村・油野純帆チームが2ゲームを行い合計点の多いチームが勝ち。進行役は永井公彦。優勝賞品はプロ仕様の最新スペアボールと木村洋二カレンダー2022。木村チームが優勝した。
油野はこの企画が番組初出演。しかし、企画の途中で別業務のため帰社しなければいけなかったため、帰社後は油野の代わりを永井が務めた。
この企画が始まりで1×8エンジョイ!ボウリングがスタートすることとなる。
新春1×8褒められツアー（2022年1月9日）
番組開始から21年間お互いに罵り蔑み合ってきたこれまでのYOYO'S。だからこそ新年くらいはお互いを誉めあおうという企画。進行役は大家彩香。
この企画では第72回NHK紅白歌合戦での大泉の白組司会時に実際に使用したハンカチの裏側を語っている。
エース大泉 不安解消ツアー（2023年4月16日 - 30日）
5月4日のチーム1×8ボウリング公開試合に向け不安な心配症の大泉を救うべく、会場となるエスコンフィールドHOKKAIDOや周辺施設Fビレッジの各所を巡るロケ企画。進行役は大家彩香。
YOYO'Sモチベーション爆上げ大作戦（2024年8月25日番組後半 - 9月22日番組前半）
来年の番組25周年をより良いものとすべく、大泉と木村のやる気を向上するスポットを巡る企画。進行役は久保明日香。
チーム1×8トレンディ界隈（2024年9月22日番組後半 - 10月13日番組前半）
今の時代にSNSもやっていないYOYO'Sの2人。若い世代のトレンドもわからない2人が今の流行りを身をもって体験し、古くさい考えを払拭して新時代に食らいついてものの見方を変えていこうという企画。進行役は久保明日香。
自分だけの夜に没頭 夜ふかしYOYO'S（2024年11月10日番組後半 - 12月8日）
秋の夜長をもっと楽しく有意義に、ついつい夜ふかししてしまうかもしれないことをYOYO'Sの2人に提案する企画。進行役は西尾優希。
北海道フードフィルムフェスティバルの舞台裏大公開（2024年12月1日 - 8日）
大泉が所属するTEAM NACSがスペシャルサポーターとなっている2024年11月22日から24日に開催された北海道フードフィルムフェスティバルに密着取材を敢行し、舞台裏を大公開した。進行役はフェスティバル内のトークショーの司会を務めた大家彩香。また、ゲストとしてフェスティバルに出演した小雪が登場した。
25周年イヤー突入目前! 1×8ラブラブプロジェクト（2024年12月15日 - 2025年1月19日）
2000年1月にスタートした1×8いこうよ!は、2025年に25周年を迎える。番組開始から四半世紀を迎える今こそ番組愛を深め合おうということで、過去に出演した名物ゲストから刺激をもらい、街頭の声を聞いて更なる高みを目指すという企画。進行役は村雨美紀。また、企画の中では節目の年で振り返る「懐かしYOYO'S」も放送。5周年（2005年1月放送）の「突撃!!お宅へGO!GO!」での卓球姉妹、10周年（2010年1月放送）の「1×8北海万博」での上海万博視察、15周年（2015年1月放送）の「高視聴率を獲るぞツアーin沖縄」での自転車に乗った木村の転倒シーンと「アダルトYOYO'S パイロット編」でのパイロットコスチュームに着替えての葉巻を堪能、20周年（2020年1月放送）のコロナ禍によりリモート+クロマキー合成で行われた「1×8summer」を放送。
25周年記念! これはあり?なし?企画案（2025年1月12日）
めでたく2025年1月、放送1158回で25周年を迎えた1×8いこうよ!。しかし、現状周年企画として決まっているのはボウリングの1×8杯決勝戦のみ。ということで様々な提案された企画をYOYO'Sが採用するかどうか考える企画。進行役は大家彩香と油野純帆。
1×8ロマンびと（2025年4月20日 - 5月11日）
1×8いこうよ!の25周年大型企画。「わくわくドキドキしてますか?」を大型企画のテーマとして、冒険・憧れ・探求心とロマンこそが人間の原動力としてロマンを追求する偉大な人をロマンびととして紹介して徹底解剖する企画。北海道大学総合博物館の小林快次教授と「1×8宇宙開発局」に出演した岩谷圭介を紹介した。進行役は佐々木美波と25年間ナレーターを務めている永井公彦。
1×8ヒストリー（2025年5月18日 - 6月15日）
番組開始から25周年を迎えた1×8いこうよ!。その歴史を振り返る企画。進行役は村雨美紀。
この企画の冒頭では撮影日が4月6日だったため、4月3日が誕生日の大泉に「1×8×ファイターズ ボールパークへの道」の1×8パークでお世話になった板金工場の社長が出演し、製作したパターをバースデープレゼントとして渡された。

## 連続ドラマ風ショートコント
木村が何らかの職業のマスター、大泉が客になり架空のシチュエーションで台本の無い即興劇のトークを行うシチュエーションコントコーナー。通称「小型トーク」。毎回序盤にはおことわりとして「これはYOYO'Sが架空のシチュエーションで台本のないトークを繰り広げるコーナーです。」のテロップが出る。
- 2006年
  - 「木村整骨院」
  - 「放浪画家キムラ」

2008年1月発売DVD第2弾に大型版、2015年10月発売の第7弾に撮り下ろしの新作「放浪画家キムラ2015」を収録。
  - 「純喫茶木村」

2007年7月発売DVD第1弾に大型版を収録。

- 2007年
  - 「バーバーきむら」

北海道理容生活衛生同業組合から北海道チョキちゃん賞を受賞した。
  - 「占いの館・木村」
  - 「居酒屋 洋二」

2008年9月発売DVD第3弾に大型版を収録。
  - 「木村ハイヤー」

2010年2月発売DVD第4弾に大型版を収録。大泉の母親が「このコーナーを楽しみにしている」とのコメントが大泉自身からあった。
  - 「木村不動産」
  - 「木村クリニック」

- 2008年
  - 「アナウンサー木村」

この時のタイトル映像には、「どさんこワイド」初期のオープニングテーマが使用された。
  - 「森の妖精 ヨウジ」
  - 「スナック洋子」
  - 「木村ツーリスト」

- 2009年
  - 「木村屋旅館」

この日放送のエンディングで、木村の長期休養が発表された。
  - 「女性警察官木村」

- 2010年
  - 「木村電器」
  - 「木村薬局」
  - 「木村ボクシングジム」
  - 「木村石油」
  - 「レッスンプロ木村」

- 2011年
  - 「DVDのKIMUYA」
  - 「フラワーショップ木村」

- 2012年
  - 「BAR木村」
  - 「バッティングセンター木村」

- 2013年
  - 「清掃員木村」

- 2014年
  - 「木村寿司」
  - 「木村ジム」

## 番組内外での出来事
- 2000年から2004年まで毎年8月の『24時間テレビ 「愛は地球を救う」』で大泉がメインを狙っている様子を、大泉とは別目線から放送していたが、2005年以降はドラマ撮影や舞台などのスケジュール多忙により大泉は24時間テレビに出演していない。なお、2003年の24時間テレビ「サライ」大合唱ではSTVに画面が切り替わったときからYOYO'Sの手前までは大画面だったが、YOYO'Sのところで一瞬画面から消えて右下のワイプに切り替わった。後日の傑作選で大泉がこのシーンについて「今のいいタイミングだね」と笑いながら振り返っていた。なお、映像を選ぶ権利は日本テレビにあるため、その年の24時間マラソンランナーだった山田花子の走るシーンが優先するため画面を切り替えた。翌年の「サライ」大合唱はSTVに画面が切り替わったときにはすでに右下のワイプからの登場だった。

- 2004年10月2日には『TVおじゃマンボウ』の中で、ものまねタレントのホリが仕切るコーナー「おじゃま刑事（デカ）」の第1回目でYOYO'Sが取り上げられた。ホリはこの時木村のものまねを習得し、YOYO'Sから天才と称される。

## 放送リスト

### 2000年
| 2000年 | 2000年   | 2000年                                                   | 2000年           |
| 回数   | 放送日   | 企画内容                                                 | 備考             |
| ------ | -------- | -------------------------------------------------------- | ---------------- |
| 1      | 1月9日   | 第1回無差別オーディション                                |                  |
| 2      | 1月16日  | 第2回無差別オーディション                                |                  |
| 3      | 1月23日  | 第3回無差別オーディション                                |                  |
| 4      | 1月30日  | 第4回無差別オーディション                                |                  |
| 5      | 2月6日   | 第5回無差別オーディション                                |                  |
| 6      | 2月13日  | 第6回無差別オーディション                                |                  |
| 7      | 2月20日  | 第7回無差別オーディション                                |                  |
| 8      | 2月27日  | 第8回無差別オーディション                                |                  |
| 9      | 3月5日   | 第9回無差別オーディション                                |                  |
| 10     | 3月12日  | 第10回無差別オーディション                               |                  |
| 11     | 3月19日  | 第11回無差別オーディション                               |                  |
| 12     | 3月26日  | 第12回無差別オーディション                               |                  |
| 13     | 4月2日   | 放送時間変更記念・春の1時間SP                            | 放送時間30分拡大 |
| 14     | 4月9日   | 無差別オーディション・敗者復活戦                         |                  |
| 15     | 4月16日  | 無差別オーディション・第1回グランドチャンピオン大会（1） |                  |
| 16     | 4月23日  | 無差別オーディション・第1回グランドチャンピオン大会（2） |                  |
| 17     | 4月30日  | 無差別オーディション・第1回グランドチャンピオン大会（3） |                  |
| 18     | 5月7日   | 第13回無差別オーディション                               |                  |
| 19     | 5月21日  | 第14回無差別オーディション                               |                  |
| 20     | 5月28日  | 第15回無差別オーディション（1）                          |                  |
| 21     | 6月4日   | 第15回無差別オーディション（2）                          |                  |
| 22     | 6月25日  | 第16回無差別オーディション（1）                          |                  |
| 22     | 6月25日  | VS星澤先生 料理対決（1）                                 |                  |
| 22     | 6月25日  | 金婚さんいらっしゃい                                     |                  |
| 23     | 7月2日   | 第16回無差別オーディション（2）                          |                  |
| 23     | 7月2日   | VS星澤先生 料理対決（2）                                 |                  |
| 23     | 7月2日   | 日曜のデート検証（1）                                    |                  |
| 24     | 7月9日   | 第17回無差別オーディション（1）                          |                  |
| 24     | 7月9日   | 日曜のデート検証（2）                                    |                  |
| 25     | 7月16日  | 第17回無差別オーディション（2）                          |                  |
| 26     | 7月23日  | 第18回無差別オーディション（1）                          |                  |
| 27     | 7月30日  | 第18回無差別オーディション（2）                          |                  |
| 27     | 7月30日  | 1500人でパラパラ（1）                                    |                  |
| 28     | 8月6日   | 第19回無差別オーディション（1）                          |                  |
| 28     | 8月6日   | 1500人でパラパラ（2）                                    |                  |
| 29     | 8月13日  | 第19回無差別オーディション（2）                          |                  |
| 29     | 8月13日  | 1500人でパラパラ（3）                                    |                  |
| 29     | 8月13日  | スピカ大アマゾン博・アマゾン探検                         |                  |
| 30     | 8月27日  | 24時間テレビの裏側                                       |                  |
| 30     | 8月27日  | 1500人でパラパラ（4）                                    |                  |
| 31     | 9月3日   | 1500人でパラパラ（5）                                    |                  |
| 32     | 9月10日  | 1500人でパラパラ（6）                                    |                  |
| 32     | 9月10日  | 第20回無差別オーディション（1）                          |                  |
| 33     | 9月17日  | 1500人でパラパラ（7）                                    |                  |
| 33     | 9月17日  | 第20回無差別オーディション（2）                          |                  |
| 34     | 9月24日  | 1500人でパラパラ（8）                                    |                  |
| 34     | 9月24日  | 第21回無差別オーディション                               |                  |
| 35     | 10月1日  | STVまる見え博覧会                                        | 1時間SP・生放送  |
| 35     | 10月1日  | 1500人でパラパラ・まるみえナマパラスペシャル             | 1時間SP・生放送  |
| 36     | 10月8日  | 無差別オーディション・第2回グランドチャンピオン大会（1） |                  |
| 37     | 10月15日 | 無差別オーディション・第2回グランドチャンピオン大会（2） |                  |
| 38     | 10月22日 | 蔵出し映像スペシャル                                     |                  |
| 39     | 10月29日 | 無差別オーディション・インターナショナル（1）            |                  |
| 40     | 11月5日  | 無差別オーディション・インターナショナル（2）            |                  |
| 41     | 11月12日 | 1×8忘年会講座（1）                                       |                  |
| 42     | 11月19日 | 1×8忘年会講座（2）                                       |                  |
| 43     | 11月26日 | オリジナルケーキ作り（1）                                |                  |
| 44     | 12月3日  | オリジナルケーキ作り（2）                                |                  |
| 45     | 12月10日 | オリジナルケーキ作り（3）                                |                  |
| 46     | 12月17日 | オリジナルケーキ作り（4）                                |                  |
| 46     | 12月17日 | イヴまでに彼女を（1）                                    |                  |
| 47     | 12月24日 | オリジナルケーキ作り（5）                                |                  |
| 47     | 12月24日 | イヴまでに彼女を（2）                                    |                  |
| 48     | 12月25日 | イヴまでに彼女を（3）                                    |                  |

### 2001年
| 2001年 | 2001年   | 2001年                                                  | 2001年                                           |
| 回数   | 放送日   | 企画内容                                                | 備考                                             |
| ------ | -------- | ------------------------------------------------------- | ------------------------------------------------ |
| 49     | 1月7日   | 1×8旅の達人・香港（1）                                  |                                                  |
| 50     | 1月14日  | 1×8旅の達人・香港（2）                                  |                                                  |
| 51     | 1月21日  | 1×8旅の達人・ニューヨーク（1）                          |                                                  |
| 52     | 1月28日  | 1×8旅の達人・ニューヨーク（2）                          |                                                  |
| 53     | 2月4日   | 1×8旅の達人・ニューヨーク（3）                          |                                                  |
| 54     | 2月11日  | 旅の恥はかきすてSP                                      |                                                  |
| 55     | 2月18日  | 1×8旅の達人・イタリア（1）                              |                                                  |
| 56     | 2月25日  | 1×8旅の達人・イタリア（2）                              |                                                  |
| 57     | 3月4日   | 1×8旅の達人・イタリア（3）                              |                                                  |
| 58     | 3月11日  | 1×8旅の達人・パリ（1）                                  |                                                  |
| 59     | 3月18日  | 1×8旅の達人・パリ（2）                                  |                                                  |
| 60     | 3月25日  | 1×8旅の達人・パリ（3）                                  |                                                  |
| 60     | 3月25日  | 1×8旅の達人・中国&東南アジア（1）                       |                                                  |
| 61     | 4月1日   | 1×8旅の達人・中国&東南アジア（2）                       |                                                  |
| 62     | 4月8日   | 木村洋二アナウンサー歴20周年突入記念 「ありがとう洋二」 |                                                  |
| 63     | 4月15日  | 1×8旅の達人・中国&東南アジア（3）                       |                                                  |
| 64     | 4月22日  | YOYO'Sオリンピックへの道（1）                           |                                                  |
| 65     | 4月29日  | YOYO'Sオリンピックへの道（2）                           |                                                  |
| 65     | 4月29日  | 1×8理想の宿（1）                                        |                                                  |
| 66     | 5月6日   | YOYO'Sオリンピックへの道（3）                           |                                                  |
| 67     | 5月13日  | YOYO'Sオリンピックへの道（4）                           |                                                  |
| 67     | 5月13日  | 1×8理想の宿（2）                                        |                                                  |
| 68     | 5月20日  | 1×8理想の宿（3）                                        |                                                  |
| 69     | 5月27日  | 1×8理想の宿（4）                                        |                                                  |
| 70     | 6月3日   | 1×8理想の宿（5）                                        |                                                  |
| 71     | 6月10日  | 1×8理想の宿（6）                                        |                                                  |
| 72     | 6月17日  | 1×8理想の宿（7）                                        |                                                  |
| 72     | 6月17日  | YOYO'Sオリンピックへの道（5）                           |                                                  |
| 73     | 6月24日  | 1×8理想の宿（8）                                        |                                                  |
| 73     | 6月24日  | YOYO'Sオリンピックへの道（6）                           |                                                  |
| 74     | 7月1日   | YOYO'S大感謝祭                                          |                                                  |
| 75     | 7月8日   | 1×8理想の宿（9）                                        |                                                  |
| 76     | 7月15日  | YOYO'Sオリンピックへの道（7）                           |                                                  |
| 76     | 7月15日  | YOYO'S 大感謝祭 寸劇「シンデレラ」への道                |                                                  |
| 77     | 7月22日  | 1×8理想の宿（10）                                       |                                                  |
| 78     | 7月29日  | 1×8理想の宿（11）                                       |                                                  |
| 79     | 8月5日   | 1×8理想の宿（12）                                       | 『釣〜りんぐ北海道』との合体スペシャルとして放送 |
| 80     | 8月12日  | 1×8理想の宿（13）                                       |                                                  |
| 81     | 8月19日  | 1×8新規事業報告会                                       |                                                  |
| 82     | 9月2日   | 24時間テレビの裏側                                      |                                                  |
| 83     | 9月9日   | 1×8理想の宿（14）                                       |                                                  |
| 84     | 9月16日  | 冬の新スポーツ（1）                                     |                                                  |
| 85     | 9月23日  | 冬の新スポーツ（2）                                     |                                                  |
| 86     | 9月30日  | 「パコダテ人」SP 俳優・大泉洋のすべて                   |                                                  |
| 87     | 10月7日  | 秋の大宴会SP「1×8大観楓会」                             |                                                  |
| 88     | 10月14日 | 冬の新スポーツ（3）                                     |                                                  |
| 89     | 10月21日 | 冬の新スポーツ（4）                                     |                                                  |
| 90     | 10月28日 | 1×8旅の達人・韓国（1）                                  |                                                  |
| 91     | 11月4日  | 1×8旅の達人・韓国（2）                                  |                                                  |
| 92     | 11月11日 | 1×8旅の達人・韓国（3）                                  |                                                  |
| 93     | 11月18日 | 1×8旅の達人・ドイツ（1）                                |                                                  |
| 94     | 11月25日 | 1×8旅の達人・ドイツ（2）                                |                                                  |
| 95     | 12月2日  | 1×8旅の達人・ドイツ（3）                                |                                                  |
| 96     | 12月9日  | 1×8旅の達人・行ったつもりじゃない韓国（1）              |                                                  |
| 97     | 12月16日 | 1×8旅の達人・行ったつもりじゃない韓国（2）              |                                                  |
| 98     | 12月23日 | 冬の新スポーツ（5）                                     |                                                  |
| 99     | 12月30日 | 大泉1日編成部長!年末特別増刊号                          |                                                  |

### 2002年
| 2002年 | 2002年   | 2002年                                                   | 2002年                |
| 回数   | 放送日   | 企画内容                                                 | 備考                  |
| ------ | -------- | -------------------------------------------------------- | --------------------- |
| 100    | 1月6日   | 放送100回!新春生放送SP                                   |                       |
| 101    | 1月13日  | 冬の新スポーツ バケツサッカー（1）                       |                       |
| 102    | 1月20日  | 冬の新スポーツ バケツサッカー（2）                       |                       |
| 103    | 1月27日  | 冬の新スポーツ バケツサッカー（3）                       |                       |
| 104    | 2月3日   | 冬の新スポーツ バケツサッカー（4）                       |                       |
| 105    | 2月10日  | 冬の新スポーツ バケツサッカー（5）                       |                       |
| 106    | 2月17日  | 冬の新スポーツ バケツサッカー（6）                       |                       |
| 107    | 2月24日  | ソルトバレー冬季国際スポーツ大会                         |                       |
| 108    | 3月3日   | 100万円の使い道を考える（1）                             |                       |
| 109    | 3月10日  | 100万円の使い道を考える（2）                             |                       |
| 110    | 3月17日  | 理想のマイカーを作ろう（1）                              |                       |
| 111    | 3月24日  | 理想のマイカーを作ろう（2）                              |                       |
| 112    | 3月31日  | 理想のマイカーを作ろう（3）                              |                       |
| 113    | 4月7日   | 理想のマイカーを作ろう（4）                              |                       |
| 113    | 4月7日   | ヨウコ・オオイズミ 制服ファッションショー（1）           |                       |
| 114    | 4月14日  | 理想のマイカーを作ろう（5）                              |                       |
| 115    | 4月21日  | 理想のマイカーを作ろう（6）                              |                       |
| 116    | 4月28日  | ヨウコ・オオイズミ 制服ファッションショー（2）           |                       |
| 117    | 5月5日   | 理想のマイカーを作ろう（7）                              |                       |
| 118    | 5月12日  | YOYO'Sファーム 2002（1）                                 |                       |
| 118    | 5月12日  | ヨウコ・オオイズミ 制服ファッションショー（3）           |                       |
| 119    | 5月19日  | STV看板番組対抗・ボウリング対決                          |                       |
| 120    | 5月26日  | YOYO'Sファーム 2002（2）                                 |                       |
| 120    | 5月26日  | ヨウコ・オオイズミ 制服ファッションショー（4）           |                       |
| 121    | 6月2日   | ヨウコ・オオイズミ 制服ファッションショー（5）           |                       |
| 122    | 6月9日   | YOYO'Sファーム 2002（3）                                 |                       |
| 122    | 6月9日   | 看板番組対抗ボウリング対決罰ゲーム「リアルスピカちゃん」 |                       |
| 123    | 6月16日  | YOYO'Sファーム 2002（4）                                 |                       |
| 123    | 6月16日  | ヨウコ・オオイズミ 制服ファッションショー（6）           |                       |
| 124    | 6月30日  | ヨウコ・オオイズミ 制服ファッションショー（7）           |                       |
| 125    | 7月7日   | YOYO'Sファーム 2002（5）                                 |                       |
| 125    | 7月7日   | ヨウコ・オオイズミ 制服ファッションショー（8）           |                       |
| 126    | 7月14日  | YOYO'Sファーム 2002（6）                                 |                       |
| 127    | 7月21日  | YOYO'Sファーム 2002（7）                                 |                       |
| 128    | 7月28日  | YOYO'Sファーム 2002（8）                                 |                       |
| 129    | 8月4日   | YOYO'Sファーム 2002（9）                                 |                       |
| 130    | 8月11日  | YOYO'Sファーム 2002（10）                                |                       |
| 131    | 8月17日  | YOYO'Sファーム 豊作祈願SP                                | 雨竜町より2時間生放送 |
| 132    | 8月25日  | 24時間テレビの裏側                                       |                       |
| 133    | 9月1日   | YOYO'Sファーム 2002（11）                                |                       |
| 134    | 9月8日   | YOYO'Sファーム 2002（12）                                |                       |
| 135    | 9月15日  | YOYO'Sファーム 2002（13）                                |                       |
| 136    | 9月22日  | YOYO'Sファーム 2002（14）                                |                       |
| 137    | 9月29日  | YOYO'Sファーム 2002（15）                                |                       |
| 138    | 10月6日  | YOYO'Sファーム 2002（16）                                |                       |
| 139    | 10月13日 | YOYO'Sファーム 2002（17）                                |                       |
| 140    | 10月20日 | YOYO'Sファーム 2002（18）                                |                       |
| 141    | 11月3日  | YOYO'Sファーム 2002（19）                                |                       |
| 142    | 11月10日 | YOYO'Sファーム 2002（20）                                |                       |
| 143    | 11月17日 | YOYO'Sファーム 2002（21）                                |                       |
| 144    | 11月24日 | YOYO'Sファーム 2002（22）                                |                       |
| 145    | 12月1日  | YOYO'Sファーム 2002（23）                                |                       |
| 146    | 12月8日  | キロロリゾート雪中大運動会                               |                       |
| 147    | 12月15日 | 1×8教育研究所（1）                                       |                       |
| 148    | 12月22日 | YOYO'Sファーム YOYO'Sカレー（1）                         |                       |
| 149    | 12月29日 | 年末大感謝スペシャル                                     | 2時間スペシャル       |

### 2003年
| 2003年 | 2003年   | 2003年                                              | 2003年          |
| 回数   | 放送日   | 企画内容                                            | 備考            |
| ------ | -------- | --------------------------------------------------- | --------------- |
| 150    | 1月12日  | YOYO'Sファーム YOYO'Sカレー2003（2）                |                 |
| 151    | 1月19日  | YOYO'Sファーム YOYO'Sカレー2003（3）                |                 |
| 152    | 1月26日  | 捜査1×8係                                           |                 |
| 153    | 2月2日   | YOYO'Sファーム YOYO'Sカレー2003（4）                |                 |
| 153    | 2月2日   | 1×8教育研究所（2）                                  |                 |
| 154    | 2月9日   | YOYO'Sファーム YOYO'Sカレー2003（5）                |                 |
| 155    | 2月16日  | YOYO'Sファーム YOYO'Sカレー2003（6）                |                 |
| 156    | 2月23日  | 1×8教育研究所（3）                                  |                 |
| 157    | 3月2日   | 1×8教育研究所（4）                                  |                 |
| 158    | 3月9日   | 1×8教育研究所（5）                                  |                 |
| 159    | 3月16日  | 1×8教育研究所（6）                                  |                 |
| 160    | 3月23日  | 1×8教育研究所（7）                                  |                 |
| 161    | 3月30日  | 1×8教育研究所（8）                                  |                 |
| 162    | 4月6日   | YOYO'Sファーム2003（1） 小樽慰安旅行                |                 |
| 163    | 4月20日  | 登別伊達時代村 江戸ワンダーランド漫遊記             |                 |
| 164    | 4月27日  | YOYO'Sファーム2003（2）                             |                 |
| 165    | 5月4日   | 1×8町づくり推進室（1）                              |                 |
| 165    | 5月4日   | 1×8教育研究所（9）                                  |                 |
| 166    | 5月11日  | 1×8町づくり推進室（2）                              |                 |
| 166    | 5月11日  | 1×8教育研究所（10）                                 |                 |
| 167    | 5月18日  | YOYO'Sファーム2003（3）                             |                 |
| 167    | 5月18日  | 1×8教育研究所（11）                                 |                 |
| 168    | 5月25日  | YOYO'Sファーム2003（4）                             |                 |
| 168    | 5月25日  | 1×8町づくり推進室（3）                              |                 |
| 169    | 6月1日   | YOYO'Sファーム2003（5）                             |                 |
| 169    | 6月1日   | 1×8町づくり推進室（4）                              |                 |
| 170    | 6月15日  | 1×8町づくり推進室（5）                              |                 |
| 171    | 6月22日  | YOYO'Sファーム2003（6）                             |                 |
| 171    | 6月22日  | 1×8町づくり推進室（6）                              |                 |
| 172    | 6月29日  | YOYO'Sファーム2003（7）                             |                 |
| 172    | 6月29日  | 1×8町づくり推進室（7）                              |                 |
| 173    | 7月6日   | 1×8町づくり推進室（8）                              |                 |
| 174    | 7月13日  | 1×8町づくり推進室（9）                              |                 |
| 175    | 7月20日  | 1×8教育研究所（12）                                 |                 |
| 175    | 7月20日  | 1×8町づくり推進室（10）                             |                 |
| 176    | 7月27日  | 1×8町づくり推進室（11）                             |                 |
| 177    | 8月3日   | 1×8町づくり推進室（11）                             |                 |
| 177    | 8月3日   | 1×8教育研究所・町づくり推進室 おいわけ林間学校（1） |                 |
| 178    | 8月10日  | 1×8教育研究所・町づくり推進室 おいわけ林間学校（2） |                 |
| 179    | 8月17日  | YOYO'Sファーム2003（9）                             |                 |
| 180    | 8月31日  | 24時間テレビの裏側・2003（1）                       |                 |
| 180    | 8月31日  | 1×8体育協会・プロローグ                             |                 |
| 181    | 9月7日   | 24時間テレビの裏側・2003（2）                       |                 |
| 182    | 9月14日  | YOYO'Sファーム2003（10）                            |                 |
| 183    | 9月21日  | YOYO'Sファーム2003（11）                            |                 |
| SP     | 9月23日  | 1×8体育協会                                         |                 |
| 184    | 9月28日  | YOYO'Sファーム2003（12）                            |                 |
| 184    | 9月28日  | 1×8町づくり推進室（12）                             |                 |
| 185    | 10月5日  | 1×8町づくり推進室（13）                             |                 |
| 186    | 10月12日 | 1×8町づくり推進室（14）                             |                 |
| 187    | 10月19日 | 門別とねっこカーニバル（1）                         |                 |
| 188    | 10月26日 | 門別とねっこカーニバル（2）                         |                 |
| 189    | 11月2日  | 木村洋二・44歳聖誕祭                                |                 |
| 190    | 11月9日  | YOYO'Sファーム2003（13）                            |                 |
| 191    | 11月16日 | YOYO'Sファーム2003（14）                            |                 |
| 192    | 11月23日 | 大泉・木村のOK牧場（1）                             |                 |
| 192    | 11月23日 | YOYO'Sファーム2003（15）                            |                 |
| 193    | 11月30日 | YOYO'Sファーム2003（16）                            |                 |
| 193    | 11月30日 | 大泉・木村のOK牧場（2）                             |                 |
| 194    | 12月7日  | YOYO'Sファーム2003（17）                            |                 |
| 195    | 12月14日 | 未公開VTR特集                                       |                 |
| 196    | 12月21日 | 大泉・木村のOK牧場（3）                             |                 |
| 197    | 12月28日 | 日曜日の王様SP                                      | 1時間スペシャル |

### 2004年
| 2004年 | 2004年   | 2004年                                                                        | 2004年                                                                        |
| 回数   | 放送日   | 企画内容                                                                      | 備考                                                                          |
| ------ | -------- | ----------------------------------------------------------------------------- | ----------------------------------------------------------------------------- |
| 198    | 1月11日  | 5年目突入!キロロリゾート御招待                                                |                                                                               |
| 198    | 1月11日  | YOYO'Sファーム YOYO'Sカレー2004（1）                                          |                                                                               |
| 199    | 1月18日  | YOYO'Sファーム YOYO'Sカレー2004（2）                                          |                                                                               |
| 199    | 1月18日  | 大泉・木村のOK牧場（4）                                                       |                                                                               |
| 200    | 1月25日  | YOYO'Sファーム YOYO'Sカレー2004（3）                                          |                                                                               |
| 200    | 1月25日  | 大泉・木村のOK牧場（5）                                                       |                                                                               |
| 201    | 2月1日   | YOYO'Sファーム YOYO'Sカレー2004（4）                                          |                                                                               |
| 201    | 2月1日   | 大泉・木村のOK牧場（6）                                                       |                                                                               |
| 202    | 2月8日   | YOYO'Sファーム YOYO'Sカレー2004（5）                                          |                                                                               |
| 203    | 2月15日  | 大泉・木村のOK牧場（7）                                                       |                                                                               |
| 204    | 2月22日  | YOYO'Sファーム YOYO'Sカレー2004（6）                                          |                                                                               |
| 205    | 2月29日  | 大泉・木村のOK牧場（8）                                                       |                                                                               |
| 206    | 3月7日   | 大泉・木村のOK牧場（9）                                                       |                                                                               |
| 206    | 3月7日   | 『どさんこサンデー』未公開映像                                                |                                                                               |
| 207    | 3月14日  | 大泉・木村のOK牧場（10）                                                      |                                                                               |
| 208    | 3月21日  | 大泉・木村のOK牧場（11）                                                      |                                                                               |
| 209    | 3月28日  | 大泉・木村のOK牧場（12）                                                      |                                                                               |
| 210    | 4月4日   | 大泉・木村のOK牧場（13）                                                      |                                                                               |
| 211    | 4月11日  | 大泉・木村のOK牧場（14）                                                      |                                                                               |
| 212    | 4月18日  | 大泉・木村のOK牧場（15）                                                      |                                                                               |
| 213    | 4月25日  | YOYO'Sファーム2004（1）                                                       |                                                                               |
| 214    | 5月2日   | 大泉・木村のOK牧場（16）                                                      |                                                                               |
| 215    | 5月9日   | 大泉・木村のOK牧場（17）                                                      |                                                                               |
| 216    | 5月16日  | 大泉・木村のOK牧場（18）                                                      |                                                                               |
| 217    | 5月23日  | YOYO'Sファーム2004（2）                                                       |                                                                               |
| 218    | 5月30日  | YOYO'Sファーム2004（3）                                                       |                                                                               |
| 219    | 6月6日   | YOYO'Sファーム2004（4）                                                       |                                                                               |
| 220    | 6月20日  | YOYO'Sファーム 国際コメ大使・韓国へ（1）                                      |                                                                               |
| 221    | 6月27日  | YOYO'Sファーム 国際コメ大使・韓国へ（2）                                      |                                                                               |
| 222    | 7月4日   | ゼントヨーヨーズ デビュー戦                                                   |                                                                               |
| 223    | 7月11日  | 大泉・木村のOK牧場 in オホーツク紋別                                          |                                                                               |
| 224    | 7月25日  | 1×8教育研究所                                                                 |                                                                               |
| 224    | 7月25日  | YOYO'Sファーム2004（6）                                                       |                                                                               |
| 225    | 8月1日   | 1×8教育研究所 大泉所長の夏休みおコメ教室（1）                                 |                                                                               |
| 226    | 8月8日   | 1×8教育研究所 大泉所長の夏休みおコメ教室（2）                                 |                                                                               |
| 227    | 8月15日  | 1×8教育研究所 大泉所長の夏休みおコメ教室（3）                                 |                                                                               |
| SP     | 8月21日  | もうすぐ24時間テレビ STV大感謝祭in門別 大泉&木村のOK牧場 馬おこし夏スペシャル | 13:30 - 15:50の2時間20分SP                                                    |
| 228    | 8月29日  | 24時間テレビの裏側2004                                                        |                                                                               |
| 229    | 9月5日   | YOYO'Sファーム 国際コメ大使・農水省へ                                         |                                                                               |
| 230    | 9月12日  | 隠された事実!?感動ドキュメント秘話大放出                                      | 24時間テレビSTVローカルパートでの牝馬「キセキノサイクロン」ドキュメントの裏話 |
| 231    | 9月19日  | 1×8教育研究所 大泉所長の出前授業 美唄市立西美唄小学校                         |                                                                               |
| SP     | 9月23日  | 1×8健康大百科                                                                 |                                                                               |
| 232    | 9月26日  | YOYO'Sファーム・2004（7）                                                     |                                                                               |
| 233    | 10月3日  | 秘蔵VTRスペシャル（1）                                                        |                                                                               |
| 234    | 10月10日 | 1×8秋の祭典スペシャル                                                         |                                                                               |
| 234    | 10月10日 | 秘蔵VTRスペシャル（2）                                                        |                                                                               |
| 234    | 10月10日 | 大泉vs森中慎也モノマネ対決                                                    |                                                                               |
| 234    | 10月10日 | TVおじゃマンボウの裏側                                                        |                                                                               |
| 235    | 10月17日 | YOYO'Sファーム 米粉プロジェクト（1）                                          |                                                                               |
| 236    | 10月24日 | 秋の謝恩祭!重大発表スペシャル                                                 |                                                                               |
| 236    | 10月24日 | YOYO'Sファーム 米粉プロジェクト（2）                                          |                                                                               |
| 237    | 10月31日 | 秋の衝撃映像・乱れ咲きスペシャル                                              |                                                                               |
| 237    | 10月31日 | YOYO'Sファーム 米粉プロジェクト（3）                                          |                                                                               |
| 238    | 11月7日  | YOYO'Sファーム 米粉プロジェクト（4）                                          |                                                                               |
| 239    | 11月14日 | YOYO'Sファーム 米粉プロジェクト（5）                                          |                                                                               |
| 239    | 11月14日 | 木村洋二45歳聖誕祭・緊急検証!木村洋二熱唱疑惑                                 |                                                                               |
| 240    | 11月21日 | YOYO'Sファーム 米粉プロジェクト（6）                                          |                                                                               |
| 241    | 11月28日 | 公開こどもおコメ教室                                                          |                                                                               |
| 242    | 12月5日  | 番組私物化権争奪・パークゴルフ対決2004（1）                                   |                                                                               |
| 243    | 12月12日 | 番組私物化権争奪・パークゴルフ対決2004（2）                                   |                                                                               |
| 244    | 12月19日 | 5周年記念「あの人は今!?」                                                     |                                                                               |
| 245    | 12月26日 | 不滅の金字塔SP                                                                |                                                                               |

### 2005年
| 2005年 | 2005年   | 2005年                                                                    | 2005年 |
| 回数   | 放送日   | 企画内容                                                                  | 備考   |
| ------ | -------- | ------------------------------------------------------------------------- | ------ |
| 246    | 1月9日   | 突撃!!お宅へGO!GO!（1）                                                   |        |
| 247    | 1月16日  | 突撃!!お宅へGO!GO!（2）                                                   |        |
| 248    | 1月23日  | YOYO'S名場面リクエスト                                                    |        |
| 249    | 1月30日  | 1×8キャラクター列伝                                                       |        |
| 250    | 2月6日   | 1×8職業訓練所 子供専門カメラマン（1）                                     |        |
| 251    | 2月13日  | 1×8職業訓練所 子供専門カメラマン（2）                                     |        |
| 252    | 2月20日  | 1×8職業訓練所 美容師（1）                                                 |        |
| 253    | 2月27日  | 1×8職業訓練所 美容師（2）                                                 |        |
| 254    | 3月6日   | 1×8職業訓練所 美容師（3）                                                 |        |
| 255    | 3月13日  | 1×8職業訓練所 パティシエ（1）                                             |        |
| 256    | 3月20日  | 1×8職業訓練所 パティシエ（2）                                             |        |
| 257    | 3月27日  | YOYO'Sジュニア（1）                                                       |        |
| 258    | 4月3日   | YOYO'Sジュニア（2）                                                       |        |
| 259    | 4月10日  | YOYO'Sジュニア（3）                                                       |        |
| 260    | 4月17日  | YOYO'Sジュニア（4）                                                       |        |
| 261    | 4月24日  | YOYO'Sジュニア（5）                                                       |        |
| 262    | 5月1日   | YOYO'Sジュニアオーディション（1）                                         |        |
| 263    | 5月8日   | YOYO'Sジュニアオーディション（2）                                         |        |
| 264    | 5月15日  | YOYO'Sジュニアオーディション 密着オーディション                           |        |
| 265    | 5月22日  | YOYO'S in 広島                                                            |        |
| 266    | 5月29日  | 1×8観光組合（1）                                                          |        |
| 266    | 5月29日  | 木村洋二・老化の危機                                                      |        |
| 267    | 6月5日   | 1×8観光組合（2） 乳製品で新名物を1                                        |        |
| 268    | 6月19日  | 1×8観光組合（3） 江別市観光視察1                                          |        |
| 269    | 6月26日  | 1×8観光組合（4） 江別市観光視察2・乳製品で新名物を2                       |        |
| 270    | 7月3日   | 1×8観光組合（5） 北海道観光クイズ・乳製品で新名物を3                      |        |
| 271    | 7月10日  | 1×8観光組合（6） 浦臼町観光視察1                                          |        |
| 271    | 7月10日  | ゼントヨーヨーズ初勝利                                                    |        |
| 272    | 7月17日  | 1×8観光組合（7） 浦臼町観光視察2・函館市観光視察1                         |        |
| 273    | 7月24日  | 1×8観光組合（8） 函館市観光視察2                                          |        |
| 274    | 7月31日  | 1×8観光組合（9） 洋グルト商品開発1・1×8百八景撮影講座                     |        |
| 275    | 8月7日   | 1×8観光組合（10） 石狩支庁弾丸ツアー1                                     |        |
| 276    | 8月21日  | 1×8観光組合（11） 石狩支庁弾丸ツアー2                                     |        |
| 277    | 9月4日   | 1×8観光組合（12） 根室支庁弾丸ツアー1                                     |        |
| 278    | 9月11日  | 1×8観光組合（13） 根室支庁弾丸ツアー2・洋グルト商品開発2                  |        |
| 279    | 9月18日  | 1×8観光組合（14） 海外視察団が行く!札幌観光検証ツアー1・洋グルト商品開発3 |        |
| 280    | 9月25日  | 1×8観光組合（15） 海外視察団が行く!札幌観光検証ツアー2                    |        |
| 281    | 10月2日  | 1×8観光組合（16） 観光カリスマに一日入門1                                 |        |
| 282    | 10月9日  | 1×8観光組合（17） 観光カリスマに一日入門2                                 |        |
| 283    | 10月16日 | 1×8観光組合（18） 洋グルト商品開発4・秋の札幌お祭り巡り1                  |        |
| 284    | 10月23日 | 1×8観光組合（19） 秋の札幌お祭り巡り2                                     |        |
| 285    | 10月30日 | 1×8観光組合（20） 木村洋二満46歳聖誕祭                                    |        |
| 286    | 11月6日  | 1×8観光協会 百八景バトル1・喜茂別町（1）                                  |        |
| 287    | 11月13日 | 1×8観光協会 百八景バトル1・喜茂別町（2）                                  |        |
| 288    | 11月20日 | 1×8観光協会 百八景バトル2・神恵内村（1）                                  |        |
| 289    | 11月27日 | 1×8観光協会 百八景バトル2・神恵内村（2）                                  |        |
| 290    | 12月4日  | 1×8観光協会 百八景バトル3・伊達市（1）                                    |        |
| 291    | 12月11日 | 1×8観光協会 百八景バトル3・伊達市（2）、バトル4大滝村（1）                |        |
| 292    | 12月25日 | 1×8観光協会 百八景バトル4・大滝村（2）                                    |        |

### 2006年
| 2006年 | 2006年   | 2006年                                                | 2006年              | 2006年 |
| 回数   | 放送日   | 企画内容                                              | 小型トーク          | 備考   |
| ------ | -------- | ----------------------------------------------------- | ------------------- | ------ |
| 293    | 1月8日   | YOYO'S新春放談                                        |                     |        |
| 294    | 1月15日  | 1×8観光組合・東京編（1）                              |                     |        |
| 295    | 1月22日  | 1×8観光組合・東京編（2）                              |                     |        |
| 296    | 1月29日  | 1×8観光組合・東京編（3）                              |                     |        |
| 297    | 2月5日   | 1×8観光組合・女将姉妹のおもてなし入門（1）            |                     |        |
| 298    | 2月12日  | 1×8観光組合・女将姉妹のおもてなし入門（2）            |                     |        |
| 299    | 2月19日  | 1×8観光組合・イメージキャラ考案大作戦（1）            |                     |        |
| 300    | 2月26日  | 1×8観光組合・イメージキャラ考案大作戦（2）            |                     |        |
| 301    | 3月5日   | YOYO'S最強王者決定戦（1）                             |                     |        |
| 302    | 3月12日  | YOYO'S最強王者決定戦（2）                             |                     |        |
| 303    | 3月19日  | YOYO'S最強王者決定戦（3）                             |                     |        |
| 304    | 3月26日  | 放送300回記念 名場面リクエスト                        |                     |        |
| 305    | 4月2日   | 1×8観光組合・行商キャンペーン（1）                    |                     |        |
| 306    | 4月9日   | 1×8観光組合・行商キャンペーン（2）                    |                     |        |
| 307    | 4月16日  | 1×8観光組合・行商キャンペーン（3）                    |                     |        |
| 308    | 4月23日  | 1×8観光組合・行商キャンペーン（4）                    |                     |        |
| 309    | 4月30日  | 1×8観光組合・行商キャンペーン（5）                    |                     |        |
| 310    | 5月7日   | 1×8観光組合・行商キャンペーン（6）                    |                     |        |
| 311    | 5月14日  | 1×8観光組合・行商キャンペーン（7）                    |                     |        |
| 312    | 5月21日  | 1×8観光組合・行商キャンペーン（8）                    |                     |        |
| 313    | 5月28日  | 1×8観光組合・行商キャンペーン（9）                    |                     |        |
| 314    | 6月4日   | 1×8観光組合・行商キャンペーン（10）                   |                     |        |
| 315    | 6月11日  | 1×8観光組合・行商キャンペーン（11）                   |                     |        |
| 316    | 6月18日  | 蔵出し映像スペシャル                                  |                     |        |
| 317    | 6月25日  | 1×8観光組合・東北六県行商キャンペーン（1） 青森       |                     |        |
| 318    | 7月2日   | 1×8観光組合・東北六県行商キャンペーン（2） 秋田・岩手 |                     |        |
| 319    | 7月9日   | 1×8観光組合・東北六県行商キャンペーン（3） 岩手・宮城 |                     |        |
| 320    | 7月16日  | 1×8観光組合・東北六県行商キャンペーン（4） 宮城       |                     |        |
| 321    | 7月23日  | 1×8観光組合・東北六県行商キャンペーン（5） 宮城・山形 |                     |        |
| 322    | 7月30日  | 1×8観光組合・東北六県行商キャンペーン（6） 山形       |                     |        |
| 323    | 8月6日   | 1×8観光組合・東北六県行商キャンペーン（7） 福島       |                     |        |
| 324    | 8月20日  | 1×8観光組合・横浜行商キャンペーン（1）                |                     |        |
| 325    | 9月3日   | 1×8観光組合・横浜行商キャンペーン（2）                |                     |        |
| 326    | 9月10日  | 1×8観光組合・横浜行商キャンペーン（3）                |                     |        |
| 327    | 9月17日  | YOYO'Sレディス・マッチプレーゴルフ選手権（1）         |                     |        |
| 328    | 9月24日  | YOYO'Sレディス・マッチプレーゴルフ選手権（2）         |                     |        |
| 329    | 10月1日  | YOYO'Sレディス・マッチプレーゴルフ選手権（3）         |                     |        |
| 330    | 10月8日  | 秋の着ぐるみ大運動会                                  | 木村整骨院（1）     |        |
| 331    | 10月15日 | 男・木村 リベンジ秋祭り（1）                          | 木村整骨院（2）     |        |
| 332    | 10月22日 | 男・木村 リベンジ秋祭り（2）                          | 木村整骨院（3）     |        |
| 333    | 10月29日 | 祝!聖誕祭 男木村のもてなし料理（1）                   | 木村整骨院（4）     |        |
| 334    | 11月5日  | 祝!聖誕祭 男木村のもてなし料理（2）                   | 放浪画家キムラ（1） |        |
| 335    | 11月12日 | 祝!聖誕祭 男木村のもてなし料理（3）                   | 放浪画家キムラ（2） |        |
| 336    | 11月19日 | 1×8映画祭 in 夕張（1）                                | 放浪画家キムラ（3） |        |
| 337    | 11月26日 | 1×8映画祭 in 夕張（2）                                | 放浪画家キムラ（4） |        |
| 338    | 12月3日  | 1×8映画祭 in 夕張（3）                                | 純喫茶木村（1）     |        |
| 339    | 12月10日 | 1×8映画祭 in 夕張（4）                                | 純喫茶木村（2）     |        |
| 340    | 12月24日 | 1×8映画祭 in 夕張（5）                                | 純喫茶木村（3）     |        |
| 341    | 12月30日 | 年末スペシャル                                        |                     |        |

### 2007年
| 2007年 | 2007年   | 2007年                            | 2007年              | 2007年 |
| 回数   | 放送日   | 企画内容                          | 小型トーク          | 備考   |
| ------ | -------- | --------------------------------- | ------------------- | ------ |
| 342    | 1月7日   | 1×8映画祭 in 夕張（6）            | 純喫茶 木村（4）    |        |
| 343    | 1月14日  | 1×8映画祭 in 夕張（7）            | 純喫茶 木村（5）    |        |
| 344    | 1月21日  | 1×8映画祭 in 夕張（8）            | 純喫茶 木村（6）    |        |
| 345    | 1月28日  | 1×8映画祭 in 夕張（9）            | バーバーきむら（1） |        |
| 346    | 2月4日   | 1×8映画祭 in 夕張（10）           | バーバーきむら（2） |        |
| 347    | 2月11日  | 1×8映画祭 in 夕張（11）           | バーバーきむら（3） |        |
| 348    | 2月18日  | 1×8映画祭 in 夕張（12）           |                     |        |
| 349    | 2月25日  | 1×8映画祭 in 夕張（13）           | バーバーきむら（4） |        |
| 350    | 3月4日   | 1×8映画祭 in 夕張（14）           | バーバーきむら（5） |        |
| 351    | 3月11日  | 1×8映画祭 in 夕張（15）           |                     |        |
| 352    | 3月18日  | 1×8映画祭 in 夕張（16）           | バーバーきむら（6） |        |
| 353    | 3月25日  | チョイワル洋二の大人養成講座（1） |                     |        |
| 354    | 4月1日   | チョイワル洋二の大人養成講座（2） | 占いの館 木村（1）  |        |
| 355    | 4月8日   | 1×8シニア野球団（1）              | 占いの館 木村（2）  |        |
| 356    | 4月15日  | 1×8シニア野球団（2）              | 占いの館 木村（3）  |        |
| 357    | 4月22日  | 1×8シニア野球団（3）              | 占いの館 木村（4）  |        |
| 358    | 4月29日  | 1×8シニア野球団（4）              | 占いの館 木村（5）  |        |
| 359    | 5月5日   | 1×8シニア野球団（5）              | 占いの館 木村（6）  |        |
| 360    | 5月12日  | 1×8シニア野球団（6）              | 占いの館 木村（7）  |        |
| 361    | 5月19日  | 1×8シニア野球団（7）              | 居酒屋 洋二（1）    |        |
| 362    | 5月26日  | 1×8シニア野球団（8）              |                     |        |
| 363    | 6月3日   | 1×8シニア野球団（9）              | 居酒屋 洋二（2）    |        |
| 364    | 6月10日  | 1×8シニア野球団（10）             | 居酒屋 洋二（3）    |        |
| 365    | 6月17日  | 1×8シニア野球団（11）             | 居酒屋 洋二（4）    |        |
| 366    | 6月24日  | 1×8シニア野球団（12）             | 居酒屋 洋二（5）    |        |
| 367    | 7月1日   | 1×8シニア野球団（13）             | 居酒屋 洋二（6）    |        |
| 368    | 7月8日   | 1×8シニア野球団（14）             | 木村ハイヤー（1）   |        |
| 369    | 7月15日  | 1×8シニア野球団（15）             | 木村ハイヤー（2）   |        |
| 370    | 7月22日  | 1×8シニア野球団（16）             | 木村ハイヤー（3）   |        |
| 371    | 7月29日  | 1×8シニア野球団（17）             | 木村ハイヤー（4）   |        |
| 372    | 8月5日   | 1×8シニア野球団（18）             | 木村ハイヤー（5）   |        |
| 373    | 8月26日  | 1×8シニア野球団（19）             |                     |        |
| 374    | 9月2日   | 1×8シニア野球団（20）             | 木村ハイヤー（6）   |        |
| 375    | 9月9日   | 1×8シニア野球団（21）             | 木村不動産（1）     |        |
| 376    | 9月16日  | 1×8シニア野球団（22）             | 木村不動産（2）     |        |
| 377    | 9月23日  | 1×8シニア野球団（23）             | 木村不動産（3）     |        |
| 378    | 9月30日  | 1×8シニア野球団（24）             | 木村不動産（4）     |        |
| 379    | 10月7日  | 1×8シニア野球団（25）             |                     |        |
| 380    | 10月14日 | 1×8シニア野球団（26）             | 木村不動産（5）     |        |
| 381    | 10月21日 | 木村洋二48歳聖誕祭（1）           | 木村不動産（6）     |        |
| 382    | 10月28日 | 木村洋二48歳聖誕祭（2）           | 木村不動産（7）     |        |
| 383    | 11月4日  | 木村洋二48歳聖誕祭（3）           |                     |        |
| 384    | 11月11日 | 1×8シニア野球団（27）             | 木村クリニック（1） |        |
| 385    | 11月18日 | 1×8シニア野球団（28）             | 木村クリニック（2） |        |
| 386    | 11月25日 | 1×8シニア野球団（29）             | 木村クリニック（3） |        |
| 387    | 12月2日  | 1×8シニア野球団（30）             | 木村クリニック（4） |        |
| 388    | 12月23日 | 1×8シニア野球団（31）             |                     |        |
| 389    | 12月29日 | 1×8シニア野球団 MVPは誰だ?SP      |                     |        |

### 2008年
| 2008年 | 2008年   | 2008年                                    | 2008年                | 2008年 |
| 回数   | 放送日   | 企画内容                                  | 小型トーク            | 備考   |
| ------ | -------- | ----------------------------------------- | --------------------- | ------ |
| 389    | 1月13日  | 1×8シニア野球団（32）                     | 木村クリニック（5）   |        |
| 390    | 1月20日  | 1×8シニア野球団（33）                     | 木村クリニック（6）   |        |
| 391    | 1月27日  | 1×8シニア野球団（34）                     | 木村クリニック（7）   |        |
| 392    | 2月3日   | 1×8シニア野球団（35）                     | 木村クリニック（8）   |        |
| 393    | 2月10日  | 木村洋二 番組DVD単独キャンペーン（1）     | 木村クリニック（9）   |        |
| 394    | 2月17日  | 木村洋二 番組DVD単独キャンペーン（2）     | 木村クリニック（10）  |        |
| 395    | 2月24日  | 1×8シニア野球団（36）                     | 木村クリニック（11）  |        |
| 396    | 3月2日   | 1×8シニア野球団（37）                     | アナウンサー木村（1） |        |
| 397    | 3月9日   | YOYO'S個別インタビュー（1）               | アナウンサー木村（2） |        |
| 398    | 3月16日  | YOYO'S個別インタビュー（2）               | アナウンサー木村（3） |        |
| 399    | 4月6日   | 祝!放送400回 木村の故郷・下関に凱旋!（1） | アナウンサー木村（4） |        |
| 400    | 4月13日  | 祝!放送400回 木村の故郷・下関に凱旋!（2） | アナウンサー木村（5） |        |
| 401    | 4月20日  | 祝!放送400回 木村の故郷・下関に凱旋!（3） | アナウンサー木村（6） |        |
| 402    | 4月27日  | 祝!放送400回 木村の故郷・下関に凱旋!（4） | アナウンサー木村（7） |        |
| 403    | 5月4日   | 1×8サミット（1）                          | 森の妖精ヨウジ（1）   |        |
| 404    | 5月11日  | 1×8サミット（2）                          | 森の妖精ヨウジ（2）   |        |
| 405    | 5月18日  | 1×8サミット（3）                          | 森の妖精ヨウジ（3）   |        |
| 406    | 5月25日  | 1×8サミット（4）                          | 森の妖精ヨウジ（4）   |        |
| 407    | 6月15日  | 1×8サミット（5）                          | 森の妖精ヨウジ（5）   |        |
| 408    | 6月22日  | 1×8サミット（6）                          | 森の妖精ヨウジ（6）   |        |
| 409    | 6月29日  | 1×8サミット（7）                          | 森の妖精ヨウジ（7）   |        |
| 410    | 7月6日   | 1×8サミット（8）                          | 森の妖精ヨウジ（8）   |        |
| 411    | 7月13日  | 1×8サミット（9）                          | 森の妖精ヨウジ（9）   |        |
| 412    | 7月20日  | 1×8サミット（10）                         | 森の妖精ヨウジ（10）  |        |
| 413    | 7月27日  | 1×8サミット（11）                         | 森の妖精ヨウジ（11）  |        |
| 414    | 8月3日   | 1×8サミット（12）                         | 森の妖精ヨウジ（12）  |        |
| 415    | 8月10日  | 1×8サミット（13）                         | 森の妖精ヨウジ（13）  |        |
| 416    | 8月24日  | 妖精ヨウジと1日体験学習                   |                       |        |
| 417    | 9月7日   | DVD発売直前SP                             |                       |        |
| 418    | 9月14日  | 帰ってきた1×8サミット                     | スナック洋子（1）     |        |
| 419    | 9月21日  | 1×8水産業応援プロジェクト（1）            | スナック洋子（2）     |        |
| 420    | 9月28日  | 1×8水産業応援プロジェクト（2）            | スナック洋子（3）     |        |
| 421    | 10月5日  | 1×8水産業応援プロジェクト（3）            | スナック洋子（4）     |        |
| 422    | 10月12日 | 1×8水産業応援プロジェクト（4）            | スナック洋子（5）     |        |
| 423    | 10月19日 | 1×8水産業応援プロジェクト（5）            | スナック洋子（6）     |        |
| 424    | 10月26日 | 木村洋二49th聖誕祭（1）                   | スナック洋子（7）     |        |
| 425    | 11月2日  | 木村洋二49th聖誕祭（2）                   |                       |        |
| 426    | 11月9日  | 木村洋二49th聖誕祭（3）                   | スナック洋子（8）     |        |
| 427    | 11月16日 | YOYO'Sの演歌の花道（1）                   | 木村ツーリスト（1）   |        |
| 428    | 11月23日 | YOYO'Sの演歌の花道（2）                   | 木村ツーリスト（2）   |        |
| 429    | 11月30日 | YOYO'Sの演歌の花道（3）                   |                       |        |
| 430    | 12月7日  | YOYO'Sの演歌の花道（4）                   |                       |        |
| 431    | 12月30日 | YOYO'Sの演歌の花道SP                      |                       |        |

### 2009年
| 2009年 | 2009年   | 2009年                                                    | 2009年              | 2009年                                |
| 回数   | 放送日   | 企画内容                                                  | 小型トーク          | 備考                                  |
| ------ | -------- | --------------------------------------------------------- | ------------------- | ------------------------------------- |
| 432    | 1月11日  | YOYO'S演歌の花道（5）                                     |                     |                                       |
| 433    | 1月18日  | YOYO'S演歌の花道（6）                                     |                     |                                       |
| 434    | 1月25日  | YOYO'S演歌の花道（7）                                     | 木村屋旅館（全7回） |                                       |
| 435    | 2月1日   | YOYO'S演歌の花道（8）                                     | 木村屋旅館（全7回） |                                       |
| 436    | 2月8日   | YOYO'S演歌の花道（9）                                     | 木村屋旅館（全7回） |                                       |
| 437    | 2月15日  | YOYO'S演歌の花道（10）                                    | 木村屋旅館（全7回） |                                       |
| 438    | 2月22日  | YOYO'S演歌の花道（11）                                    | 木村屋旅館（全7回） |                                       |
| 439    | 3月1日   | YOYO'S演歌の花道（12）                                    | 木村屋旅館（全7回） |                                       |
| 440    | 3月8日   | YOYO'S演歌の花道（13）                                    | 木村屋旅館（全7回） |                                       |
| 441    | 3月15日  | YOYO'S演歌の花道（14）                                    | 木村屋旅館（全7回） |                                       |
| 442    | 3月22日  | YOYO'S演歌の花道（15）                                    | 木村屋旅館（全7回） | この日の放送を最後に木村が1度目の休養 |
| 443    | 3月29日  | 大泉洋がもう一度みたい傑作選（1）                         |                     |                                       |
| 444    | 4月5日   | 大泉洋がもう一度みたい傑作選（2）                         |                     |                                       |
| 445    | 4月12日  | 大泉洋がもう一度みたい傑作選（3）                         |                     |                                       |
| 446    | 4月19日  | 大泉洋がもう一度みたい傑作選（4）                         |                     |                                       |
| 447    | 4月26日  | 大泉洋がもう一度みたい傑作選（5）男木村のリベンジ祭り     |                     |                                       |
| 447    | 4月26日  | 船泉先生に挑戦! 大漁豊漁ぼやき船 カラオケランキングバトル |                     |                                       |
| 448    | 5月3日   | 大泉洋がもう一度みたい傑作選（6） 1×8町づくり推進室       |                     |                                       |
| 449    | 5月10日  | 大泉洋がもう一度みたい傑作選（7） 1×8町づくり推進室       |                     |                                       |
| 450    | 5月17日  | 大泉洋がもう一度みたい傑作選（8） 1×8観光組合             |                     |                                       |
| 451    | 5月24日  | 大泉洋がもう一度みたい傑作選（9） 1×8教育研究所           |                     |                                       |
| 452    | 5月31日  | 大泉洋がもう一度みたい傑作選（10） 小型トーク集           |                     |                                       |
| 453    | 6月7日   | 大泉洋がもう一度みたい傑作選（11）                        |                     |                                       |
| 454    | 6月14日  | 大泉洋がもう一度みたい傑作選（12）                        |                     | この放送で木村が復帰                  |
| 455    | 6月21日  | 大泉洋がもう一度みたい傑作選（13）                        |                     |                                       |
| 456    | 6月28日  | 大泉洋がもう一度みたい傑作選（14） 24時間テレビの裏側     |                     |                                       |
| 457    | 7月5日   | 大泉洋がもう一度みたい傑作選（15） YOYO'Sファーム         |                     |                                       |
| 457    | 7月5日   | YOYO'S演歌の花道（16）                                    | 木村が本格復帰      |                                       |
| 458    | 7月19日  | YOYO'S演歌の花道（17）                                    |                     |                                       |
| 459    | 7月26日  | YOYO'S演歌の花道（18）                                    |                     |                                       |
| 460    | 8月2日   | YOYO'S演歌の花道（19）                                    |                     |                                       |
| 461    | 8月9日   | YOYO'S演歌の花道（20）                                    |                     |                                       |
| 462    | 8月16日  | YOYO'S演歌の花道（21）                                    |                     |                                       |
| 463    | 8月23日  | YOYO'S演歌の花道（22）                                    |                     |                                       |
| 464    | 9月6日   | YOYO'S演歌の花道（23）                                    |                     |                                       |
| 465    | 9月13日  | YOYO'S演歌の花道（24）                                    |                     |                                       |
| 466    | 9月20日  | YOYO'S演歌の花道（25）                                    |                     |                                       |
| 467    | 9月27日  | YOYO'S演歌の花道（26）                                    |                     |                                       |
| 468    | 10月4日  | YOYO'S演歌の花道（27）                                    |                     |                                       |
| 469    | 10月11日 | YOYO'S演歌の花道（28）                                    |                     |                                       |
| 470    | 10月18日 | YOYO'S演歌の花道（29）                                    |                     |                                       |
| 471    | 10月25日 | YOYO'S演歌の花道（30）                                    |                     |                                       |
| 472    | 11月1日  | YOYO'S演歌の花道（31）                                    |                     |                                       |
| 473    | 11月8日  | 木村聖誕祭2009（1）                                       | 女性警察官木村(1)   |                                       |
| 474    | 11月15日 | 木村聖誕祭2009（2）                                       | 女性警察官木村(2)   |                                       |
| 475    | 11月22日 | 木村聖誕祭2009（3）                                       | 女性警察官木村(3)   |                                       |
| 476    | 11月29日 | 復権!ウィンタースポーツ（1）                              |                     |                                       |
| 477    | 12月6日  | 復権!ウィンタースポーツ（2）                              |                     |                                       |
| 478    | 12月13日 | 復権!ウィンタースポーツ（3）                              |                     |                                       |
| 479    | 12月27日 | いよいよ10周年!ぼやき納め1時間スペシャル                  |                     | 30分拡大                              |

### 2010年
| 2010年 | 2010年   | 2010年                                                      | 2010年                  | 2010年         |
| 回数   | 放送日   | 企画内容                                                    | 小型トーク              | 備考           |
| ------ | -------- | ----------------------------------------------------------- | ----------------------- | -------------- |
| 480    | 1月10日  | 復権!ウィンタースポーツ（4）                                |                         |                |
| 481    | 1月17日  | 復権!ウィンタースポーツ（5）                                |                         |                |
| 482    | 1月24日  | 復権!ウィンタースポーツ（6）                                |                         |                |
| 483    | 1月31日  | 復権!ウィンタースポーツ（7）                                |                         |                |
| 484    | 2月6日   | 濃縮還元スペシャル                                          |                         | 15分間の縮小版 |
| 485    | 2月7日   | 復権!ウィンタースポーツ（8）                                |                         |                |
| 486    | 2月14日  | 復権!ウィンタースポーツ（9）                                |                         |                |
| 487    | 2月21日  | 復権!ウィンタースポーツ（10）                               |                         |                |
| 488    | 2月28日  | 復権!ウィンタースポーツ（11）                               |                         |                |
| 489    | 3月7日   | 復権!ウィンタースポーツ（12）                               |                         |                |
| 490    | 3月14日  | 復権!ウィンタースポーツ（13）                               |                         |                |
| 491    | 3月21日  | 復権!ウィンタースポーツ（14）                               |                         |                |
| 492    | 3月28日  | 復権!ウィンタースポーツ（15）                               |                         |                |
| 493    | 4月4日   | 復権!ウィンタースポーツ（16）                               |                         |                |
| 494    | 4月11日  | 復権!ウィンタースポーツ（17）                               |                         |                |
| 495    | 4月18日  | 復権!ウィンタースポーツ（18）                               |                         |                |
| 496    | 4月25日  | 1×8職業訓練所 消防士（1）                                   | 木村電器店（1）         |                |
| 497    | 5月2日   | 1×8職業訓練所 消防士（2）                                   | 木村電器店（2）         |                |
| 498    | 5月9日   | 1×8北海万博（1）                                            | 木村電器店（3）         |                |
| 499    | 5月16日  | 1×8北海万博（2）                                            | 木村電器店（4）         |                |
| 500    | 5月23日  | 放送500回1時間スペシャル 1×8国盗り合戦!                     |                         | 30分拡大       |
| 501    | 6月6日   | 1×8北海万博（3）                                            | 木村ボクシングジム（1） |                |
| 502    | 6月13日  | 1×8北海万博（4）                                            | 木村ボクシングジム（2） |                |
| 503    | 6月20日  | 1×8北海万博（5）                                            | 木村ボクシングジム（3） |                |
| 504    | 6月27日  | 1×8北海万博（6）                                            | 木村ボクシングジム（4） |                |
| 505    | 7月4日   | 1×8北海万博（7）                                            | 木村ボクシングジム（5） |                |
| 506    | 7月11日  | 1×8北海万博（8）                                            | 木村ボクシングジム（6） |                |
| 507    | 7月18日  | 1×8北海万博（9）                                            | 木村ボクシングジム（7） |                |
| 508    | 7月25日  | 1×8北海万博（10）                                           | 木村ボクシングジム（8） |                |
| 509    | 8月1日   | 1×8北海万博（11）                                           |                         |                |
| 510    | 8月8日   | 1×8北海万博（12）                                           |                         |                |
| 511    | 8月15日  | 1×8北海万博（13）                                           |                         |                |
| 512    | 8月22日  | 1×8北海万博（14）                                           |                         |                |
| 513    | 9月5日   | 1×8北海万博（15）                                           |                         |                |
| 514    | 9月12日  | 1×8北海万博（16）                                           |                         |                |
| 515    | 9月19日  | 1×8北海万博（17）                                           |                         |                |
| 516    | 9月26日  | 1×8北海万博（18）                                           |                         |                |
| 517    | 10月3日  | 1×8北海万博（19）                                           |                         |                |
| 518    | 10月10日 | 1×8北海万博（20）                                           |                         |                |
| 519    | 10月17日 | 1×8北海万博（21）                                           |                         |                |
| 520    | 10月24日 | 1×8北海万博（22）                                           |                         |                |
| 521    | 10月31日 | 木村聖誕祭2010（1）                                         |                         |                |
| 522    | 11月7日  | 木村聖誕祭2010（2）                                         |                         |                |
| 523    | 11月14日 | 木村聖誕祭2010（3）                                         |                         |                |
| 524    | 11月21日 | 1×8北海万博（23）                                           |                         |                |
| 525    | 11月28日 | 1×8北海万博（24）                                           |                         |                |
| 526    | 12月5日  | 1×8北海万博（25）                                           |                         |                |
| 527    | 12月12日 | 1×8北海万博（26）                                           |                         |                |
| 528    | 12月19日 | 1×8北海万博（27）                                           |                         |                |
| 529    | 12月26日 | 年末1時間スペシャル あなたが選ぶ今年もう一度みたい名珍場面! |                         | 30分拡大       |

### 2011年
| 2011年 | 2011年   | 2011年                                                     | 2011年                    | 2011年          |
| 回数   | 放送日   | 企画内容                                                   | 小型トーク                | 備考            |
| ------ | -------- | ---------------------------------------------------------- | ------------------------- | --------------- |
| 530    | 1月9日   | 1×8北海万博（28）                                          |                           |                 |
| 531    | 1月16日  | 1×8北海万博（29）                                          |                           |                 |
| 532    | 1月23日  | 1×8北海万博（30）                                          |                           |                 |
| 533    | 1月30日  | 1×8職業訓練所2011 探偵（1）                                | DVDのKIMUYA（1）          |                 |
| 534    | 2月6日   | 1×8職業訓練所2011 探偵（2）                                | DVDのKIMUYA（2）          |                 |
| 535    | 2月13日  | 1×8職業訓練所2011 探偵（3）                                | DVDのKIMUYA（3）          |                 |
| 536    | 2月20日  | お祭りYOYO'S（1）                                          | DVDのKIMUYA（4）          |                 |
| 537    | 2月27日  | お祭りYOYO'S（2）                                          | DVDのKIMUYA（5）          |                 |
| 538    | 3月6日   | お祭りYOYO'S（3）                                          | DVDのKIMUYA（6）          |                 |
| 539    | 3月20日  | お祭りYOYO'S（4）                                          |                           |                 |
| 540    | 3月27日  | お祭りYOYO'S（5）                                          |                           |                 |
| 541    | 4月3日   | お祭りYOYO'S（6）                                          |                           |                 |
| 542    | 4月10日  | お祭りYOYO'S（7）                                          |                           |                 |
| 543    | 4月17日  | お祭りYOYO'S（8）                                          |                           |                 |
| 544    | 4月24日  | お祭りYOYO'S（9）                                          |                           |                 |
| 545    | 5月1日   | お祭りYOYO'S（10）                                         |                           |                 |
| 546    | 5月8日   | お祭りYOYO'S（11）                                         |                           |                 |
| 547    | 5月15日  | お祭りYOYO'S（12）                                         |                           |                 |
| 548    | 5月22日  | お祭りYOYO'S（13）                                         |                           |                 |
| 549    | 5月29日  | お祭りYOYO'S（14）                                         |                           |                 |
| 550    | 6月5日   | お祭りYOYO'S（15）                                         |                           |                 |
| 551    | 6月12日  | お祭りYOYO'S（16）                                         |                           |                 |
| 552    | 6月19日  | お祭りYOYO'S（17）                                         |                           |                 |
| 553    | 6月26日  | お祭りYOYO'S（18）                                         |                           |                 |
| 554    | 7月3日   | お祭りYOYO'S（19）                                         |                           |                 |
| 555    | 7月10日  | お祭りYOYO'S（20）                                         |                           |                 |
| 556    | 7月17日  | お祭りYOYO'S（21）                                         |                           |                 |
| 557    | 7月24日  | お祭りYOYO'S（22）                                         |                           |                 |
| 558    | 7月31日  | お祭りYOYO'S（23）                                         |                           |                 |
| 559    | 8月7日   | お祭りYOYO'S（24）                                         |                           |                 |
| 560    | 8月21日  | お祭りYOYO'S（25）                                         |                           |                 |
| 561    | 9月4日   | お祭りYOYO'S（26）                                         |                           |                 |
| 562    | 9月11日  | お祭りYOYO'S（27）                                         |                           |                 |
| 563    | 9月18日  | お祭りYOYO'S（28）                                         |                           |                 |
| 564    | 9月25日  | お祭りYOYO'S（29）                                         |                           |                 |
| 565    | 10月2日  | お祭りYOYO'S（30）                                         |                           |                 |
| 566    | 10月9日  | お祭りYOYO'S（31）                                         |                           |                 |
| 567    | 10月16日 | お祭りYOYO'S（32）                                         |                           |                 |
| 568    | 10月23日 | お祭りYOYO'S 1×8嬉寿楽禿慶まつり（1）                      |                           |                 |
| 569    | 10月30日 | お祭りYOYO'S 1×8嬉寿楽禿慶まつり（2）                      |                           |                 |
| 570    | 11月6日  | お祭りYOYO'S 1×8嬉寿楽禿慶まつり（3）                      |                           |                 |
| 571    | 11月13日 | 木村聖誕祭2011（1）                                        | フラワーショップ木村（1） |                 |
| 572    | 11月20日 | 木村聖誕祭2011（2）                                        | フラワーショップ木村（2） |                 |
| 573    | 11月27日 | 木村聖誕祭2011（3）                                        | フラワーショップ木村（3） |                 |
| 574    | 12月4日  | 木村聖誕祭2011・番外編 木村を本当の沖縄ツアーへ            |                           |                 |
| 575    | 12月25日 | 1×8いこうよ!&ブギウギ専務 STVバラエティ Xmas合体スペシャル |                           | 2時間スペシャル |

### 2012年
| 2012年 | 2012年   | 2012年                                          | 2012年                        | 2012年          |
| 回数   | 放送日   | 企画内容                                        | 小型トーク                    | 備考            |
| ------ | -------- | ----------------------------------------------- | ----------------------------- | --------------- |
| 576    | 1月8日   | 大人の社会見学 リサイクル工場（1）              |                               |                 |
| 577    | 1月15日  | 大人の社会見学 リサイクル工場（2）              |                               |                 |
| 578    | 1月29日  | 1×8二人三脚 “絆”の定山渓温泉湯けむりツアー（1） | フラワーショップ木村（4）     |                 |
| 579    | 2月5日   | 1×8二人三脚 “絆”の定山渓温泉湯けむりツアー（2） |                               |                 |
| 580    | 2月12日  | 1×8旅の達人2012 ロンドン（1）                   |                               |                 |
| 581    | 2月19日  | 1×8旅の達人2012 ロンドン（2）                   |                               |                 |
| 582    | 2月26日  | 1×8旅の達人2012 ロンドン（3）                   |                               |                 |
| 583    | 3月4日   | 1×8教育研究所2012（1）                          |                               |                 |
| 584    | 3月18日  | 1×8教育研究所2012（2）                          |                               |                 |
| 585    | 3月25日  | 1×8教育研究所2012（3）                          |                               |                 |
| 586    | 4月1日   | 1×8教育研究所2012（4）                          |                               |                 |
| 587    | 4月8日   | 1×8教育研究所2012（5）                          |                               |                 |
| 588    | 4月15日  | 1×8教育研究所2012（6）                          | BAR木村（1）                  |                 |
| 589    | 4月22日  | 1×8教育研究所2012（7）                          | BAR木村（2）                  |                 |
| 590    | 4月29日  | 1×8教育研究所2012（8）                          |                               |                 |
| 591    | 5月6日   | 1×8教育研究所2012（9）                          | BAR木村（3）                  |                 |
| 592    | 5月13日  | 1×8教育研究所2012（10）                         | BAR木村（4）                  |                 |
| 593    | 5月20日  | 1×8教育研究所2012（11）                         | BAR木村（5）                  |                 |
| 594    | 5月27日  | 1×8教育研究所2012（12）                         |                               |                 |
| 595    | 6月10日  | 1×8宇宙開発局（1）                              | BAR木村（6）                  |                 |
| 596    | 6月17日  | 1×8宇宙開発局（2）                              |                               |                 |
| 597    | 6月24日  | 1×8宇宙開発局（3）                              |                               |                 |
| 598    | 7月1日   | 1×8宇宙開発局（4）                              | BAR木村（7）                  |                 |
| 599    | 7月8日   | 1×8宇宙開発局（5）                              |                               |                 |
| 600    | 7月15日  | 放送600回記念 最高峰・旭岳登山（1）             |                               |                 |
| 601    | 7月22日  | 放送600回記念 最高峰・旭岳登山（2）             |                               |                 |
| 602    | 7月29日  | 放送600回記念 最高峰・旭岳登山（3）             |                               |                 |
| 603    | 8月5日   | 1×8宇宙開発局（6）                              | BAR木村（8）                  |                 |
| 604    | 8月12日  | 1×8宇宙開発局（7）                              |                               |                 |
| 605    | 8月19日  | 1×8宇宙開発局（8）                              | バッティングセンター木村（1） |                 |
| 606    | 9月2日   | 1×8宇宙開発局（9）                              | バッティングセンター木村（2） |                 |
| 607    | 9月9日   | 1×8宇宙開発局（10）                             |                               |                 |
| 608    | 9月16日  | 1×8宇宙開発局（11）                             | バッティングセンター木村（3） |                 |
| 609    | 9月23日  | 1×8宇宙開発局（12）                             |                               |                 |
| 610    | 9月30日  | 1×8宇宙開発局（13）                             |                               |                 |
| 611    | 10月7日  | 1×8宇宙開発局（14）                             |                               |                 |
| 612    | 10月14日 | 1×8宇宙開発局（15）                             | バッティングセンター木村（4） |                 |
| 613    | 10月21日 | 1×8宇宙開発局（16）                             | バッティングセンター木村（5） |                 |
| 614    | 10月28日 | 1×8宇宙開発局（17）                             |                               |                 |
| 615    | 11月4日  | 53rd 木村聖誕祭〜洋二を男に!〜（1）             |                               |                 |
| 616    | 11月11日 | 53rd 木村聖誕祭〜洋二を男に!〜（2）             |                               |                 |
| 617    | 11月18日 | 53rd 木村聖誕祭〜洋二を男に!〜（3）             |                               |                 |
| 618    | 11月25日 | 大人の社会見学 海上保安庁（1）                  |                               |                 |
| 619    | 12月2日  | 大人の社会見学 海上保安庁（2）                  |                               |                 |
| 620    | 12月23日 | これをやらずに年を越せるかスペシャル            |                               | 1時間スペシャル |

### 2013年
| 2013年 | 2013年   | 2013年                                                   | 2013年         | 2013年          |
| 回数   | 放送日   | 企画内容                                                 | 小型トーク     | 備考            |
| ------ | -------- | -------------------------------------------------------- | -------------- | --------------- |
| 621    | 1月6日   | 大人の社会見学 巨大お菓子工場（1）                       |                |                 |
| 622    | 1月13日  | 大人の社会見学 巨大お菓子工場（2）                       |                |                 |
| 623    | 1月20日  | 大泉の新ドラマ「シェアハウスの恋人」撮影現場に木村が潜入 |                |                 |
| 624    | 1月27日  | 無差別オーディション2013 1×8スター誕生（1）              |                |                 |
| 625    | 2月10日  | 無差別オーディション2013 1×8スター誕生（2）              |                |                 |
| 626    | 2月17日  | 無差別オーディション2013 1×8スター誕生（3）              |                |                 |
| 627    | 2月24日  | 無差別オーディション2013 1×8スター誕生（4）              |                |                 |
| 628    | 3月3日   | 無差別オーディション2013 1×8スター誕生（5）              |                |                 |
| 629    | 3月17日  | 無差別オーディション2013 1×8スター誕生（6）              |                |                 |
| 630    | 3月24日  | 無差別オーディション2013 1×8スター誕生（7）              |                |                 |
| 631    | 3月31日  | 無差別オーディション2013 1×8スター誕生（8）              |                |                 |
| 632    | 4月7日   | 無差別オーディション2013 1×8スター誕生（9）              |                |                 |
| 633    | 4月14日  | 無差別オーディション2013 1×8スター誕生（10）             | 清掃員木村（1) |                 |
| 634    | 4月21日  | 大人の社会見学 新千歳空港（1）                           | 清掃員木村（2) |                 |
| 635    | 4月28日  | 大人の社会見学 新千歳空港（2）                           | 清掃員木村（3) |                 |
| 636    | 5月5日   | 大人の社会見学 新千歳空港（3）                           |                |                 |
| 637    | 5月12日  | 1×8林業振興課（1）                                       | 清掃員木村（4) |                 |
| 638    | 5月19日  | 1×8林業振興課（2）                                       | 清掃員木村（5) |                 |
| 639    | 5月26日  | 1×8林業振興課（3）                                       |                |                 |
| 640    | 6月2日   | 1×8林業振興課（4）                                       |                |                 |
| 641    | 6月9日   | 1×8林業振興課（5）                                       |                |                 |
| 642    | 6月23日  | 1×8林業振興課（6）                                       |                |                 |
| 643    | 6月30日  | 1×8林業振興課（7）                                       |                |                 |
| 644    | 7月7日   | 1×8林業振興課（8）                                       |                |                 |
| 645    | 7月14日  | 1×8林業振興課（9）                                       |                |                 |
| 646    | 7月21日  | 1×8林業振興課（10）                                      |                |                 |
| 647    | 7月28日  | 1×8林業振興課（11）                                      |                |                 |
| 648    | 8月4日   | 1×8林業振興課（12）                                      |                |                 |
| 649    | 8月18日  | 1×8林業振興課（13）                                      |                |                 |
| 650    | 9月1日   | 1×8林業振興課（14）                                      |                |                 |
| 651    | 9月8日   | 1×8林業振興課（15）                                      |                |                 |
| 652    | 9月15日  | 1×8林業振興課（16）                                      |                |                 |
| 653    | 9月22日  | 1×8林業振興課（17）                                      |                |                 |
| 654    | 9月29日  | 1×8林業振興課（18）                                      |                |                 |
| 655    | 10月6日  | 1×8林業振興課（19）                                      |                |                 |
| 656    | 10月13日 | 1×8林業振興課（20）                                      |                |                 |
| 657    | 10月20日 | 1×8林業振興課（21）                                      |                |                 |
| 658    | 10月27日 | 1×8林業振興課（22）                                      |                |                 |
| 659    | 11月3日  | 1×8林業振興課（23）                                      |                |                 |
| 660    | 11月10日 | 1×8林業振興課（24）                                      |                |                 |
| 661    | 11月17日 | 54th木村聖誕祭 流行にちなんだおもてなし（1）             |                |                 |
| 662    | 11月24日 | 54th木村聖誕祭 流行にちなんだおもてなし（2）             |                |                 |
| 663    | 12月1日  | 54th木村聖誕祭 流行にちなんだおもてなし（3）             |                |                 |
| 664    | 12月8日  | 大人の社会見学 札幌市交通局（1）                         |                |                 |
| 665    | 12月15日 | 大人の社会見学 札幌市交通局（2）                         |                |                 |
| 666    | 12月22日 | 大人の社会見学 札幌市交通局（3）                         |                |                 |
| 667    | 12月29日 | 2013年末拡大版 YOYO'Sは見た!みらいの北海道スペシャル     |                | 1時間スペシャル |

### 2014年
| 2014年 | 2014年   | 2014年                                                      | 2014年        | 2014年 |
| 回数   | 放送日   | 企画内容                                                    | 小型トーク    | 備考   |
| ------ | -------- | ----------------------------------------------------------- | ------------- | ------ |
| 668    | 1月12日  | 1×8職業訓練所 ブライダル業界（1）                           |               |        |
| 669    | 1月19日  | 1×8職業訓練所 ブライダル業界（2）                           | 木村寿司（1)  |        |
| 670    | 1月26日  | 1×8職業訓練所 ブライダル業界（3）                           | 木村寿司（2)  |        |
| 671    | 2月2日   | 1×8職業訓練所 ブライダル業界（4）                           |               |        |
| 672    | 2月9日   | 1×8ソチ応援団（1）                                          |               |        |
| 673    | 2月16日  | 1×8ソチ応援団（2）                                          |               |        |
| 674    | 2月23日  | 1×8ソチ応援団（3）                                          |               |        |
| 675    | 3月2日   | 洋二のトラウマ払拭ツアーinパラオ（1） 波乱の幕開け          |               |        |
| 676    | 3月16日  | 洋二のトラウマ払拭ツアーinパラオ（2） コウモリ&散策編       | 木村寿司（4)  |        |
| 677    | 3月23日  | 洋二のトラウマ払拭ツアーinパラオ（3） 散策&ロックアイランド | 木村寿司（5)  |        |
| 678    | 4月6日   | 洋二のトラウマ払拭ツアーinパラオ（4） ミルキーウェイ&クラゲ | 木村寿司（6)  |        |
| 679    | 4月13日  | 洋二のトラウマ払拭ツアーinパラオ（5） クラゲ&ダイビング     | 木村寿司（7)  |        |
| 680    | 4月20日  | 洋二のトラウマ払拭ツアーinパラオ（6） 洋二、トラウマ克服    |               |        |
| 681    | 4月27日  | 洋二のトラウマ払拭ツアーinパラオ（7） 最後の夜に洋二大噴火  |               |        |
| 682    | 5月4日   | 1×8旅の達人 ブラジル（1）                                   | 木村寿司（8)  |        |
| 683    | 5月11日  | 1×8旅の達人 ブラジル（2）                                   |               |        |
| 684    | 5月18日  | 1×8旅の達人 ブラジル（3）                                   |               |        |
| 685    | 5月25日  | 北海道の町工場応援プロジェクト 進め!メカ洋二（1）           |               |        |
| 686    | 6月1日   | 北海道の町工場応援プロジェクト 進め!メカ洋二（2）           |               |        |
| 687    | 6月8日   | 北海道の町工場応援プロジェクト 進め!メカ洋二（3）           |               |        |
| 688    | 6月15日  | 北海道の町工場応援プロジェクト 進め!メカ洋二（4）           |               |        |
| 689    | 6月22日  | 北海道の町工場応援プロジェクト 進め!メカ洋二（5）           | 木村ジム（1)  |        |
| 690    | 6月29日  | 北海道の町工場応援プロジェクト 進め!メカ洋二（6）           | 木村ジム（2)  |        |
| 691    | 7月6日   | 北海道の町工場応援プロジェクト 進め!メカ洋二（7）           |               |        |
| 692    | 7月13日  | 北海道の町工場応援プロジェクト 進め!メカ洋二（8）           | 木村ジム（3)  |        |
| 693    | 7月20日  | 北海道の町工場応援プロジェクト 進め!メカ洋二（9）           | 木村ジム（4)  |        |
| 694    | 7月27日  | 北海道の町工場応援プロジェクト 進め!メカ洋二（10）          |               |        |
| 695    | 8月3日   | 北海道の町工場応援プロジェクト 進め!メカ洋二（11）          | 木村ジム（5） |        |
| 696    | 8月10日  | 北海道の町工場応援プロジェクト 進め!メカ洋二（12）          | 木村ジム（6） |        |
| 697    | 8月17日  | 北海道の町工場応援プロジェクト 進め!メカ洋二（13）          |               |        |
| 698    | 8月24日  | 北海道の町工場応援プロジェクト 進め!メカ洋二（14）          | 木村ジム（7） |        |
| 699    | 9月7日   | 700回記念 本厄大泉洋・世界遺産熊野古道厄払いツアー（1）     |               |        |
| 700    | 9月14日  | 700回記念 本厄大泉洋・世界遺産熊野古道厄払いツアー（2）     |               |        |
| 701    | 9月21日  | 700回記念 本厄大泉洋・世界遺産熊野古道厄払いツアー（3）     |               |        |
| 702    | 9月28日  | 700回記念 本厄大泉洋・世界遺産熊野古道厄払いツアー（4）     |               |        |
| 703    | 10月5日  | 700回記念 本厄大泉洋・世界遺産熊野古道厄払いツアー（5）     |               |        |
| 704    | 10月12日 | 700回記念 本厄大泉洋・世界遺産熊野古道厄払いツアー（6）     |               |        |
| 705    | 10月19日 | 700回記念 本厄大泉洋・世界遺産熊野古道厄払いツアー（7）     |               |        |
| 706    | 10月26日 | 祝55歳!木村洋二聖誕祭（1）                                  |               |        |
| 707    | 11月2日  | 祝55歳!木村洋二聖誕祭（2）                                  |               |        |
| 708    | 11月9日  | 祝55歳!木村洋二聖誕祭（3）                                  |               |        |
| 709    | 11月16日 | 祝55歳!木村洋二聖誕祭（4）                                  |               |        |
| 710    | 11月23日 | 北海道の町工場応援プロジェクト 進め!メカ洋二（15）          |               |        |
| 711    | 11月30日 | 北海道の町工場応援プロジェクト 進め!メカ洋二（16）          |               |        |
| 712    | 12月7日  | 北海道の町工場応援プロジェクト 進め!メカ洋二（17）          |               |        |
| 713    | 12月14日 | 北海道の町工場応援プロジェクト 進め!メカ洋二（18）          |               |        |

### 2015年
| 2015年 | 2015年   | 2015年                                                              | 2015年                        |
| 回数   | 放送日   | 企画内容                                                            | 備考                          |
| ------ | -------- | ------------------------------------------------------------------- | ----------------------------- |
| 714    | 1月11日  | 北海道の町工場応援プロジェクト 進め!メカ洋二（19）                  |                               |
| 715    | 1月18日  | 北海道の町工場応援プロジェクト 進め!メカ洋二（20）                  |                               |
| 716    | 1月25日  | 15周年突入イヤー!めざせ15%!高視聴率を獲るぞツアーin沖縄（1）        |                               |
| 717    | 2月1日   | 15周年突入イヤー!めざせ15%!高視聴率を獲るぞツアーin沖縄（2）        |                               |
| 718    | 2月8日   | 15周年突入イヤー!めざせ15%!高視聴率を獲るぞツアーin沖縄（3）        |                               |
| 719    | 2月15日  | 15周年突入イヤー!めざせ15%!高視聴率を獲るぞツアーin沖縄（4）        |                               |
| 720    | 2月22日  | 15周年突入イヤー!めざせ15%!高視聴率を獲るぞツアーin沖縄（5）        |                               |
| 721    | 3月1日   | 15周年突入イヤー!めざせ15%!高視聴率を獲るぞツアーin沖縄（6）        |                               |
| 722    | 3月8日   | 15周年突入イヤー!めざせ15%!高視聴率を獲るぞツアーin沖縄（7）        |                               |
| 723    | 3月15日  | 15周年突入イヤー!めざせ15%!高視聴率を獲るぞツアーin沖縄（8）        |                               |
| 724    | 3月22日  | アダルトYOYO'Sへの道 パイロットになろう!（1）                       |                               |
| 725    | 4月5日   | アダルトYOYO'Sへの道 パイロットになろう!（2）                       |                               |
| 725    | 4月5日   | 高視聴率を獲るぞツアーin沖縄 果たして視聴率15%は獲れたのか?徹底検証 |                               |
| 726    | 4月12日  | アダルトYOYO'Sへの道 パイロットになろう!（3）                       |                               |
| 726    | 4月12日  | 高視聴率を獲るぞツアーin沖縄 果たして視聴率15%は獲れたのか?徹底検証 |                               |
| 727    | 4月19日  | 1×8 Discovery 北海道の魚醤（1）                                     |                               |
| 728    | 4月26日  | 1×8 Discovery 北海道の魚醤（2）                                     |                               |
| 729    | 5月3日   | アダルトYOYO'Sへの道 浅草でお座敷遊び（1）                          |                               |
| 730    | 5月10日  | アダルトYOYO'Sへの道 浅草でお座敷遊び（2）                          |                               |
| 731    | 5月17日  | アダルトYOYO'Sへの道 浅草でお座敷遊び（3）                          |                               |
| 732    | 5月24日  | アダルトYOYO'Sへの道 浅草でお座敷遊び（4）                          |                               |
| 733    | 5月31日  | 1×8 Discovery 北海道の魚醤（3）                                     |                               |
| 734    | 6月7日   | 1×8 Discovery 北海道の魚醤（4）                                     |                               |
| 735    | 6月14日  | アダルトYOYO'Sへの道 パイロットになろう!（4）                       |                               |
| 736    | 6月21日  | アダルトYOYO'Sへの道 パイロットになろう!（5）                       |                               |
| 737    | 6月28日  | 1×8 Discovery 北海道の魚醤（5）                                     |                               |
| 738    | 7月5日   | 1×8 Discovery 北海道の魚醤（6）                                     |                               |
| 739    | 7月12日  | 1×8 Discovery 北海道の魚醤（7）                                     |                               |
| 740    | 7月19日  | アダルトYOYO'Sへの道 大人の盆栽入門（1）                            |                               |
| 741    | 7月26日  | アダルトYOYO'Sへの道 大人の盆栽入門（2）                            |                               |
| 742    | 8月2日   | 1×8 Discovery 北海道の深海（1）                                     |                               |
| 743    | 8月9日   | 1×8 Discovery 北海道の深海（2）                                     |                               |
| 744    | 8月16日  | 大人の社会見学 製氷工場（1）                                        |                               |
| 745    | 8月30日  | 大人の社会見学 製氷工場（2）                                        |                               |
| 746    | 9月6日   | 大人の社会見学 製氷工場（3）                                        |                               |
| 747    | 9月13日  | 洋二が洋の休日をコーディネートin福岡（1）                           |                               |
| 748    | 9月20日  | 洋二が洋の休日をコーディネートin福岡（2）                           |                               |
| 749    | 9月27日  | 洋二が洋の休日をコーディネートin福岡（3）                           |                               |
| 750    | 10月4日  | 洋二が洋の休日をコーディネートin福岡（4）                           |                               |
| 751    | 10月11日 | 15周年記念DVD発売スペシャル!（1）                                   |                               |
| 752    | 10月18日 | 15周年記念DVD発売スペシャル!（2）                                   |                               |
| 753    | 10月25日 | 56th木村聖誕祭 洋二の青春プレイバック（1）                          |                               |
| 754    | 11月1日  | 56th木村聖誕祭 洋二の青春プレイバック（2）                          |                               |
| 755    | 11月8日  | 56th木村聖誕祭 洋二の青春プレイバック（3）                          |                               |
| 756    | 11月15日 | 56th木村聖誕祭 洋二の青春プレイバック（4）                          |                               |
| 757    | 11月22日 | 56th木村聖誕祭 洋二の青春プレイバック（5）                          |                               |
| 757    | 11月22日 | 1×8職業訓練所2015 看護師（1）                                       |                               |
| 758    | 11月29日 | 1×8職業訓練所2015 看護師（2）                                       |                               |
| 759    | 12月6日  | 1×8職業訓練所2015 看護師（3）                                       |                               |
| 760    | 12月27日 | 15周年総ざらいスペシャル〜ココが変だよYOYO'S〜                      | 15:30 - 16:25の55分スペシャル |

### 2018年
| 2018年 | 2018年   | 2018年                                                                   | 2018年     | 2018年 |
| 回数   | 放送日   | 企画内容                                                                 | 進行役     | 備考 |
| ------ | -------- | ------------------------------------------------------------------------ | ---------- | --- |
| 846    | 1月7日   | 1×8職業訓練所 警察官（4）                                                | 村雨美紀   | |
| 847    | 1月14日  | 1×8鍋奉行2018（1）                                                       | 小笠原舞子 | |
| 848    | 1月21日  | 1×8鍋奉行2018（2）                                                       | 小笠原舞子 | |
| 849    | 1月28日  | 帯広はじめて物語（1）                                                    | 村雨美紀   | |
| 850    | 2月4日   | 帯広はじめて物語（2）                                                    | 村雨美紀   | |
| 851    | 2月11日  | 帯広はじめて物語（3）                                                    | 村雨美紀   | |
| 852    | 2月18日  | 帯広はじめて物語（4）                                                    | 村雨美紀   | |
| 852    | 2月18日  | 大泉の休日をでら豪華にプロデュース どえりゃ～派手派手ツアーin名古屋（1） | 林美玖     | |
| 853    | 2月25日  | 大泉の休日をでら豪華にプロデュース どえりゃ～派手派手ツアーin名古屋（2） | 林美玖     | この放送で木村が復帰 大泉にはサプライズであり、木村の姿が見えたことで号泣。 それを見て林がもらい泣きした。 |
| 854    | 3月4日   | 大泉の休日をでら豪華にプロデュース どえりゃ～派手派手ツアーin名古屋（3） | 林美玖     | |
| 855    | 3月11日  | 大泉の休日をでら豪華にプロデュース どえりゃ～派手派手ツアーin名古屋（4） | 林美玖     | |
| 856    | 3月18日  | 大泉の休日をでら豪華にプロデュース どえりゃ～派手派手ツアーin名古屋（5） | 林美玖     | |
| 857    | 3月25日  | 1×8旅の達人 ロシア編（1）                                                | 大家彩香   | |
| 858    | 4月8日   | 1×8旅の達人 ロシア編（2）                                                | 大家彩香   | |
| 859    | 4月15日  | 1×8旅の達人 ロシア編（3）                                                | 大家彩香   | |
| 860    | 4月22日  | 1×8肉奉行（1）                                                           | 小笠原舞子 | |
| 861    | 5月6日   | 1×8肉奉行（2）                                                           | 小笠原舞子 | |
| 862    | 5月13日  | 1×8肉奉行（3）                                                           | 小笠原舞子 | |
| 862    | 5月13日  | 大殺界なんて吹き飛ばせ!本気で開運ツアー（1）                             | 大慈弥レイ | |
| 863    | 5月20日  | 大殺界なんて吹き飛ばせ!本気で開運ツアー（2）                             | 大慈弥レイ | |
| 864    | 5月27日  | 大殺界なんて吹き飛ばせ!本気で開運ツアー（3）                             | 大慈弥レイ | |
| 865    | 6月3日   | 大殺界なんて吹き飛ばせ!本気で開運ツアー（4）                             | 大慈弥レイ | |
| 866    | 6月10日  | 目指せNo.1 大泉洋好感度倍増プロジェクト(1)                               | 大家彩香   | |
| 867    | 6月17日  | 目指せNo.1 大泉洋好感度倍増プロジェクト（2）                             | 大家彩香   | |
| 868    | 6月24日  | 目指せNo.1 大泉洋好感度倍増プロジェクト（3）                             | 大家彩香   | |
| 869    | 7月1日   | 1×8サマー2018 in 小樽（1）                                               | 村雨美紀   | |
| 870    | 7月15日  | 1×8サマー2018 in 小樽（2）                                               | 村雨美紀   | |
| 871    | 7月22日  | 1×8サマー2018 in 小樽（3）                                               | 村雨美紀   | |
| 872    | 8月5日   | 「大泉洋の驚きジャパン2」先どりスペシャル                                | 大家彩香   | |
| 873    | 8月12日  | 「大泉洋の驚きジャパン２」未公開スペシャル（1）                          | 大家彩香   | |
| 874    | 8月19日  | 「大泉洋の驚きジャパン２」未公開スペシャル（2）                          | 大家彩香   | |
| 875    | 9月2日   | 1×8旅の達人 インド編（1）                                                | 大家彩香   | |
| 876    | 9月9日   | 1×8旅の達人 インド編（2）                                                | 大家彩香   | |
| 877    | 9月16日  | 1×8旅の達人 インド編（3）                                                | 大家彩香   | |
| 878    | 9月23日  | 1×8フカボリ探検隊 北広島市編（1）                                        | 大家彩香   | |
| 879    | 9月30日  | 1×8フカボリ探検隊 北広島市編（2）                                        | 大家彩香   | |
| 880    | 10月7日  | 1×8フカボリ探検隊 北広島市編（3）                                        | 大家彩香   | |
| 881    | 10月14日 | 1×8フカボリ探検隊 北広島市編（4）                                        | 大家彩香   | |
| 882    | 10月21日 | 1×8オータム（1）                                                         | 村雨美紀   | |
| 883    | 10月28日 | 1×8オータム（2）                                                         | 村雨美紀   | |
| 884    | 11月4日  | 1×8オータム（3）                                                         | 村雨美紀   | |
| 884    | 11月4日  | 57～59th 木村聖誕祭（1）                                                 | 大家彩香   | |
| 885    | 11月11日 | 57～59th 木村聖誕祭（2）                                                 | 大家彩香   | |
| 886    | 11月18日 | 57～59th 木村聖誕祭（3）                                                 | 大家彩香   | |
| 887    | 11月25日 | 57～59th 木村聖誕祭（4）                                                 | 大家彩香   | |
| 888    | 12月2日  | 1×8ノスタルジア（1）                                                     | 小笠原舞子 | |
| 889    | 12月9日  | 1×8ノスタルジア（2）                                                     | 小笠原舞子 | |
| 890    | 12月16日 | 1×8ノスタルジア（3）                                                     | 小笠原舞子 | |
| 891    | 12月23日 | 記録と激動の2018 1×8衝撃ニュース                                         | 大家彩香   | |

### 2019年
| 2019年 | 2019年   | 2019年                                                   | 2019年             | 2019年                                                                                         |
| 回数   | 放送日   | 企画内容                                                 | 進行役             | 備考                                                                                           |
| ------ | -------- | -------------------------------------------------------- | ------------------ | ---------------------------------------------------------------------------------------------- |
| 892    | 1月6日   | 1×8流七福神めぐり（1）                                   | 大家彩香           |                                                                                                |
| 893    | 1月13日  | 1×8流七福神めぐり（2）                                   | 大家彩香           |                                                                                                |
| 894    | 1月20日  | 1×8フカボリ探検隊 余市町編（1）                          | 大慈弥レイ         |                                                                                                |
| 895    | 1月27日  | 1×8フカボリ探検隊 余市町編（2）                          | 大慈弥レイ         |                                                                                                |
| 896    | 2月3日   | 1×8フカボリ探検隊 余市町編（3）                          | 大慈弥レイ         |                                                                                                |
| 897    | 2月10日  | 1×8ノスタルジア（1）                                     | 大家彩香           |                                                                                                |
| 898    | 2月17日  | 1×8ノスタルジア（2）                                     | 大家彩香           |                                                                                                |
| 899    | 2月24日  | 1×8ノスタルジア（3）                                     | 大家彩香           |                                                                                                |
| 900    | 3月3日   | 祝!放送20年目で900回目を迎えちゃいましたスペシャル!（1） | 大家彩香           |                                                                                                |
| 901    | 3月10日  | 祝!放送20年目で900回目を迎えちゃいましたスペシャル!（2） | 大家彩香           |                                                                                                |
| 901    | 3月10日  | １×８慰安旅行inハワイ直前予習編（1）                     | 大家彩香           |                                                                                                |
| 902    | 3月17日  | 1×8慰安旅行inハワイ直前予習編（2）                       | 大家彩香           |                                                                                                |
| 903    | 3月24日  | 1×8慰安旅行inハワイ直前予習編（3）                       | 大家彩香           |                                                                                                |
| 903    | 3月24日  | 1×8慰安旅行inハワイ（1）                                 | 大家彩香           |                                                                                                |
| 904    | 3月31日  | 1×8慰安旅行inハワイ（2）                                 | 大家彩香           |                                                                                                |
| 905    | 4月7日   | 1×8慰安旅行inハワイ（3）                                 | 大家彩香           |                                                                                                |
| 906    | 4月14日  | 1×8慰安旅行inハワイ（4）                                 | 大家彩香           |                                                                                                |
| 907    | 4月21日  | 1×8慰安旅行inハワイ（5）                                 | 大家彩香           |                                                                                                |
| 908    | 4月28日  | 1×8慰安旅行inハワイ（6）                                 | 大家彩香 →木村洋二 |                                                                                                |
| 909    | 5月5日   | 1×8慰安旅行inハワイ（7）                                 | 木村洋二           |                                                                                                |
| 910    | 5月12日  | 全国に誇れ!北海道の新ジョーシキ（1）                     | 大家彩香           |                                                                                                |
| 911    | 5月26日  | 全国に誇れ!北海道の新ジョーシキ（2）                     | 大家彩香           |                                                                                                |
| 912    | 6月2日   | 全国に誇れ!北海道の新ジョーシキ（3）                     | 大家彩香 →木村洋二 |                                                                                                |
| 913    | 6月9日   | 1×8開拓スピリッツ（1）                                   | 久保朱莉           |                                                                                                |
| 914    | 6月16日  | 1×8開拓スピリッツ（2）                                   | 久保朱莉           |                                                                                                |
| 915    | 6月23日  | 1×8開拓スピリッツ（3）                                   | 久保朱莉           |                                                                                                |
| 916    | 7月7日   | 1×8開拓スピリッツ（4）                                   | 久保朱莉           |                                                                                                |
| 916    | 7月7日   | 1×8的趣味のススメ（1）                                   | 西尾優希           |                                                                                                |
| 917    | 7月14日  | 1×8的趣味のススメ（2）                                   | 西尾優希           |                                                                                                |
| 918    | 7月28日  | 1×8的趣味のススメ（3）                                   | 西尾優希 →木村洋二 |                                                                                                |
| 919    | 8月11日  | 1×8 SUMMER 2018 in 千歳・恵庭（1）                       | 大家彩香           |                                                                                                |
| 920    | 8月18日  | 1×8 SUMMER 2018 in 千歳・恵庭（2）                       | 大家彩香           |                                                                                                |
| 921    | 9月1日   | 1×8 SUMMER 2018 in 千歳・恵庭（1）                       | 大家彩香           |                                                                                                |
| 922    | 9月15日  | 1×8フカボリ探検隊 白老町編（1）                          | 大家彩香           |                                                                                                |
| 923    | 10月6日  | 1×8フカボリ探検隊 白老町編（2）                          | 大家彩香           |                                                                                                |
| 924    | 10月13日 | 1×8フカボリ探検隊 白老町編（3）                          | 大家彩香           |                                                                                                |
| 925    | 10月27日 | 木村聖誕祭 前夜祭                                        | 大家彩香           | ラグビーワールドカップ2019準決勝ウェールズ×南アフリカ戦放送により15分早い16:40 - 17:10での放送 |
| 926    | 11月3日  | 60th 木村聖誕祭（1）                                     | 大家彩香           |                                                                                                |
| 927    | 11月10日 | 60th 木村聖誕祭（2）                                     | 大家彩香           |                                                                                                |
| 928    | 11月17日 | 60th 木村聖誕祭（3）                                     | 大家彩香           |                                                                                                |
| 929    | 11月24日 | 60th 木村聖誕祭（4）                                     | 大家彩香           |                                                                                                |
| 930    | 12月1日  | 北海道｢食｣の最前線（1）                                  | 佐々木美波         |                                                                                                |
| 931    | 12月8日  | 北海道｢食｣の最前線（2）                                  | 佐々木美波         |                                                                                                |
| 932    | 12月15日 | 北海道｢食｣の最前線（3）                                  | 佐々木美波         |                                                                                                |
| 933    | 12月22日 | 光と陰の総決算2019                                       | 大家彩香           |                                                                                                |

### 2020年
| 2020年 | 2020年   | 2020年                                                                  | 2020年           | 2020年                                                 | 2020年                          |
| 回数   | 放送日   | 企画内容                                                                | 進行役           | 20周年特別企画 あの日あの時YOYO’S                      | 備考                            |
| ------ | -------- | ----------------------------------------------------------------------- | ---------------- | ------------------------------------------------------ | ------------------------------- |
| 934    | 1月12日  | でっかくいこうよ!2020（1）                                              | 大家彩香         | 開始前                                                 |                                 |
| 935    | 1月19日  | でっかくいこうよ!2020（2）                                              | 大家彩香         | 開始前                                                 |                                 |
| 936    | 1月26日  | でっかくいこうよ!2020（3）                                              | 大家彩香         | 開始前                                                 |                                 |
| 937    | 2月2日   | 「大泉物産展への道」放送記念!1×8グルメ祭り（1）                         | 大家彩香         | 開始前                                                 |                                 |
| 938    | 2月9日   | 「大泉物産展への道」放送記念!1×8グルメ祭り（2）                         | 大家彩香         | 開始前                                                 |                                 |
| 939    | 2月16日  | 「大泉物産展への道」放送記念!1×8グルメ祭り1×8（3）                      | 大家彩香         | 開始前                                                 |                                 |
| 939    | 2月16日  | 「大泉物産展への道」放送直前見どころ大公開                              | 大家彩香         | 開始前                                                 |                                 |
| 940    | 2月22日  | 「大泉物産展への道」未公開SP（1）                                       | 大家彩香         | 開始前                                                 |                                 |
| 941    | 3月1日   | 「大泉物産展への道」未公開SP（2）                                       | 大家彩香         | 開始前                                                 |                                 |
| 942    | 3月8日   | 1×8 北の匠列伝（1）                                                     | 大家彩香         | 開始前                                                 |                                 |
| 943    | 3月15日  | 1×8 北の匠列伝（2）                                                     | 大家彩香         | 開始前                                                 |                                 |
| 944    | 3月29日  | 1×8 北の匠列伝（3）                                                     | 大家彩香         | 開始前                                                 |                                 |
| 945    | 4月5日   | 北海道の「食」最前線 北のハイグレード食材（1）                          | 大家彩香         | 「素敵な制服で北海道を元気に」 （2002年4月 - 7月放送） |                                 |
| 946    | 4月12日  | 北海道の「食」最前線 北のハイグレード食材（2）                          | 大家彩香         | 「1×8旅の達人中国・東南アジア周遊」 （2001年4月放送）  |                                 |
| 947    | 4月19日  | 北海道の「食」最前線 北のハイグレード食材（3）                          | 大家彩香         | 「後継者を発掘!YOYO’Sジュニア」 （2005年5月放送）      |                                 |
| 948    | 4月26日  | 東京ベイゾーン 超先取り観光（1）                                        | 大家彩香         | 「国際コメ大使・海外視察in韓国」 （2004年6月放送）     |                                 |
| 949    | 5月3日   | 東京ベイゾーン 超先取り観光（2）                                        | 大家彩香         | 「1×8観光組合 大絶叫クイズ」 （2005年7月放送）         |                                 |
| 950    | 5月17日  | 東京ベイゾーン 超先取り観光（3）                                        | 大家彩香         | 「1×8教育研究所 出前授業in美唄市」 （2004年9月放送）   |                                 |
| 951    | 5月24日  | 時空横断 1×8ウルトラクイズ（1）                                         | 番組ディレクター | 放送なし                                               | この回より大泉がリモート出演に  |
| 952    | 5月31日  | 時空横断 1×8ウルトラクイズ（2）                                         | 番組ディレクター | 放送なし                                               |                                 |
| 953    | 6月7日   | 時空横断 1×8ウルトラクイズ（3）                                         | 番組ディレクター | 放送なし                                               | VTRで大家彩香・村雨美紀が出演。 |
| 954    | 6月14日  | 目指せ179市町村制覇!全道縁結びテレフォン（1）                           | 大家彩香         | 放送なし                                               |                                 |
| 955    | 6月21日  | 目指せ179市町村制覇!全道縁結びテレフォン（2）                           | 大家彩香         | 放送なし                                               |                                 |
| 956    | 6月28日  | 目指せ179市町村制覇!全道縁結びテレフォン（3） 聞いて!聞いて!YOYO'S（1） | 大家彩香         | 放送なし                                               |                                 |
| 957    | 7月5日   | 1×8 SUMMER リモート（1） 聞いて!聞いて!YOYO'S（2）                      | 大家彩香         | 放送なし                                               |                                 |
| 958    | 7月12日  | 1×8 SUMMER リモート（2）                                                | 大家彩香         | 放送なし                                               |                                 |
| 959    | 7月19日  | 1×8 SUMMER リモート（3）                                                | 大家彩香         | 放送なし                                               |                                 |
| 960    | 7月26日  | 1×8 SUMMER リモート（4）                                                | 大家彩香         | 放送なし                                               |                                 |
| 961    | 8月2日   | 目指せ179市町村制覇!全道縁結びテレフォン（1）                           | 佐々木美波       | 「YOYO’Sファーム 雨竜町で大暴れ」 （2002年7月放送）    |                                 |
| 962    | 8月9日   | 目指せ179市町村制覇!全道縁結びテレフォン（2）                           | 佐々木美波       | 「お祭りYOYO'S 大泉流伝説の作り方」 （2011年8月放送）  |                                 |
| 963    | 8月16日  | 目指せ179市町村制覇!全道縁結びテレフォン(3）                            | 佐々木美波       | 「1×8観光組合 せっかちそば打ち体験」 （2005年7月放送） |                                 |
| 964    | 8月30日  | 目指せ179市町村制覇!全道縁結びテレフォン(4）                            | 佐々木美波       | 「1×8好き嫌い王決定戦」 （2003年3月放送）              |                                 |
| 965    | 9月6日   | 目指せ179市町村制覇!全道縁結びテレフォン(5）                            | 佐々木美波       | 放送なし                                               |                                 |
| 965    | 9月6日   | 第2回時空横断 1×8ウルトラクイズ（1）                                    | 大家彩香         | 放送なし                                               |                                 |
| 966    | 9月13日  | 第2回時空横断 1×8ウルトラクイズ（2）                                    | 大家彩香         | 放送なし                                               |                                 |
| 967    | 9月20日  | 第2回時空横断 1×8ウルトラクイズ（3）                                    | 大家彩香         | 放送なし                                               |                                 |
| 968    | 9月27日  | 1×8オータム（1）                                                        | 大家彩香         | 放送なし                                               | この回より大泉がロケに復帰      |
| 969    | 10月11日 | 1×8オータム（2）                                                        | 大家彩香         | 放送なし                                               |                                 |
| 970    | 10月18日 | 1×8オータム（3）                                                        | 木村洋二         | 放送なし                                               |                                 |
| 971    | 10月25日 | 61st 木村聖誕祭（1）                                                    | 大家彩香         | 放送なし                                               |                                 |
| 972    | 11月1日  | 61st 木村聖誕祭（2）                                                    | 大家彩香         | 放送なし                                               |                                 |
| 973    | 11月8日  | 61st 木村聖誕祭（3）                                                    | 大家彩香         | 放送なし                                               |                                 |
| 974    | 11月15日 | 61st 木村聖誕祭（4）                                                    | 大家彩香         | 放送なし                                               |                                 |
| 974    | 11月15日 | 帰ってきた1×8観光組合in小樽(1）                                         | 大家彩香         | 放送なし                                               |                                 |
| 975    | 11月22日 | 帰ってきた1×8観光組合in小樽（2）                                        | 大家彩香         | 放送なし                                               |                                 |
| 976    | 11月29日 | 帰ってきた1×8観光組合in小樽（3）                                        | 大家彩香         | 放送なし                                               |                                 |
| 977    | 12月6日  | 帰ってきた1×8観光組合in小樽（4）                                        | 大家彩香         | 放送なし                                               |                                 |
| 977    | 12月6日  | 帰ってきた1×8水産業応援プロジェクト（1）                                | 佐々木美波       | 放送なし                                               |                                 |
| 978    | 12月13日 | 帰ってきた1×8水産業応援プロジェクト（2）                                | 佐々木美波       | 放送なし                                               |                                 |
| 979    | 12月20日 | 帰ってきた1×8水産業応援プロジェクト（3）                                | 佐々木美波       | 放送なし                                               |                                 |
| 980    | 12月27日 | 帰ってきた1×8水産業応援プロジェクト（4）                                | 佐々木美波       | 放送なし                                               |                                 |

### 2021年
| 2021年 | 2021年   | 2021年                                                                        | 2021年                     | 2021年                                                                  |
| 回数   | 放送日   | 企画内容                                                                      | 進行役                     | 備考                                                                    |
| ------ | -------- | ----------------------------------------------------------------------------- | -------------------------- | ----------------------------------------------------------------------- |
| 981    | 1月10日  | 1×8ニューイヤー2021（1）                                                      | 大家彩香                   |                                                                         |
| 982    | 1月17日  | 1×8ニューイヤー2021（2）                                                      | 大家彩香                   |                                                                         |
| 983    | 1月24日  | 1×8ニューイヤー2021（3）                                                      | 大家彩香                   |                                                                         |
| 984    | 1月31日  | 新春!!1×8紅白めぐり（1）                                                      | 村雨美紀                   |                                                                         |
| 985    | 2月7日   | 新春!!1×8紅白めぐり（2）                                                      | 村雨美紀                   |                                                                         |
| 986    | 2月14日  | 新春!!1×8紅白めぐり（3）                                                      | 村雨美紀                   |                                                                         |
| 986    | 2月14日  | 1×8豆奉行(1）                                                                 | 村雨美紀                   |                                                                         |
| 987    | 2月21日  | 1×8豆奉行(2）                                                                 | 村雨美紀                   |                                                                         |
| 988    | 2月28日  | 1×8旅の達人 三大大陸編（1）                                                   | 大家彩香                   |                                                                         |
| 989    | 3月7日   | 1×8旅の達人 三大大陸編（2）                                                   | 大家彩香                   |                                                                         |
| 990    | 3月14日  | 1×8旅の達人 三大大陸編（3）                                                   | 大家彩香                   |                                                                         |
| 991    | 3月21日  | 傑作選 プロ野球開幕直前スペシャル 緊急企画 密着!大泉洋始球式（2017年4月放送） | 木村洋二                   | 当初の予定から変更                                                      |
| 992    | 4月4日   | 北のハイグレード食品（1）                                                     | 大家彩香                   |                                                                         |
| 993    | 4月11日  | 北のハイグレード食品（2）                                                     | 大家彩香                   |                                                                         |
| 994    | 4月18日  | 北のハイグレード食品（3）                                                     | 大家彩香                   |                                                                         |
| 995    | 4月25日  | 札幌10区めぐり 白石区編（1）                                                  | 兼子真衣                   |                                                                         |
| 996    | 5月2日   | 札幌10区めぐり 白石区編（2）                                                  | 兼子真衣                   |                                                                         |
| 997    | 5月16日  | 札幌10区めぐり 白石区編（3）                                                  | 兼子真衣                   |                                                                         |
| 998    | 5月23日  | 放送1000回直前!名珍場面総集編（1）                                            | 木村洋二                   |                                                                         |
| 999    | 6月6日   | 放送1000回直前!名珍場面総集編（2）                                            | 木村洋二                   |                                                                         |
| 1000   | 6月13日  | 祝!放送1000回 感謝還元スペシャル（1）                                         | 永井公彦 兼子真衣 西尾優希 |                                                                         |
| 1001   | 6月20日  | 祝!放送1000回 感謝還元スペシャル（2）                                         | 村雨美紀                   |                                                                         |
| 1002   | 6月27日  | 祝!放送1000回 感謝還元スペシャル（3）                                         | 高山幸代 大家彩香 永井公彦 |                                                                         |
| 1003   | 7月4日   | 祝!放送1000回 感謝還元スペシャル（4）                                         | 大家彩香 永井公彦          |                                                                         |
| 1004   | 7月11日  | 祝!放送1000回 感謝還元スペシャル（5）                                         | 大家彩香 永井公彦          |                                                                         |
| 1005   | 7月18日  | 札幌10区めぐり 手稲区編（1）                                                  | 久保明日香                 |                                                                         |
| 1006   | 7月25日  | 札幌10区めぐり 手稲区編（2）                                                  | 久保明日香                 |                                                                         |
| 1007   | 8月8日   | 札幌10区めぐり 手稲区編（3）                                                  | 久保明日香                 |                                                                         |
| 1008   | 8月15日  | 北海道新定番食材さがし（1）                                                   | 大家彩香                   |                                                                         |
| 1009   | 8月29日  | 北海道新定番食材さがし（2）                                                   | 大家彩香                   |                                                                         |
| 1010   | 9月12日  | 北海道新定番食材さがし（3）                                                   | 大家彩香                   |                                                                         |
| 1011   | 9月19日  | アダルトYOYO'Sへの道 能楽編（1）                                              | 大家彩香                   |                                                                         |
| 1012   | 9月26日  | アダルトYOYO'Sへの道 能楽編（2）                                              | 大家彩香                   |                                                                         |
| 1013   | 10月10日 | アダルトYOYO'Sへの道 能楽編（3）                                              | 大家彩香                   |                                                                         |
| 1014   | 10月24日 | 62nd 木村聖誕祭（1）                                                          | 大家彩香                   |                                                                         |
| 1015   | 10月31日 | 62nd 木村聖誕祭（2）                                                          | 大家彩香                   |                                                                         |
| 1016   | 11月7日  | 62nd 木村聖誕祭（3）                                                          | 大家彩香                   |                                                                         |
| 1017   | 11月14日 | 62nd 木村聖誕祭（4）                                                          | 大家彩香                   |                                                                         |
| -      | 11月19日 | 1×8いこうよ!ウポポイいこうよ!大泉オドロキミュージアム                         | 大家彩香                   | 番組初のゴールデンSP（金曜日19:00 - 19:56） 本来3月19日に放送予定だった |
| 1018   | 11月21日 | 1×8いこうよ!ウポポイいこうよ!大泉オドロキミュージアム 未公開シーン            | 大家彩香                   | 本来3月21日に放送予定だった                                             |
| 1019   | 11月28日 | 1×8×ファイターズ ボールパークへの道（1）                                      | 大家彩香                   |                                                                         |
| 1020   | 12月5日  | 1×8×ファイターズ ボールパークへの道（2）                                      | 大家彩香                   |                                                                         |
| 1021   | 12月12日 | 1×8×ファイターズ ボールパークへの道（3）                                      | 大家彩香                   |                                                                         |
| 1022   | 12月19日 | 年忘れ1×8ボウリング大会（1）                                                  | 永井公彦 大家彩香 油野純帆 |                                                                         |
| 1023   | 12月26日 | 年忘れ1×8ボウリング大会（2）                                                  | 永井公彦 大家彩香 油野純帆 |                                                                         |

### 2022年
| 2022年 | 2022年   | 2022年                                   | 2022年              | 2022年 |
| 回数   | 放送日   | 企画内容                                 | 進行役              | 備考   |
| ------ | -------- | ---------------------------------------- | ------------------- | ------ |
| 1024   | 1月9日   | 新春1×8褒められツアー                    | 大家彩香            |        |
| 1025   | 1月16日  | 札幌10区めぐり 東区編（1）               | 高山幸代 佐々木美波 |        |
| 1026   | 1月23日  | 札幌10区めぐり 東区編（2）               | 高山幸代            |        |
| 1027   | 1月30日  | 札幌10区めぐり 東区編（3）               | 高山幸代            |        |
| 1028   | 2月6日   | 札幌10区めぐり 東区編（4）               | 高山幸代            |        |
| 1028   | 2月6日   | 北海道新定番食材さがし（1）              | 佐々木美波          |        |
| 1029   | 2月13日  | 北海道新定番食材さがし（2）              | 佐々木美波          |        |
| 1030   | 2月20日  | 北海道新定番食材さがし（3）              | 佐々木美波          |        |
| 1031   | 2月27日  | 北海道新定番食材さがし（4）              | 佐々木美波          |        |
| 1032   | 3月6日   | 1×8×ファイターズ ボールパークへの道（1） | 村雨美紀            |        |
| 1033   | 3月13日  | 1×8×ファイターズ ボールパークへの道（2） | 村雨美紀            |        |
| 1034   | 3月20日  | 1×8×ファイターズ ボールパークへの道（3） | 村雨美紀            |        |
| 1035   | 3月27日  | プロ野球開幕特別企画 1×8スポーツ傑作選   | 木村洋二            |        |
| 1036   | 4月3日   | 1×8エンジョイ!ボウリング（1）            | 大家彩香 油野純帆   |        |
| 1037   | 4月10日  | 1×8エンジョイ!ボウリング（2）            | 大家彩香 油野純帆   |        |
| 1038   | 4月17日  | 1×8エンジョイ!ボウリング（3）            | 大家彩香 油野純帆   |        |
| 1039   | 4月24日  | 1×8エンジョイ!ボウリング（4）            | 大家彩香 油野純帆   |        |
| 1040   | 5月22日  | 1×8エンジョイ!ボウリング（5）            | 大家彩香 油野純帆   |        |
| 1041   | 6月5日   | 札幌10区めぐり 豊平区編（1）             | 兼子真衣            |        |
| 1042   | 6月19日  | 札幌10区めぐり 豊平区編（2）             | 兼子真衣            |        |
| 1043   | 6月26日  | 札幌10区めぐり 豊平区編（3）             | 兼子真衣            |        |
| 1043   | 6月26日  | 1×8×ファイターズ ボールパークへの道（1） | 大家彩香            |        |
| 1044   | 7月10日  | 1×8×ファイターズ ボールパークへの道（2） | 大家彩香            |        |
| 1045   | 7月17日  | 1×8×ファイターズ ボールパークへの道（3） | 大家彩香            |        |
| 1046   | 7月31日  | 1×8×ファイターズ ボールパークへの道（4） | 大家彩香            |        |
| 1047   | 8月7日   | 1×8×ファイターズ ボールパークへの道（5） | 大家彩香            |        |
| 1047   | 8月7日   | 1×8 SUMMER 2022（1）                     | 久保明日香          |        |
| 1048   | 8月14日  | 1×8 SUMMER 2022（2）                     | 久保明日香          |        |
| 1049   | 8月21日  | 1×8 SUMMER 2022（3）                     | 久保明日香          |        |
| 1050   | 9月4日   | 1×8 SUMMER 2022（4）                     | 久保明日香          |        |
| 1051   | 9月11日  | 1×8 SUMMER 2022（5）                     | 久保明日香          |        |
| 1052   | 9月18日  | 1×8エンジョイ!ボウリング（1）            | 大家彩香 油野純帆   |        |
| 1053   | 9月25日  | 1×8エンジョイ!ボウリング（2）            | 大家彩香 油野純帆   |        |
| 1054   | 10月2日  | 1×8エンジョイ!ボウリング（3）            | 大家彩香 油野純帆   |        |
| 1055   | 10月9日  | 1×8エンジョイ!ボウリング（4）            | 大家彩香 油野純帆   |        |
| 1056   | 10月16日 | 1×8エンジョイ!ボウリング（5）            | 大家彩香 油野純帆   |        |
| 1056   | 10月16日 | 63rd 木村聖誕祭（1）                     | 大家彩香            |        |
| 1057   | 10月23日 | 63rd 木村聖誕祭（2）                     | 大家彩香            |        |
| 1058   | 10月30日 | 63rd 木村聖誕祭（3）                     | 大家彩香            |        |
| 1059   | 11月6日  | 63rd 木村聖誕祭（4）                     | 大家彩香            |        |
| 1060   | 11月13日 | 63rd 木村聖誕祭（5）                     | 大家彩香            |        |
| 1061   | 11月20日 | 札幌10区めぐり 北区編（1）               | 西尾優希            |        |
| 1062   | 11月27日 | 札幌10区めぐり 北区編（2）               | 西尾優希            |        |
| 1063   | 12月4日  | 札幌10区めぐり 北区編（3）               | 西尾優希            |        |
| 1064   | 12月11日 | 1×8×ファイターズ ボールパークへの道（1） | 大家彩香            |        |
| 1065   | 12月18日 | 1×8×ファイターズ ボールパークへの道（2） | 大家彩香            |        |
| 1066   | 12月25日 | 1×8×ファイターズ ボールパークへの道（3） | 大家彩香            |        |

### 2023年
| 2023年 | 2023年   | 2023年                                               | 2023年                       | 2023年 |
| 回数   | 放送日   | 企画内容                                             | 進行役                       | 備考   |
| ------ | -------- | ---------------------------------------------------- | ---------------------------- | ------ |
| 1067   | 1月8日   | 1×8エンジョイ!ボウリング（1）                        | 大家彩香 油野純帆            |        |
| 1068   | 1月15日  | 1×8エンジョイ!ボウリング（2）                        | 大家彩香 油野純帆 佐々木美波 |        |
| 1069   | 1月22日  | 1×8エンジョイ!ボウリング（3）                        | 大家彩香 油野純帆            |        |
| 1070   | 1月29日  | 1×8エンジョイ!ボウリング（4）                        | 大家彩香 油野純帆            |        |
| 1071   | 2月5日   | 1×8エンジョイ!ボウリング（5）                        | 大家彩香 油野純帆            |        |
| 1072   | 2月12日  | 1×8エンジョイ!ボウリング（6）                        | 大家彩香 油野純帆            |        |
| 1073   | 2月19日  | 今年はこれが来る!1×8的ヒット予想!どハマリYOYO'S（1） | 佐々木美波                   |        |
| 1074   | 2月126日 | 今年はこれが来る!1×8的ヒット予想!どハマリYOYO'S（2） | 佐々木美波                   |        |
| 1075   | 3月5日   | 今年はこれが来る!1×8的ヒット予想!どハマリYOYO'S（3） | 佐々木美波                   |        |
| 1076   | 3月19日  | 1×8エンジョイ!ボウリング（1）                        | 大家彩香 油野純帆            |        |
| 1077   | 3月26日  | 1×8エンジョイ!ボウリング（2）                        | 大家彩香 油野純帆            |        |
| 1078   | 4月2日   | 1×8エンジョイ!ボウリング（3）                        | 大家彩香 油野純帆            |        |
| 1079   | 4月9日   | 1×8エンジョイ!ボウリング（4）                        | 大家彩香 油野純帆            |        |
| 1080   | 4月16日  | エース大泉不安払拭ツアー（1）                        | 大家彩香                     |        |
| 1081   | 4月23日  | エース大泉不安払拭ツアー（2）                        | 大家彩香                     |        |
| 1082   | 4月30日  | エース大泉不安払拭ツアー（3）                        | 大家彩香                     |        |
| 1083   | 5月14日  | 1×8エンジョイ!ボウリング公開試合（1）                | 大家彩香 油野純帆            |        |
| 1084   | 5月21日  | 1×8エンジョイ!ボウリング公開試合（2）                | 大家彩香 油野純帆            |        |
| 1085   | 5月28日  | 1×8エンジョイ!ボウリング公開試合（3）                | 大家彩香 油野純帆            |        |
| 1086   | 6月4日   | 1×8エンジョイ!ボウリング公開試合（4）                | 大家彩香 油野純帆            |        |
| 1087   | 6月18日  | 1×8エンジョイ!ボウリング公開試合（5）                | 大家彩香 油野純帆            |        |
| 1088   | 6月25日  | 1×8エンジョイ!ボウリング公開試合（6）                | 大家彩香 油野純帆            |        |
| 1088   | 6月25日  | 札幌10区めぐり 厚別区&清田区編（1）                  | 油野純帆                     |        |
| 1089   | 7月2日   | 札幌10区めぐり 厚別区&清田区編（2）                  | 油野純帆                     |        |
| 1090   | 7月9日   | 札幌10区めぐり 厚別区&清田区編（3）                  | 油野純帆                     |        |
| 1091   | 7月16日  | 札幌10区めぐり 厚別区&清田区編（4）                  | 油野純帆                     |        |
| 1092   | 7月23日  | 札幌10区めぐり 厚別区&清田区編（5）                  | 油野純帆                     |        |
| 1093   | 7月30日  | 北海道パワー注入!大泉 都会で充電ツアー（1）          | 佐々木美波                   |        |
| 1094   | 8月6日   | 北海道パワー注入!大泉 都会で充電ツアー（2）          | 佐々木美波                   |        |
| 1095   | 8月13日  | 北海道パワー注入!大泉 都会で充電ツアー（3）          | 佐々木美波                   |        |
| 1096   | 8月20日  | 北海道パワー注入!大泉 都会で充電ツアー（4）          | 佐々木美波                   |        |
| 1096   | 8月20日  | 旅の達人 W杯開催国編（1）                            | 油野純帆                     |        |
| 1097   | 9月3日   | 旅の達人 W杯開催国編（2）                            | 油野純帆                     |        |
| 1098   | 9月10日  | 旅の達人 W杯開催国編（3）                            | 油野純帆                     |        |
| 1099   | 9月17日  | 旅の達人 W杯開催国編（4）                            | 油野純帆                     |        |
| 1100   | 9月24日  | 旅の達人 W杯開催国編（5）                            | 油野純帆                     |        |
| 1100   | 9月24日  | 1×8エンジョイ!ボウリング2（1）                       | 大家彩香 油野純帆            |        |
| 1101   | 10月1日  | 1×8エンジョイ!ボウリング2（2）                       | 大家彩香 油野純帆            |        |
| 1102   | 10月8日  | 1×8エンジョイ!ボウリング2（3）                       | 大家彩香 油野純帆            |        |
| 1103   | 10月15日 | 1×8エンジョイ!ボウリング2（4）                       | 大家彩香 油野純帆            |        |
| 1104   | 10月22日 | 1×8エンジョイ!ボウリング2（5）                       | 大家彩香 油野純帆            |        |
| 1105   | 10月29日 | 1×8エンジョイ!ボウリング2（6）                       | 大家彩香 油野純帆            |        |
| 1105   | 10月29日 | 64th 木村聖誕祭（1）                                 | 大家彩香                     |        |
| 1106   | 11月5日  | 64th 木村聖誕祭（2）                                 | 大家彩香                     |        |
| 1107   | 11月12日 | 64th 木村聖誕祭（3）                                 | 大家彩香                     |        |
| 1108   | 11月19日 | 64th 木村聖誕祭（4）                                 | 大家彩香                     |        |
| 1109   | 11月26日 | 64th 木村聖誕祭（5）                                 | 大家彩香                     |        |
| 1110   | 12月3日  | 札幌10区めぐり 南区編（1）                           | 高山幸代                     |        |
| 1111   | 12月10日 | 札幌10区めぐり 南区編（2）                           | 高山幸代                     |        |
| 1112   | 12月17日 | 札幌10区めぐり 南区編（3）                           | 高山幸代                     |        |
| 1113   | 12月24日 | 札幌10区めぐり 南区編（4）                           | 高山幸代                     |        |

### 2024年
| 2024年 | 2024年   | 2024年                                                | 2024年            | 2024年                     |
| 回数   | 放送日   | 企画内容                                              | 進行役            | 備考                       |
| ------ | -------- | ----------------------------------------------------- | ----------------- | -------------------------- |
| 1114   | 1月14日  | 今年はこれが来る!1×8的ヒット予想!どハマリYOYO'S（1）  | 佐々木美波        |                            |
| 1115   | 1月21日  | 今年はこれが来る!1×8的ヒット予想!どハマリYOYO'S（2）  | 佐々木美波        |                            |
| 1116   | 1月28日  | 今年はこれが来る!1×8的ヒット予想!どハマリYOYO'S（3）  | 佐々木美波        |                            |
| 1117   | 2月4日   | 1×8エンジョイ!ボウリング2（1）                        | 大家彩香 油野純帆 |                            |
| 1118   | 2月11日  | 1×8エンジョイ!ボウリング2（2）                        | 大家彩香 油野純帆 |                            |
| 1119   | 2月18日  | 1×8エンジョイ!ボウリング2（3）                        | 大家彩香 油野純帆 |                            |
| 1120   | 2月25日  | 1×8エンジョイ!ボウリング2（4）                        | 大家彩香 油野純帆 |                            |
| 1121   | 3月3日   | 1×8エンジョイ!ボウリング2（5）                        | 大家彩香 油野純帆 |                            |
| 1122   | 3月10日  | 北海道の「食」最前線（1）                             | 油野純帆          |                            |
| 1123   | 3月17日  | 北海道の「食」最前線（2）                             | 油野純帆          |                            |
| 1124   | 3月24日  | 北海道の「食」最前線（3）                             | 油野純帆          |                            |
| 1125   | 3月31日  | 北海道の「食」最前線（4）                             | 油野純帆          |                            |
| 1126   | 4月7日   | 1×8フカボリ探検隊 千歳市編（1）                       | 佐々木美波        |                            |
| 1127   | 4月14日  | 1×8フカボリ探検隊 千歳市編（2）                       | 佐々木美波        |                            |
| 1128   | 4月21日  | 1×8フカボリ探検隊 千歳市編（3）                       | 佐々木美波        |                            |
| 1129   | 4月28日  | 1×8フカボリ探検隊 千歳市編（4）                       | 佐々木美波        |                            |
| 1130   | 5月12日  | 大泉 都会で充電ツアー第2弾（1）                       | 兼子真衣          |                            |
| 1131   | 6月11日  | 大泉 都会で充電ツアー第2弾（2）                       | 兼子真衣          |                            |
| 1132   | 6月16日  | 大泉 都会で充電ツアー第2弾（3）                       | 兼子真衣          |                            |
| 1133   | 6月30日  | 大泉 都会で充電ツアー第2弾（4）                       | 兼子真衣          |                            |
| 1134   | 7月7日   | 札幌10区めぐり西区編（1）                             | 西尾優希          |                            |
| 1135   | 7月14日  | 札幌10区めぐり西区編（2）                             | 西尾優希          |                            |
| 1136   | 7月21日  | 札幌10区めぐり西区編（3）                             | 西尾優希          |                            |
| 1137   | 7月28日  | 札幌10区めぐり西区編（4）                             | 西尾優希          |                            |
| 1138   | 8月4日   | 1×8サマーin定山渓（1）                                | 大家彩香          |                            |
| 1139   | 8月11日  | 1×8サマーin定山渓（2）                                | 大家彩香          |                            |
| 1140   | 8月18日  | 1×8サマーin定山渓（3）                                | 大家彩香          |                            |
| 1141   | 8月25日  | 1×8サマーin定山渓（4）                                | 大家彩香          |                            |
| 1141   | 8月25日  | モチベーション爆上げ大作戦（1）                       | 久保明日香        |                            |
| 1142   | 9月8日   | モチベーション爆上げ大作戦（2）                       | 久保明日香        |                            |
| 1143   | 9月15日  | モチベーション爆上げ大作戦（3）                       | 久保明日香        |                            |
| 1144   | 9月22日  | モチベーション爆上げ大作戦（4）                       | 久保明日香        |                            |
| 1144   | 9月22日  | チーム1×8トレンディ界隈（1）                          | 久保明日香        |                            |
| 1145   | 9月29日  | チーム1×8トレンディ界隈（2）                          | 久保明日香        |                            |
| 1146   | 10月6日  | チーム1×8トレンディ界隈（3）                          | 久保明日香        |                            |
| 1147   | 10月13日 | チーム1×8トレンディ界隈（4）                          | 久保明日香        |                            |
| 1147   | 10月13日 | 65th 木村聖誕祭（1）                                  | 大家彩香          | 大家アナフリー転身後初出演 |
| 1148   | 10月20日 | 65th 木村聖誕祭（2）                                  | 大家彩香          |                            |
| 1149   | 10月27日 | 65th 木村聖誕祭（3）                                  | 大家彩香          |                            |
| 1150   | 11月3日  | 65th 木村聖誕祭（4）                                  | 大家彩香          |                            |
| 1151   | 11月10日 | 65th 木村聖誕祭（5）                                  | 大家彩香          |                            |
| 1151   | 11月10日 | 自分だけの夜に没頭 夜ふかしYOYO'S（1）                | 西尾優希          |                            |
| 1152   | 11月17日 | 自分だけの夜に没頭 夜ふかしYOYO'S（2）                | 西尾優希          |                            |
| 1153   | 11月24日 | 自分だけの夜に没頭 夜ふかしYOYO'S（3）                | 西尾優希          |                            |
| 1154   | 12月1日  | 自分だけの夜に没頭 夜ふかしYOYO'S（4）                | 西尾優希          |                            |
| 1154   | 12月1日  | 北海道フードフィルムフェスティバルの舞台裏大公開（1） | 大家彩香          |                            |
| 1155   | 12月8日  | 自分だけの夜に没頭 夜ふかしYOYO'S（5）                | 西尾優希          |                            |
| 1155   | 12月8日  | 北海道フードフィルムフェスティバルの舞台裏大公開（2） | 大家彩香          | ゲスト出演：小雪           |
| 1156   | 12月15日 | 1×8ラブラブプロジェクト（1）                          | 村雨美紀          |                            |
| 1157   | 12月22日 | 1×8ラブラブプロジェクト（2）                          | 村雨美紀          |                            |

### 2025年
| 2024年 | 2024年  | 2024年                                              | 2024年              | 2024年 |
| 回数   | 放送日  | 企画内容                                            | 進行役              | 備考   |
| ------ | ------- | --------------------------------------------------- | ------------------- | ------ |
| 1158   | 1月12日 | 25周年記念! これはあり?なし?企画案                  | 大家彩香 油野純帆   |        |
| 1158   | 1月12日 | 1×8ラブラブプロジェクト（3）                        | 村雨美紀            |        |
| 1159   | 1月19日 | 1×8ラブラブプロジェクト（4）                        | 村雨美紀            |        |
| 1160   | 1月26日 | 1×8エンジョイ!ボウリング2（1）                      | 大家彩香 油野純帆   |        |
| 1161   | 2月2日  | 1×8エンジョイ!ボウリング2（2）                      | 大家彩香 油野純帆   |        |
| 1162   | 2月9日  | 1×8エンジョイ!ボウリング2（3）                      | 大家彩香 油野純帆   |        |
| 1163   | 2月16日 | 1×8エンジョイ!ボウリング特別編 チーム1×8の軌跡（1） | なし                |        |
| 1164   | 2月23日 | 1×8エンジョイ!ボウリング特別編 チーム1×8の軌跡（2） | なし                |        |
| 1165   | 3月2日  | 1×8エンジョイ!ボウリング特別編 チーム1×8の軌跡（3） | なし                |        |
| 1166   | 3月9日  | 1×8エンジョイ!ボウリング 1×8杯決勝大会（1）         | 大家彩香 油野純帆   |        |
| 1167   | 3月23日 | 1×8エンジョイ!ボウリング 1×8杯決勝大会（2）         | 大家彩香 油野純帆   |        |
| 1168   | 3月30日 | 1×8エンジョイ!ボウリング 1×8杯決勝大会（3）         | 大家彩香 油野純帆   |        |
| 1169   | 4月6日  | 1×8エンジョイ!ボウリング 1×8杯決勝大会（4）         | 大家彩香 油野純帆   |        |
| 1170   | 4月12日 | 1×8エンジョイ!ボウリング 1×8杯決勝大会（5）         | 大家彩香 油野純帆   |        |
| 1171   | 4月20日 | 1×8ロマンびと（1）                                  | 佐々木美波 永井公彦 |        |
| 1172   | 4月27日 | 1×8ロマンびと（2）                                  | 佐々木美波 永井公彦 |        |
| 1173   | 5月4日  | 1×8ロマンびと（3）                                  | 佐々木美波 永井公彦 |        |
| 1174   | 5月11日 | 1×8ロマンびと（4）                                  | 佐々木美波 永井公彦 |        |
| 1175   | 5月18日 | 1×8ヒストリー（1）                                  | 村雨美紀            |        |
| 1176   | 5月25日 | 1×8ヒストリー（2）                                  | 村雨美紀            |        |
| 1177   | 6月8日  | 1×8ヒストリー（3）                                  | 村雨美紀            |        |
| 1178   | 6月15日 | 1×8ヒストリー（4）                                  | 村雨美紀            |        |
| 1179   | 6月22日 | 札幌10区めぐり中央区編（1）                         | 庭野ほのか          |        |
| 1180   | 6月29日 | 札幌10区めぐり中央区編（2）                         | 庭野ほのか          |        |
| 1181   | 7月13日 | 札幌10区めぐり中央区編（3）                         | 庭野ほのか          |        |
| 1182   | 7月28日 | 1×8教育研究所2025（1）                              | 油野純帆            |        |

## スタッフ
- 監修：鈴井貴之[注 41]
- カメラ：松浦佑輔、栗山廉、吉田和明
- 音声：登佑太
- 編集：沼田哲治、工藤真淑
- MA：渡部望
- 衣装：小松江里子
- メイク：大野いつか
- 制作協力：CREATIVE OFFICE CUE
- ディレクター：中島脩太、工藤遼大、伊藤充則、畑野正視
- デスク：針谷有理
- プロデューサー：岸弘
- 製作著作：STV札幌テレビ放送

### 過去のスタッフ
- カメラ：安倍伸二、高橋慎、菊池健男
- 音声：松栄朋彦、西川仁、大橋博文
- 広報：小西美幸
- 編集：福塚未余子
- MA：森茂
- 制作進行：奥原秀史
- ディレクター：鴨田豊、三野宮晃、北川智之、畑野正規、中政将、早瀬祐介、伊藤充則、大渕仁
- 演出：吉森信之、須永一誠、山市陽一郎
- プロデューサー：林健嗣（初代）→山本雅弘 →川原佳明 →前田久充（2005年2月- 2006年1月）→宮野聡 →須藤剛司（2008年4月 - ）→波環→岸弘（2001年 - 2014年ディレクター、2014年 - 2021年3月プロデューサー）

## オープニングテーマ
- JT PLAYAZ「LET'S GET DOWN」（番組開始 - 2000年12月）

クール&ザ・ギャングのカバーで『Dance Dance Revolution』（以下DDR）の収録曲。これ以外にも番組内では「MY FIRE」「I believe in miracles」などDDRの収録曲がBGMとして使われている。対決企画でDDRが使われた際に、大泉が「I believe in miracles」を聞いて「（オーディション）出場者登場の曲だ」と発言したことがある。
- Hi-STANDARD「STAY GOLD」（2001年1月 - ）

## ネット局一覧
現在のネット局については、公式サイトの道外OA情報も参照（現在放送中の企画も掲載）。

### ネット局
| 放送対象地域 | 放送局                    | 系列           | 放送日時                     | 放送開始日     | 備考       |
| ------------ | ------------------------- | -------------- | ---------------------------- | -------------- | ---------- |
| 北海道       | 札幌テレビ（STV）         | 日本テレビ系列 | 日曜 16:55 - 17:25           | 2000年1月9日   | 制作局     |
| 岩手県       | テレビ岩手（TVI）         | 日本テレビ系列 | 水曜 0:54 - 1:24（火曜深夜） | 2009年10月4日  | 遅れネット |
| 宮城県       | ミヤギテレビ（MMT）       | 日本テレビ系列 | 火曜 10:25 - 10:55           | 2005年1月11日  | 遅れネット |
| 秋田県       | 秋田放送（ABS）           | 日本テレビ系列 | 金曜 0:54 - 1:24（木曜深夜） | 2005年8月      | 遅れネット |
| 山形県       | 山形放送（YBC）           | 日本テレビ系列 | 金曜 0:54 - 1:24（木曜深夜） | 2007年10月11日 | 遅れネット |
| 福島県       | 福島中央テレビ（FCT）     | 日本テレビ系列 | 水曜 1:29 - 1:59（火曜深夜） | 2005年5月      | 遅れネット |
| 群馬県       | 群馬テレビ（GTV）         | 独立協         | 月曜 22:00 - 22:30           | 2006年4月      | 遅れネット |
| 埼玉県       | テレビ埼玉（テレ玉、TVS） | 独立協         | 金曜 20:00 - 20:30           | 2005年1月6日   | 遅れネット |
| 千葉県       | 千葉テレビ（CTC）         | 独立協         | 日曜 17:00 - 17:30           | 2005年8月      | 遅れネット |
| 東京都       | TOKYO MX                  | 独立協         | 土曜 16:00 - 16:30           | 2007年7月8日   | 遅れネット |
| 石川県       | テレビ金沢（KTK）         | 日本テレビ系列 | 木曜 0:59 - 1:29（水曜深夜） | 2007年10月16日 | 遅れネット |
| 山口県       | 山口放送（KRY）           | 日本テレビ系列 | 水曜 1:24 - 1:54（火曜深夜） | 2007年11月8日  | 遅れネット |

単発放送
- 南海放送（RNB）：2004年11月27日/2005年2月5日・2月12日・2月19日 土曜10時 - 10時30分（「旅の達人香港編」/「旅の達人ニューヨーク編」）
- 読売テレビ（ytv）：2010年4月30日 土曜2時33分 - 3時3分（金曜深夜）、5月7日 土曜2時58分 - 3時28分（金曜深夜）（「大泉洋34th聖誕祭 洋二の大人養成講座」）。2014年1月12日 月曜2時29分 - 3時5分（日曜深夜）、2月7日 金曜2時29分 - 3時5分（木曜深夜）（「大人の社会見学①② 〜海上保安庁〜」）。2015年2月24日 水曜2時34分 - 4時8分（火曜深夜）[注 49]（大人の社会見学 〜札幌市交通局〜）。2015年9月11日 土曜1時58分 - 3時33分（金曜深夜）（「帰ってきた旅の達人2014ブラジル編①〜③）。2016年1月15日 土曜2時8分 - 3時43分（金曜深夜）（「アダルトYOYO'Sへの道・第2弾①〜③」）[注 50]
- 鹿児島読売テレビ（KYT）：2013年8月1日・8月3日（「大人の社会見学①② 〜海上保安庁〜」）、12月30日 16時55分 - 18時25分（「大人の社会見学 新千歳空港編」）
- 京都放送（KBS）：2009年9月16日・9月26日・9月30日 23時30分 - 、10月30日 0時 - （29日深夜）、2010年1月8日 23時30分 -
- BS日テレ：2021年12月4日 22時 - 22時54分（「ウポポイいこうよ!大泉オドロキミュージアム」）[11]

### 過去に放送していた局
| 放送対象地域   | 放送局                    | 系列           | 放送期間                                                 | 放送日時                                                            |
| -------------- | ------------------------- | -------------- | -------------------------------------------------------- | ------------------------------------------------------------------- |
| 栃木県         | とちぎテレビ（GYT）       | 独立協         | 2006年7月 - 2010年3月22日                                |                                                                     |
| 神奈川県       | テレビ神奈川（tvk）       | 独立協         | 2005年1月7日 - 2024年3月12日                             | 火曜 20:00 - 20:30                                                  |
| 新潟県         | テレビ新潟（TeNY）        | 日本テレビ系列 | 2006年10月 - 2011年3月27日                               | 月曜 1:20 - 1:50（日曜深夜）                                        |
| 富山県         | 北日本放送（KNB）         | 日本テレビ系列 | 2009年10月5日 - 2017年3月27日 （一時休止期間あり）       | 金曜 1:59 - 2:29（木曜深夜）                                        |
| 長野県         | テレビ信州（TSB）         | 日本テレビ系列 | 2005年8月 - 2011年3月30日                                | 木曜 0:59 - 1:29（水曜深夜）                                        |
| 静岡県         | 静岡第一テレビ（SDT）     | 日本テレビ系列 | 2005年4月7日 - / - 2011年4月27日                         | 金曜 1:20 - （木曜深夜）/木曜 1:59 - 2:29（水曜深夜） （142日遅れ） |
| 中京広域圏     | 中京テレビ（CTV）         | 日本テレビ系列 | 2007年4月4日 - 2010年9月29日                             | 木曜 2:15 - 2:47（水曜深夜）                                        |
| 兵庫県         | サンテレビ（SUN）         | 独立協         | 2004年4月4日 - 2004年10月24日/2005年7月10日 - 2009年10月 | 日曜 12:00 - 12:30 （2005年10月から）水曜 18:00 - 18:30             |
| 香川県・岡山県 | 西日本放送（RNC）         | 日本テレビ系列 | 2005年10月 - 2012年3月27日                               | 水曜 1:34 - 2:04（火曜深夜）                                        |
| 徳島県         | 四国放送 （JRT）          | 日本テレビ系列 | 2014年10月13日 - 2019年10月                              | 火曜 1:29 - 1:59（月曜深夜）（約2年9か月遅れ）                      |
| 愛媛県         | 南海放送（RNB）           | 日本テレビ系列 | 2005年4月2日 - 不明                                      | 日曜 13:30 - 14:30                                                  |
| 鳥取県・島根県 | 日本海テレビ（NKT）       | 日本テレビ系列 | - 2010年4月28日                                          | 木曜 0:34 - 1:04（水曜深夜）                                        |
| 広島県         | 広島テレビ（HTV）         | 日本テレビ系列 | 2015年9月30日 - 不明                                     | 水曜 11:00 - 11:30                                                  |
| 熊本県         | くまもと県民テレビ（KKT） | 日本テレビ系列 | - 2008年4月9日                                           | 金曜 1:09 - 1:39（木曜深夜） →木曜 1:09 - 1:39（水曜深夜）          |
| 鹿児島県       | 鹿児島読売テレビ（KYT）   | 日本テレビ系列 | 2006年5月11日 - /2008年9月24日 - 2010年9月29日           | 金曜 1:20 - 1:50（木曜深夜） →木曜 0:59 - 1:29（水曜深夜）          |
| 沖縄県         | 琉球放送（RBC）           | TBS系列        | - 不明                                                   | 不定期放送                                                          |
| 日本全域       | 日テレプラス              | CS放送         | 2009年1月 - 不明                                         | 水曜 19:00 - 19:30（初回放送）                                      |
| 日本全域       | BS松竹東急                | BS放送         | 2022年3月29日 - 2024年3月30日                            | 月曜 - 金曜 23:00 - 23:30                                           |

### 備考
- 札幌テレビでは2007年4月6日から、毎週金曜1時8分 - 1時38分（木曜深夜）に過去の企画の傑作選を放送していたが、2016年現在は過去の企画を毎週木曜2時4分 - 2時34分（水曜深夜）に再放送している。
- サンテレビの放送は、プロ野球中継『サンテレビボックス席』がある場合は放送休止となった。
- テレビ埼玉では、2024年7月現在約1年遅れ。2024年3月までは土曜11時 - 11時30分だったが、2024年4月5日から現在の時間に変更された。なお、プロ野球中継がある場合は放送休止となる。プロ野球シーズン中は放送されない週が多く、1か月 - 2か月に1回の放送になってしまう場合がある。また7月中はこれらに加え『全国高等学校野球選手権埼玉大会』中継による日中のレギュラー番組の振替放送で休止することもある。
- このほか、2007年6月のTOKYO MXや山口放送での放送など、特番として単発放送される局もある。
- 千葉テレビ、テレビ神奈川では一度打ち切られた後、再び放送を再開している。
- 山口放送では、単発での放送の後、2007年11月8日放送分からレギュラー化。以前は金曜0時59分 - 1時29分（木曜深夜）に放送していた。2009年4月より月曜9時30分 - 10時に変更。2010年4月より現在の時間に変更。
- 北日本放送では、2009年10月5日から「港でまつ洋二秋の新企画釧路で始動」の回から放送が開始された。当初は月曜の放送であったが、後に水曜日の放送に移動後、2011年12月で一旦打ち切られたが、2012年4月5日から金曜1時40分 - 2時10分（木曜深夜）で放送再開、後に上記の放送時間で2017年3月の打ち切りまでネット。
- 琉球放送で放送曜日は不定だが、ほぼ週に1回の放送をしていた。ベルリン世界陸上放送の時は、土曜日・日曜日の30分の穴埋めを兼ねて、1週間に3回放送されるという現象が起きた。なお木村不在のため、2009年春に放送された総集編はカットされている。
- 2010年11月から2011年6月まで、千葉テレビでは放送1時間前の19時55分 - 20時55分に『水曜どうでしょうClassic』を放送（2回連続）していたため、1時間半連続で大泉洋の番組となっていた。『水曜どうでしょうClassic』は6月11日に放送終了したため、翌週18日からは5分ずれた21時からの放送となった。
- 沖縄県宮古島市のケーブルテレビ局・宮古テレビでも、月曜19時 - 19時30分（再放送・土曜12時 - 12時30分）に放送している。なお、在沖民放テレビ局では、RBCの放送となっていた。ただし直近の回は放送されていない。
- 『大泉洋プレゼンツ 地タレ?大集合ふるさと大好き宣言!』は、『1×8』が放送されていない日本テレビ、福岡放送、テレビ大分、長崎国際テレビでも放送された。
- 2015年現在道外放送での番組エンディングの最後には、「洋二のITリサーチ」のタイトルで番組ホームページ・Twitter案内が挿入される。かつては最初のCM明けとエンディングの最後に急式アナによる携帯サイト告知と「1×8グッズ」プレゼントの案内が行われており、キーワードとして放送日と視聴したネット局名を明記して携帯サイトで応募すると全国の毎月10名に「1×8グッズ」が当たる遅れネットに配慮したプレゼント企画が行われていた。

### ビデオ・オン・デマンド配信
1×8初のビデオ・オン・デマンド配信が2011年10月7日にアクトビラ、ひかりTV、J:COMオンデマンド、TSUTAYA TV、LEONET、auひかりTV、MOVIE SPLASH VOD、GYAO!ストア（PC）でスタートした。
その後、YNN!（吉本興業）や2011年12月7日にTVドガッチ、2012年6月22日には日テレオンデマンド、2015年8月22日にはHulu日本版サービス、2020年10月6日にはTVerで配信を開始した。
初期のYOYO'Sの貴重な映像や道外では未放送の企画などを毎月更新で配信している。
また2019年4月28日放送分から2020年9月27日放送分まではSTVホームページ内の公式動画配信「どさんこ動画」、2020年10月4日放送分からはTVerにて最新回の無料配信を実施している。

## 書籍
- 北海道のおいしいカレー108店（イエローページ総務部刊、ISBN 4-900835-23-4、2004年1月24日発売）

## DVD

### 発売されたDVD
|        | タイトル・収録内容・その他 | 発売日         | ディスク枚数                    |
| ------ | --- | -------------- | ------------------------------- |
| 第一弾 | これが北海道のYOYO'Sだ!の巻 YOYO'S年表、名勝負3連発、小型トーク大型版「純喫茶 木村」などを収録。 発売当日には木村が札幌で「朝6生ワイド」生出演後、市内のCDショップを廻った後、東京のCDショップでもプロモーションを行い、新宿のタワーレコードではトークショーも行った。 大泉は映画撮影の為、夜銀座のCDショップで合流し1日の経過をVTRで報告した。 | 2007年7月18日  | 1枚組                           |
| 第二弾 | YOYO'S、北の大地でコメ作り!の巻 2002年放送「YOYO'Sファーム」、小型トーク大型版「放浪画家 キムラ」などを収録。 発売当日には第1弾同様木村が札幌でプロモーション活動を行った後、東京でトークショーを開催。 本来大泉は仕事で行けない予定だったが、急遽都合がつき木村と一緒に参加した。 さらに大阪でもトークショーを開催。また大阪では道頓堀で木村の街頭調査も行った。 大阪でのプロモーションの模様が木村がキャスターを務める「どさんこワイド」で1月21日放送され木村自ら報告した。 | 2008年1月18日  | 1枚組                           |
| 第三弾 | YOYO'Sが映画祭!?in夕張の巻 2006年 - 2007年放送「1×8映画祭in夕張」、小型トーク大型版「居酒屋 洋二」などを収録。初の2枚組。 | 2008年9月18日  | 2枚組                           |
| 第四弾 | YOYO'Sの演歌の花道の巻 2008年 - 2009年放送「『YOYO'Sの演歌の花道』濃縮ダイジェスト」、「緊急座談会"『大漁豊漁ぼやき船』とは何だったのか?」、「大漁豊漁ぼやき船歌合戦 ほぼ完全版」、「船泉洋三 即興歌大全集」、小型トーク大型版「キムラ薬局」などを収録。 | 2010年2月18日  | 2枚組                           |
| 第五弾 | 大泉・木村の十周年祭〈じゅうねんまつり〉 お祭りディスク 2007年放送「木村聖誕祭2007」、DVD限定「祝!1×8いこうよ!30周年」、「レッスンプロ木村」 小芝居ディスク 「バーバー木村」、「木村クリニック・ナース編」、「木村クリニック・ドクター編」、「木村屋旅館」 金のディスク（初回盤のみ） 「500回スペシャル・天下統一 1×8国盗り合戦」「3D!飛び出すYOYO'S」 | 2011年3月18日  | 2枚組 （初回生産限定版は3枚組） |
| 第六弾 | 大泉洋と木村洋二 大泉洋プロデュース「木村聖誕祭」 「記憶を取り戻せ! 木村、熱唱通勤疑惑」（2004年）、「木村50才 『50』づくしのおもてなし」（2009年）、「木村“美魔女"化計画」（2010年） 台本なし「小型トーク」大型版 「木村ボクシングジム」（2010年）、「BAR木村」（2012年）ほか 初回限定盤 「幻の『第0回』放送」（1999年）、「幻の『大泉生誕祭』」（2007年）ほか 東京のCDショップなどでプロモーションを行い、渋谷のタワーレコードではトークショーを行った。                    | 2012年11月18日 | 2枚組 （初回生産限定版は3枚組） |
| 第七弾 | 大泉・木村の十五周年祭〈じゅうごねんまつり〉 Disk1 「15周年突入イヤー!めざせ15%!高視聴率を獲るぞツアーin沖縄」（2015年） Disk2 「15周年突入イヤー!めざせ15%!高視聴率を獲るぞツアーin沖縄」果たして視聴率15%は獲れたのか?徹底検証（2015年）、歴代高視聴率TOP15完全公開、「木村聖誕祭2012」 木村を本当の沖縄ツアーへ Disk3（初回限定盤のみ） DVD撮り下ろし小型トーク「放浪画家キムラ2015」、小型トーク傑作選                                                                    | 2015年10月18日 | 2枚組 （初回生産限定版は3枚組） |